# 反對逃犯條例修訂草案運動過程 (2019年11月)
反對《逃犯條例》修訂草案運動在2019年11月仍然持續。警方亦進入多個商場和私人屋苑拘捕示威者，於11月中旬更多次爆發全日的大型衝突。但在11月24日區議會選舉前後局勢稍為緩和，而選舉最後以建制派和鄉事派慘敗收場。
| 2019年          | 尚未開始 | 尚未開始 | 3月至6月 | 3月至6月 | 3月至6月 | 3月至6月 | 7月 | 8月 | 9月    | 10月   | 11月   | 12月 |
| 2020年          | 1月      | 2月至4月 | 2月至4月 | 2月至4月 | 5月      | 6月      | 7月 | 8月 | 9月    | 10月   | 11月   | 12月 |
| 2021年          | 1月      | 2月      | 3月      | 4月      | 5月      | 6月      | 7月 | 8月 | 9-11月 | 9-11月 | 9-11月 | 12月 |
| 2022年1月或以後 |          |          |          |          |          |          |     |     |        |        |        |      |

## 1日

### 何君堯控告三名民主派議員誹謗
建制派立法會議員何君堯入稟高等法院控告3名民主派立法會議員郭榮鏗、林卓廷及毛孟靜誹謗。入稟狀指，3人在一公開場合向何大叫「何君堯，黑社會」，何認為此舉對他構成誹謗，並要求法庭頒令3人作出賠償及禁制他們再作出相關言論。

### 各區快閃遊行

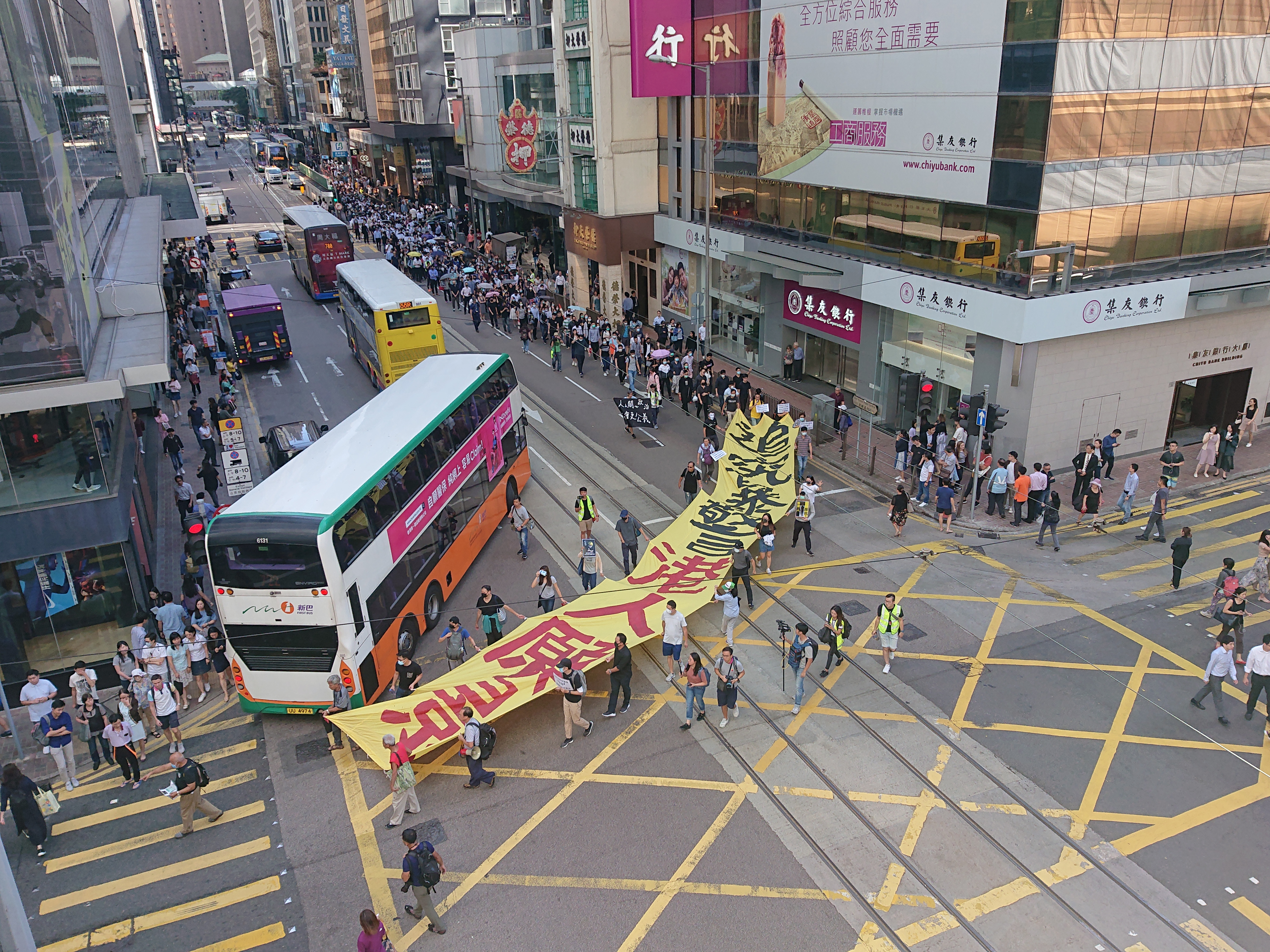
中環快閃遊行

有網民發起快閃行動。其中在中環遮打花園，接近中午約有100人聚集，在場戒備警員一度舉起黃旗警告，呼籲他們離開。市民於下午1時行出遮打花園，步往恒生銀行總行方向，部分人士佔用行車路，有電車被迫停下，中途不斷有市民加入，人數一度增至約400人。另外，觀塘亦有市民響應快閃活動，約70人由駿業街遊樂場集合起步，沿途大叫口號。

### 高等法院拒絕向無綫電視發出臨時禁制令
無綫電視早前向高等法院原訟庭申請臨時禁制令，禁止任何人士非法及故意襲擊無綫電視記者及毀壞其財物，以保護僱員和公司財產的安全。陳美蘭法官指無綫電視未能證明其記者或公司財產，未來會繼續受示威者惡意破壞或受實際威脅，又指無綫電視前線記者採訪時會遮蓋公司標誌，示威者無從識別傳媒身份，禁制令執行有困難，故拒批臨時禁制令申請。

### 香港大學校長向學生發出公開信
香港大學校長张翔向學生和大學成員發公開信，表示自己有責任維繫一個捍衛多元價值，互相尊重的校園，近日有同學要求他公開答應不同的訴求，他說會在本月內舉行一場師生論壇，一起探尋前路。之後約50名「守護港大聯署小組」成員及港大學生，於下午1時左右於港大鈕魯詩樓10樓校長辦公室樓層靜坐，促請校方今日下午2時前，定出師生對談會的時間、日期、地點、主題等詳情，並回應其他3項訴求，包括譴責警方濫暴、承諾不容許警方入校搜捕、為被捕港大人提供一切支援等。

### 香港電台取消「十大中文金曲」頒獎禮
香港電台宣布，鑑於近月社會氣氛及重視歌手、樂迷等參與公眾活動時的安全，今年決定取消「第42屆十大中文金曲」的頒獎禮和音樂會，改為製作跨媒體特備節目，透過電視、電台及網站播出，總結香港樂壇2019年的成績及宣布所有獎項的結果。

### 曾志健槍擊事件一個月默站
曾志健槍擊事件發生一個月，有網民晚上在荃灣大河道與海壩街交界默站抗議。大約一百人響應到場參與默站，並將右手放在左胸前，其後在場人士高叫口號支持中槍男生及唱歌，活動大約一小時結束，參加者陸續散去。

### 港島區和你跑
有網民號召在西環舉行「和你跑」活動，聲稱要全民一齊練跑操體能。活動於晚上9時開始，集合地點在中山紀念公園，跑往終點站灣仔金紫荊廣場，並呼籲跑手沿途開着手機閃光燈跑，完成後在終點唱歌大合照。

### 多區商場和你唱活動
有網民號召在多區商場「和你唱」活動，首站為沙田新城市廣場，之後為九龍塘又一城、旺角MOKO 新世紀廣場。新城市廣場有約300人參與，現場部分人士戴上口罩，並帶同樂器演奏，圍觀人士則合唱及高叫口號，並有十餘名黑衣人手持鐵錘闖入星巴克咖啡店破壞。新世紀廣場有約60人參與，部分人穿黑衣、戴口罩。此外，上水廣場亦有類似的大合唱活動。據了解，有團隊成員在新城市廣場表演後前往又一城繼續表演，但在途中被警員搜車，繼而拘捕5人並把他們帶到沙田警署。之後樂團成員向傳媒確認，有至少5位團員被捕，包括1位指揮、3位樂手以及1位司機。警方亦有消息指，同日當區有4男1女因涉及毒品被捕，樂團成員強調絕對不會有毒品在他們的車上。

## 2日

### 警方搗破汽油彈工場
警方在灣仔堅拿道西的一個Airbnb單位，搗破一個製造汽油彈工場，搜獲188支已製成及半製成汽油彈、一批助燃液體、五支伸縮棍、兩支胡椒噴霧、一批頭盔及防毒面具。行動中拘捕四男一女（19至24歲），當中三男女為香港城市大學及香港理工大學學生，一人為香港專業教育學院畢業生，另一為建築工人。
上庭後，其中3人否認控罪受審。到2021年8月19日，22歲城大男學生及21歲地盤工人被裁定罪成，在區域法院分別被判囚3年4個月及3年。法官葉佐文判刑指被告放置過百枚汽油彈在多層商住大廈內，認為案情嚴重，形容「以身試法代價很大」。

### 維多利亞公園集會

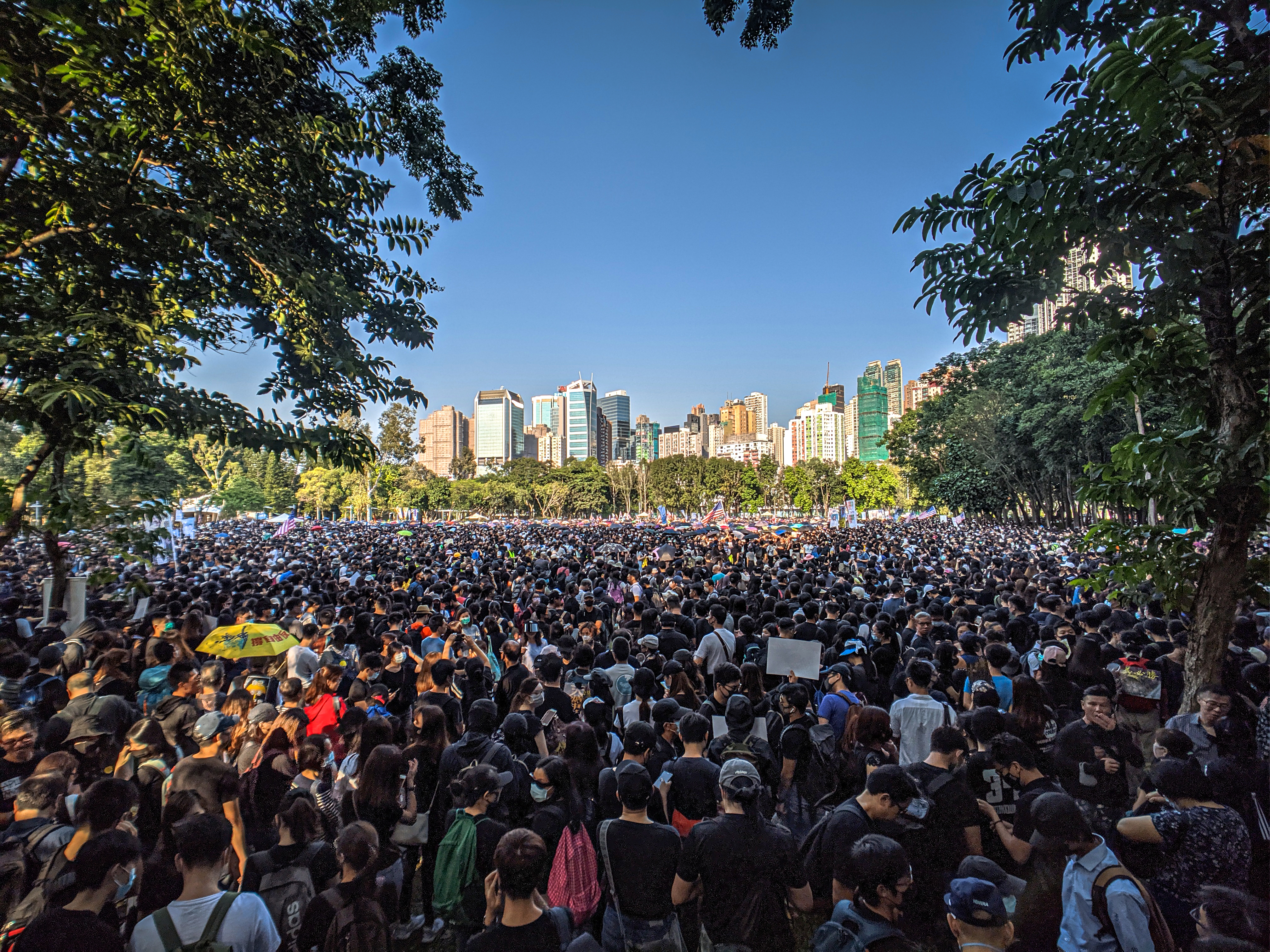
維園舉辦的小型選舉聚會企滿整個草坪

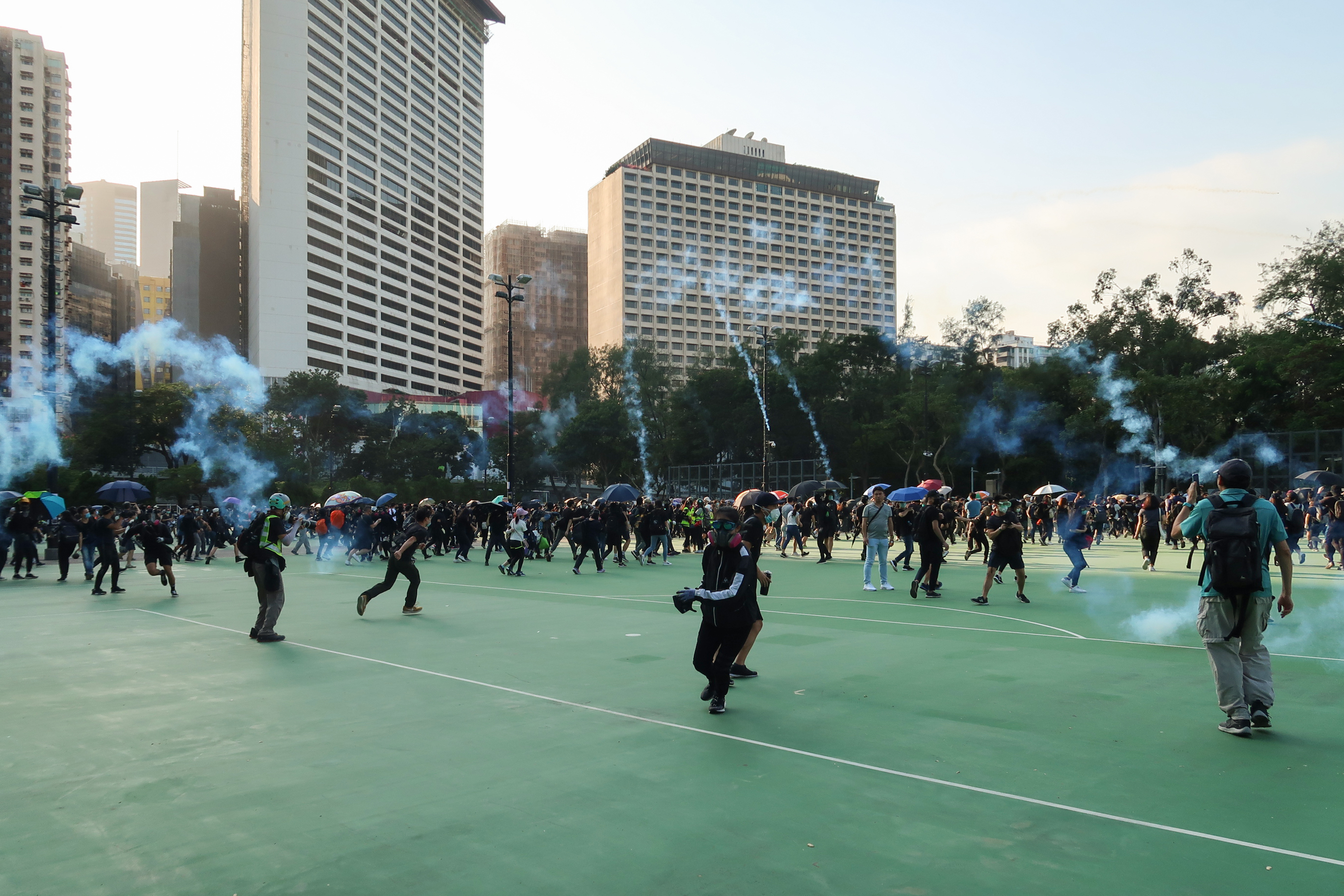
防暴警察在公園內頻密發射多輪催淚彈，市民爭相走避

早前，香港本土派人士劉穎匡等人向警方申請在維多利亞公園舉行名為「求援國際，堅守自治」的集會。集會於10月30日被警方反對，其後申請者上訴失敗。136名區議會選舉候選人隨即表示，於11月2日下午3時各自在維園舉辦「毋須通知警方」的小型選舉聚會；而候選人會在維園不同位置，向選民重申捍衛港人自由的立場。
當日下午2時，一名車主駕駛其保時捷私家車駛入京士頓街停泊，並播放《願榮光歸香港》，引起警察不滿，當場強行把車主從車上拉走拘捕。現場警察不肯透露該車主涉嫌犯下甚麼罪行。下午三時，大批市民聚集在維園外，試圖進入維園集會。惟大量防暴警察在附近駐守，聲稱市民正在參與非法的集會，並違反《禁止蒙面規例》。其後，防暴警察在市民聚集的一帶發射多輪催淚彈。區議會候選人陳振哲及鄭仲恆在公園內被捕。
有示威者呼籲參與維園集會的人前往中環，在銅鑼灣一帶的示威者在崇光百貨門前築路障。下午3點54分，防暴警察在灣仔鵝頸橋發射催淚彈驅散，在軒尼詩道希慎廣場玻璃門前拘捕一名身穿反光衣的男子，及經常在前線調停的陣地社工陳虹秀。部分人前往灣仔方向後退，到下午4點37分，速龍小隊及水炮車在修頓球場向人群發射催淚彈及水炮，有外傭被波及，需要義務急救員協助洗眼。到下午5時，灣仔修頓球場洗手間外突然有多名防暴警察到場，要求多名身穿黑衫的市民靠欄高舉雙手跪地，大部分人被警員搜身後被拘捕。而灣仔皇后大道東有示威者舉起傘陣與警方對峙，示威者多次向警方投擲汽油彈和磚頭雜物，防暴警察亦多次發射催淚彈。

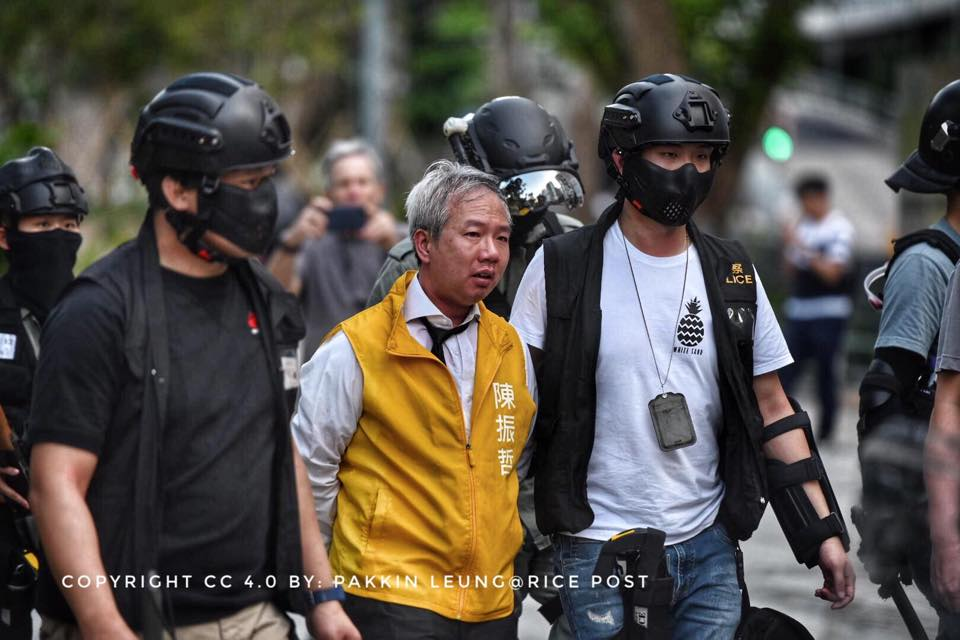
區議會候選人陳振哲在維多利亞公園內被捕
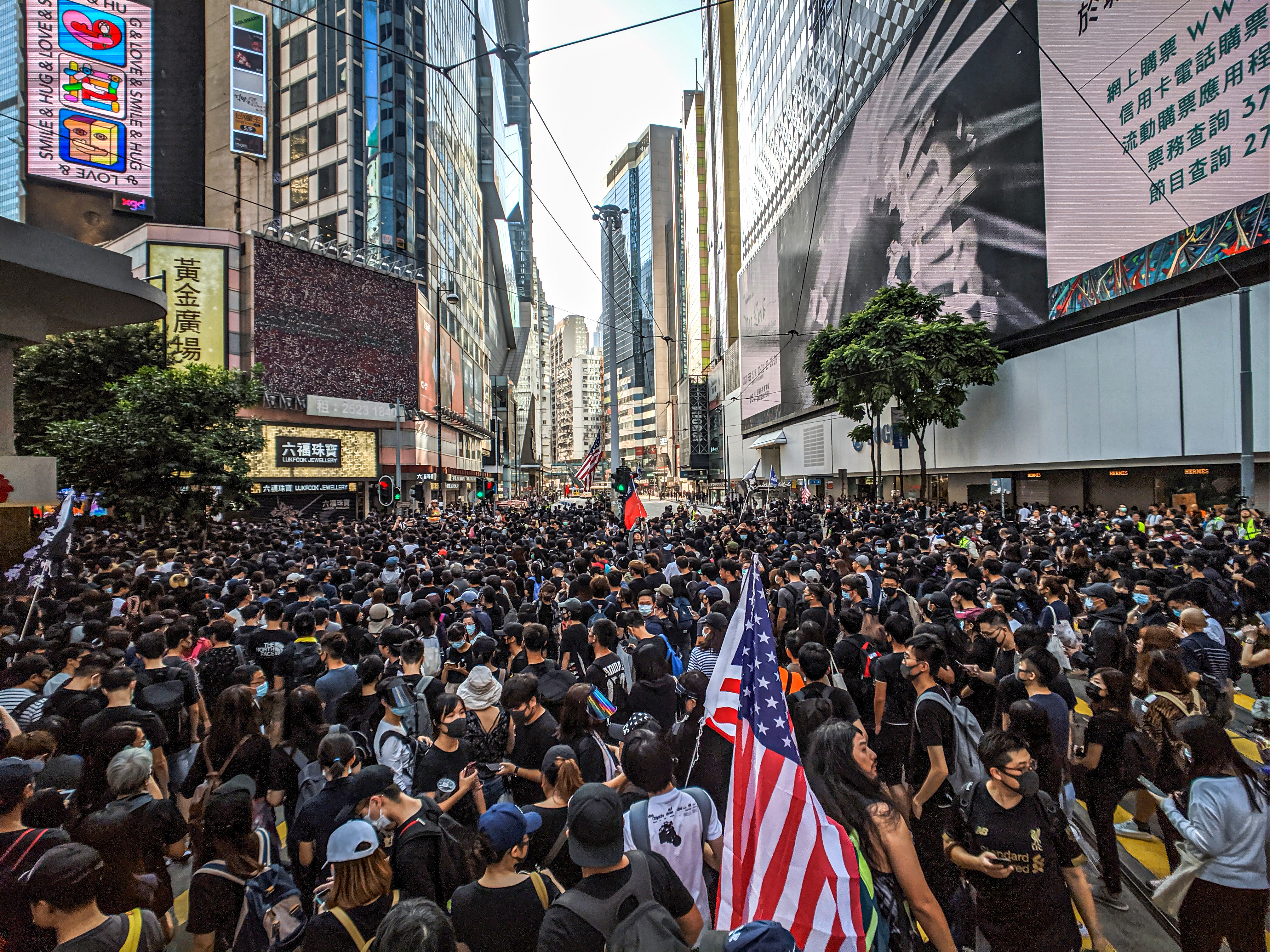
下午3點52分，在銅鑼灣崇光百貨門前的示威者
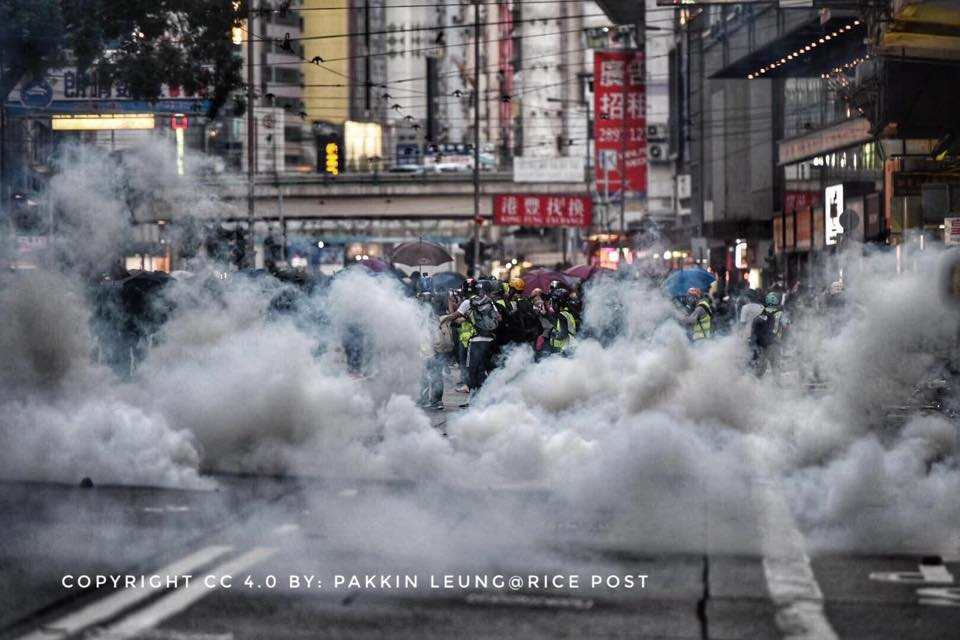
防暴警察在灣仔軒尼詩道發射多輪催淚彈
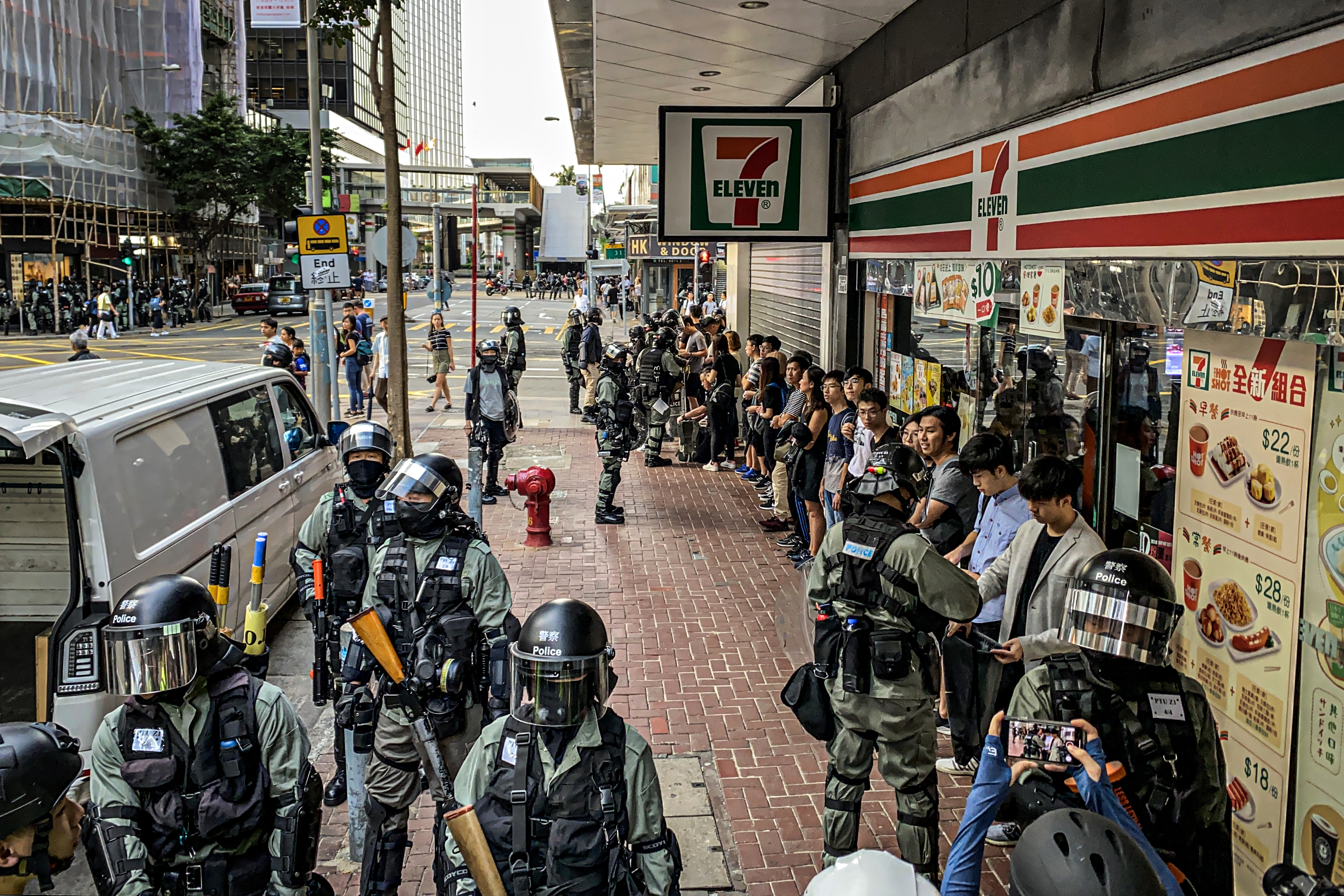
灣仔杜老誌道有多名市民被防暴警搜身

### 和理非摺紙鶴集會

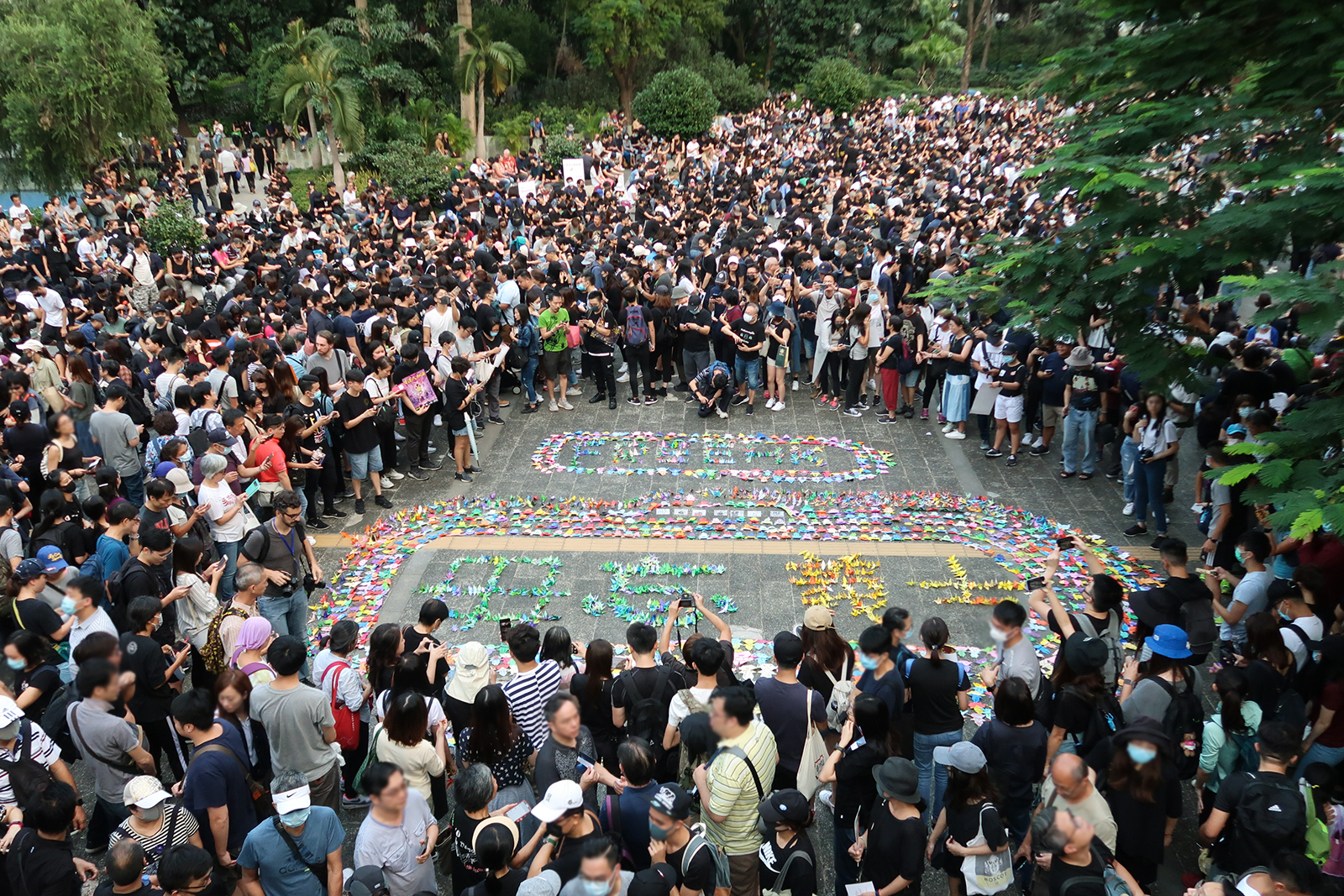
中環遮打花園發起「和你摺紙鶴」活動，人數高峯期超過200人，惟警方在集會開始不久因安全理由腰斬集會

有人於中環遮打花園發起「和你摺紙鶴」活動，原定在5時開始，但不少巿民早於集會三小時前已到場，人數高峯期超過200人，大多是沒有戴上口罩及零裝備的「和理非」市民，他們希望透過摺紙鶴及「連豬」和平表達訴求，惟警方在集會開始不久因安全理由腰斬集會，勒令5時半前終止活動，引起巿民鼓譟，高呼「要集會」後離開。

### 人權民主和你Sing集會
下午4時，過百名市民應網民號召，到尖沙咀栢麗購物大道參與「和你Sing」集會，歌唱反修例歌曲。大會發言人引述警方指引，呼籲在場人士沒有健康理由帶口罩，可能觸犯禁蒙面法。大批防暴警員從尖沙咀警署走到集會地點，警告在場人士不得戴口罩，並威脅作出拘捕及清場行動，其後折返警署。

### 香港人權及民主法案集會

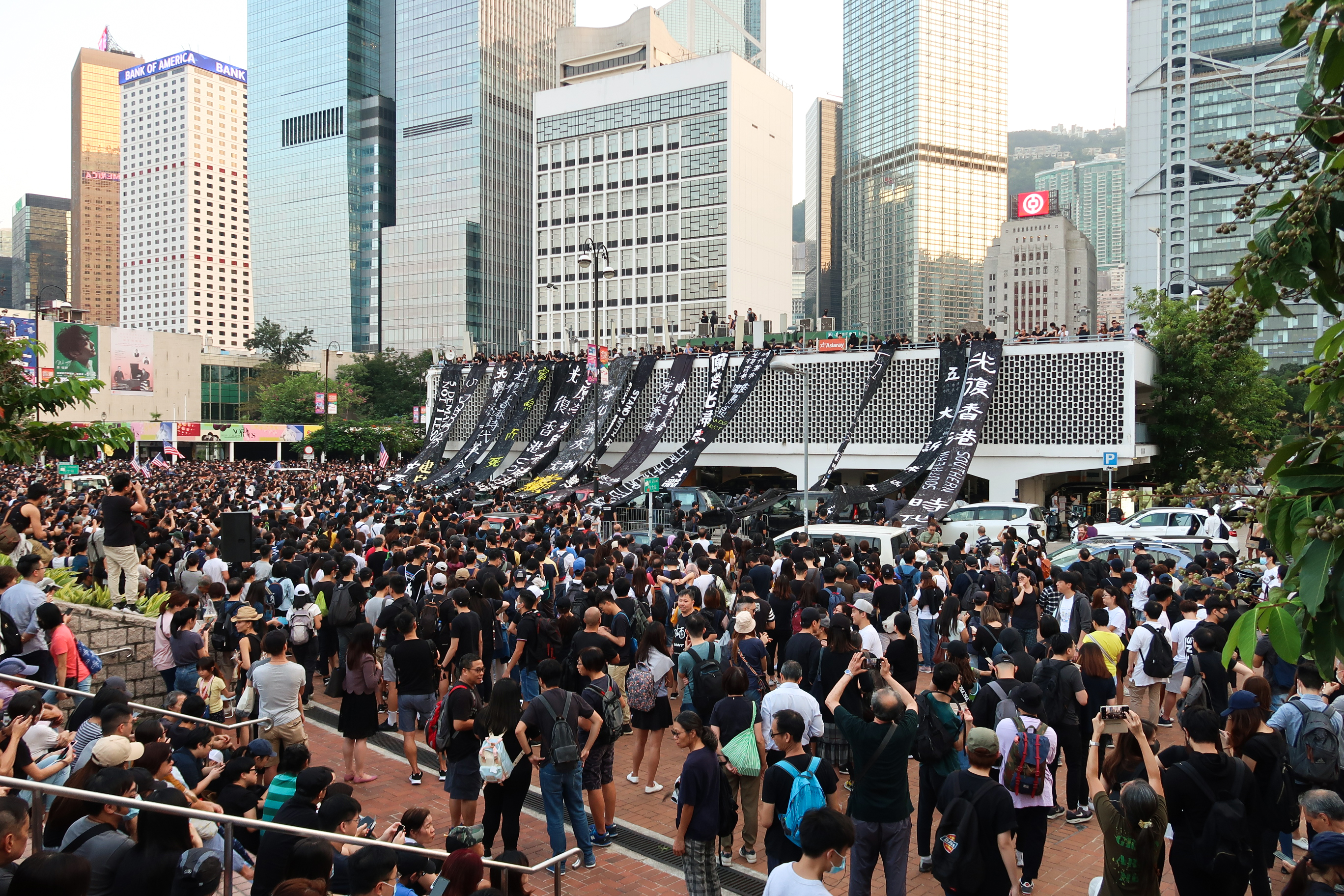
愛丁堡廣場香港人權及民主法案集會，有人在大會堂對開的停車場頂層放置多張寫有不同訴求的黑色直幡

有人於愛丁堡廣場舉辦集會，以促請美國參議院盡快通過《香港人權及民主法案》為主題，部分參與者手持美國國旗，高叫口號。有人在大會堂對開的停車場頂層，放置多張寫有不同訴求的黑色直幡。警方因安全理由，呼籲主辦方在下午五時半前結束集會，之後大會宣布集會在下午五時半結束，呼籲參加者盡快安全離開。

### 新華社亞太總分社遭破壞
下午5时20分，新华社位于香港湾仔区的新华社亚太总分社办公大楼，遭到一批示威者打砸大门玻璃、闸门，并向大堂投掷燃烧弹。。新华社发言人强烈谴责此行为。

### 集會後晚間衝突

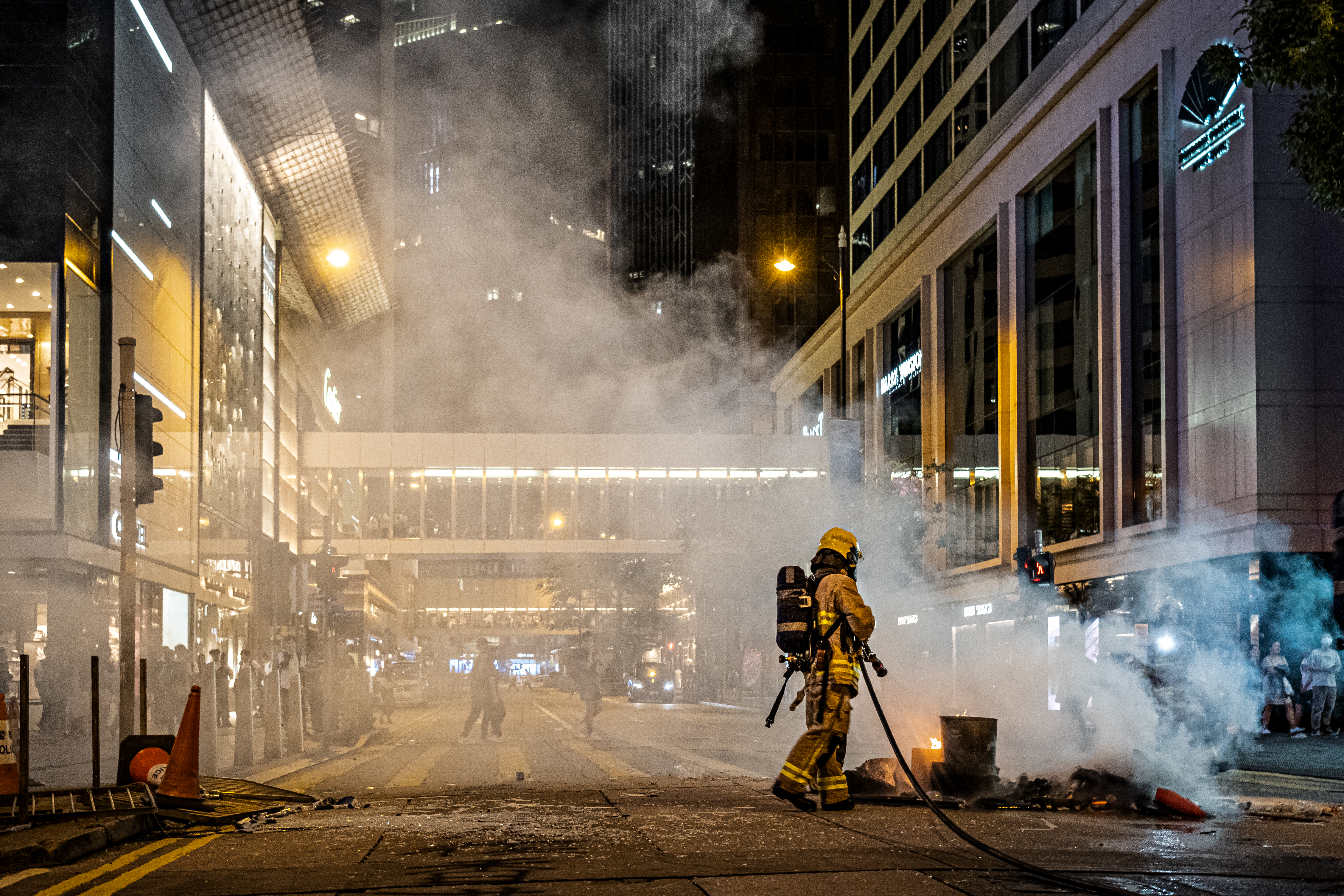
防暴警察在中環發射催淚彈驅散

入夜後，仍有大批示威者在全港各區聚集。約晚上6時，大批示威者在中區聚集，在遮打道用雜物設置路障，並在德輔道中和中環站出口縱火，亦有示威者在銅鑼灣聚集，其後警方到場發射催淚彈驅散，並向記者方向施放胡椒噴霧。。約晚上7時許，有示威者在油尖旺區堵路和阻塞交通，並引發警民衝突，衝突一直維持到凌晨約4時。約晚上8時，軒尼詩道近希慎廣場外的馬路，有幾個紙盒寫着「同胞勿近，手足勿近」，下面有磚頭，警方爆炸品處理課其後到場處理。
當日警方在銅鑼灣截查多人，其中一名人僅因藏有兩支士巴拿，被控管有可作非法用途工具罪。惟案件再提堂時，控方稱因證據未足以達至合理定罪機會，故提出撤銷控罪。最終裁判官批准，並同時批准被告的訟費申請。

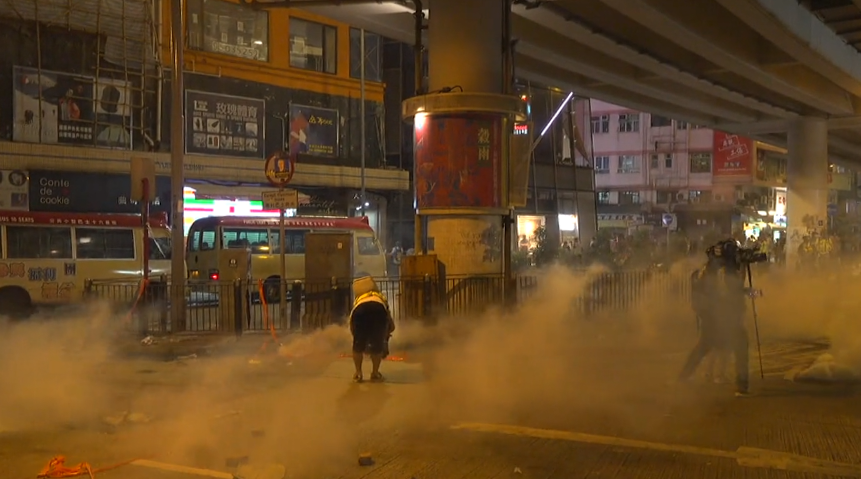
鵝頸橋下佈滿催淚煙
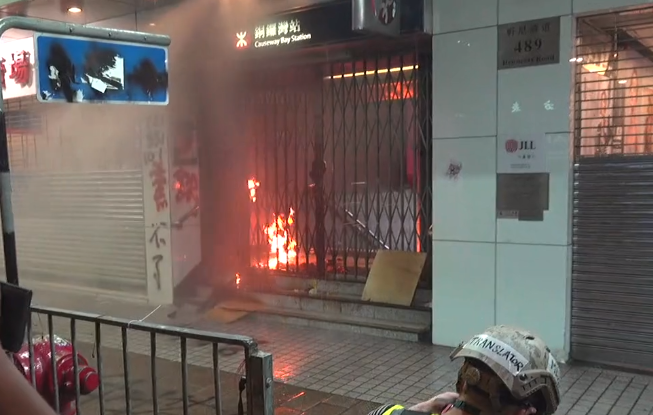
銅鑼灣站出口被人縱火
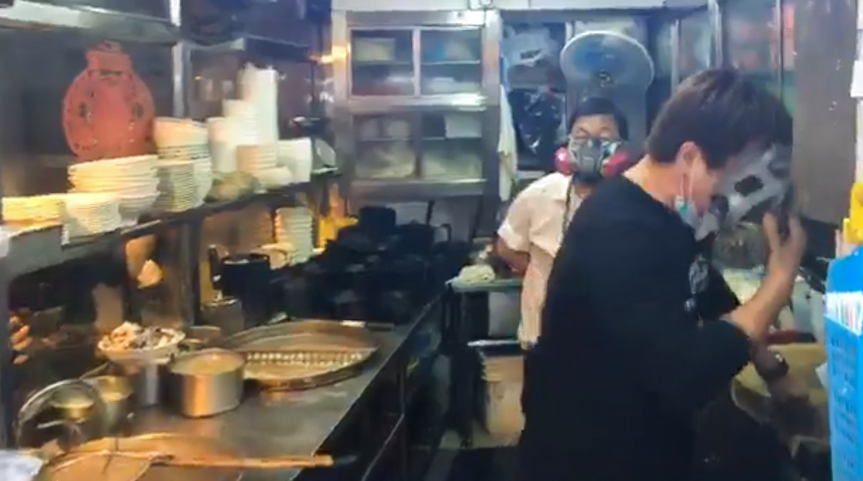
防暴警察在銅鑼灣發射催淚彈後，文輝墨魚丸大王的員工感到不適，需要救護員所提供的面罩協助
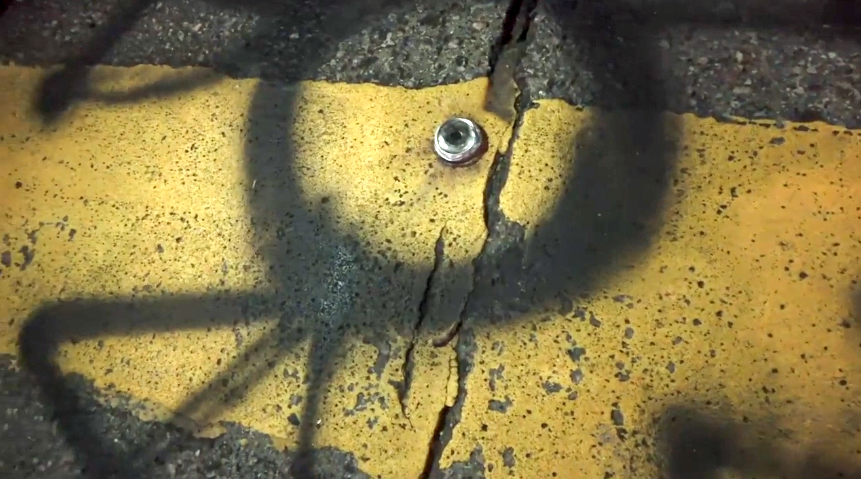
有人發現軒尼詩道發放的催淚彈「熱熔地面」

## 3日

### 多區「行街」防暴警衝入多個商場拘捕多人
有網民以反警暴為名，下午1時發起「香港人反警暴 七區緊急行街」示威行動，而警方亦在各地區加強佈防，當中亦在金鐘添馬公園及黃大仙站附近戒備。
網民號召示威者分別到以下七區「行街」，包括金鐘添馬公園、旺角麥花臣球場、黃大仙中心、大埔風水廣場、荃灣公園、沙田百步梯、屯門文娛廣場。而防暴警衝入多個商場拘捕多人和噴胡椒水，造成混亂和多人受傷。

#### 金鐘

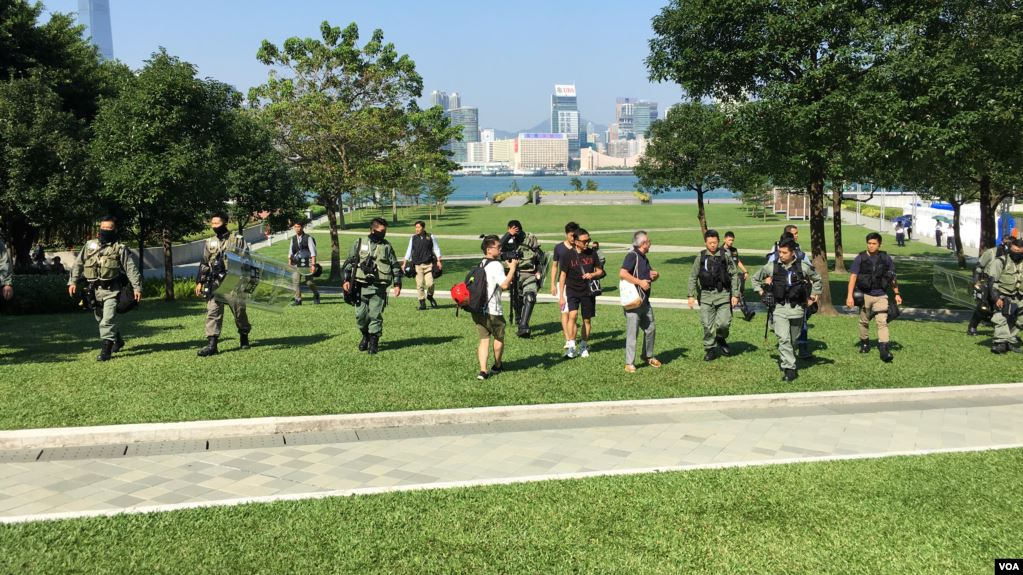
下午約2時，防暴警察在添馬公園驅趕民眾

多名防暴警員下午約2時進入添馬公園清場，警告在場人士盡快離開，否則就會控告市民阻差辦公。有市民一邊離開，一邊指罵警察，又與警員發生口角。在場市民陸續離開添馬公園，警方其後封閉添馬公園，先後再封鎖中信橋和海富橋，而在立法會大樓外，警方亦繼續放置大型水馬。期間立法會議員馬逢國在約兩時十五分途經海富中心外的天橋，被防暴警員截查，及後放行。

#### 沙田

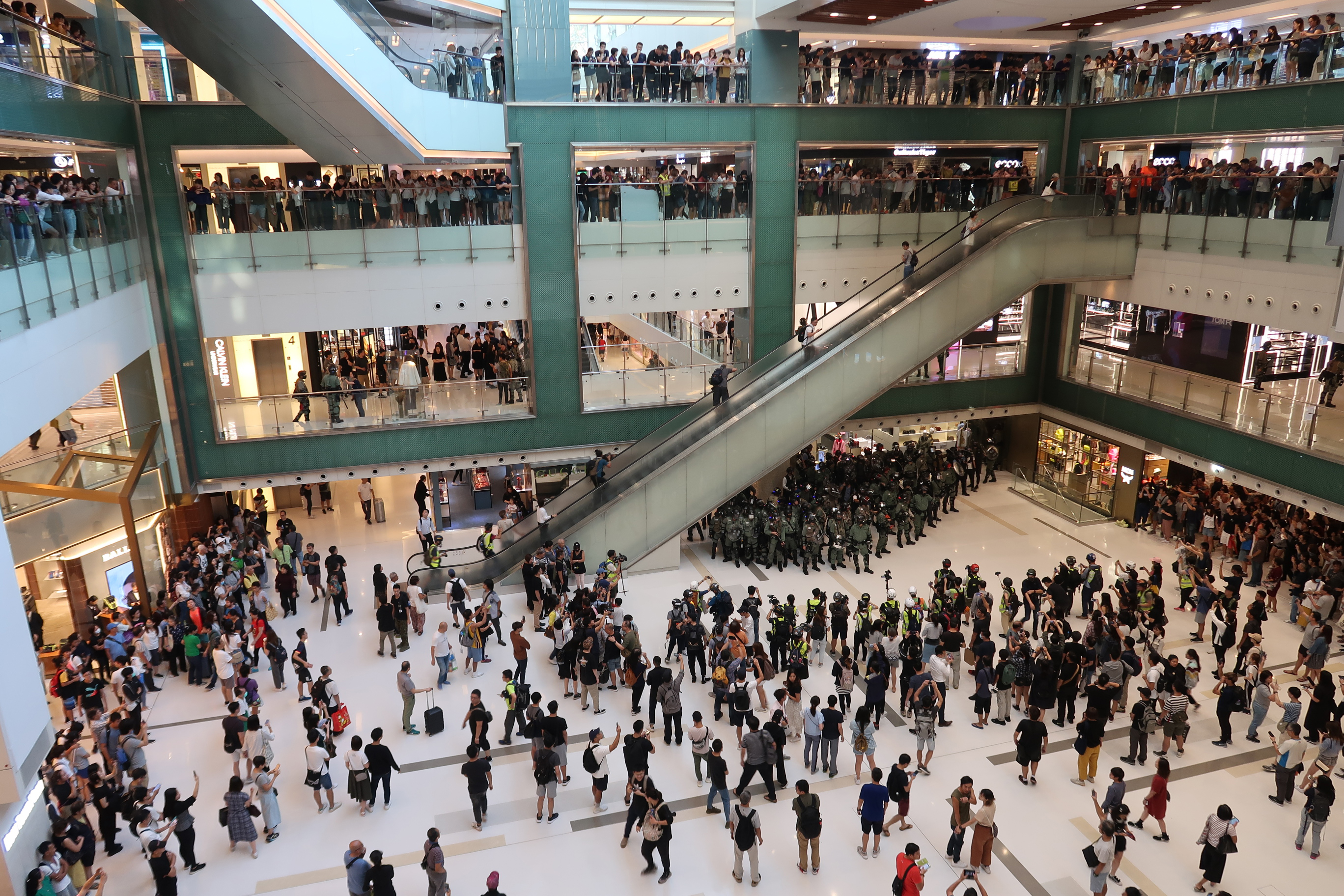
大批市民在新城市廣場中庭包圍防暴警員，以表示強烈不滿

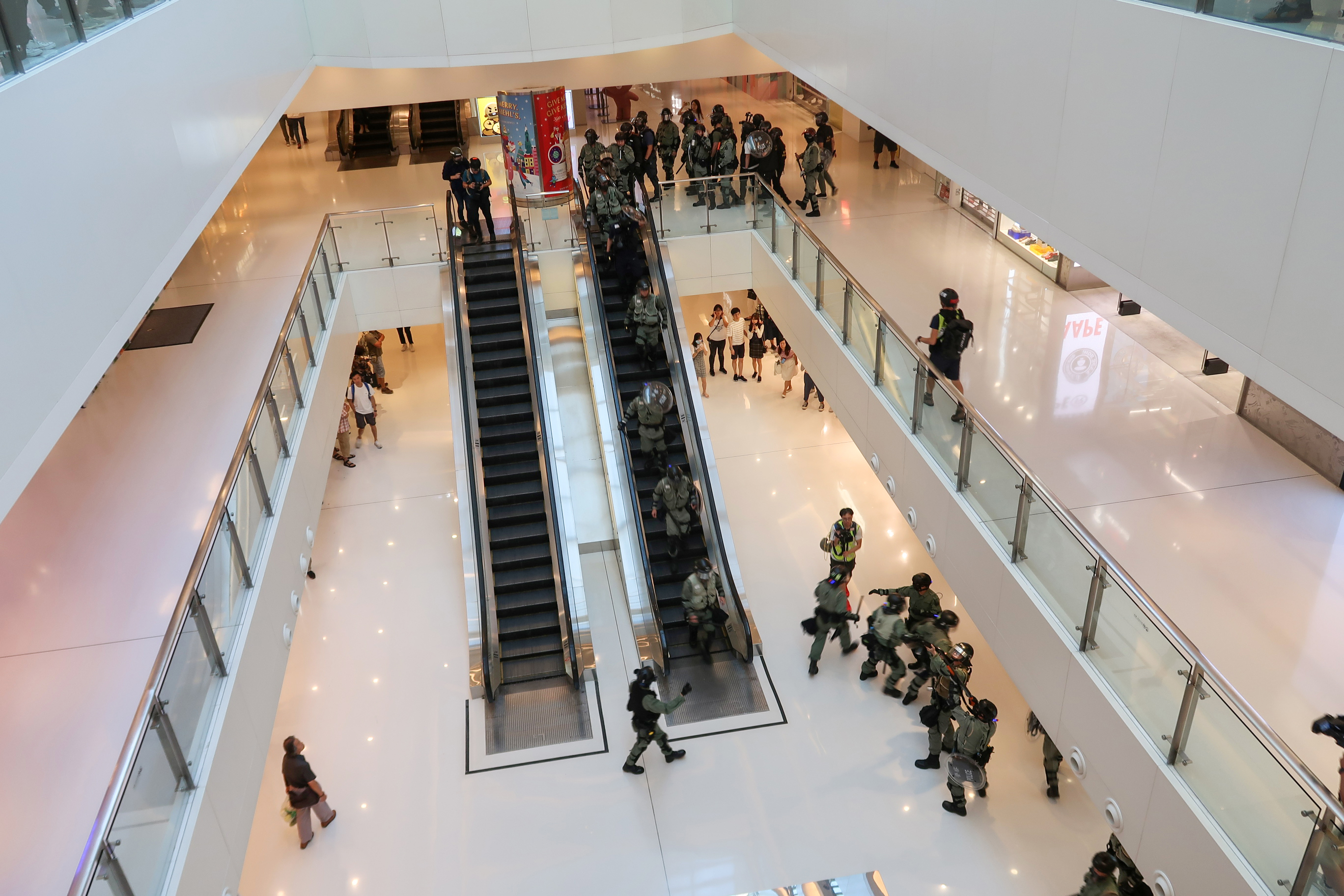
大批防暴警離開新城市廣場時一度舉槍示警

在沙田大會堂百步梯有約100人聚集，下午約2時，數十名防暴警員突然進入百步梯制服多人，並截查多名市民搜身，並從被制服人士搜到鎚仔等工具。下午約4時，有人將五星紅旗拋到商場中庭位置，隨即有人檢走並棄置在附近巴士站近公路位置，亦有多名黑衣示威者以「快閃」形式破壞沙田站內閘機等設施，其後往新城市廣場方向逃去。下午約4時20分，大批防暴警從多個方向衝入新城市廣場3樓和4樓，期間制服多名聚集人士，並一度舉槍示警和向場內的遊人和記者噴胡椒噴霧。混亂期間有3人被捕，同時有多人受傷和感到不適，最少2名男子及1名男子受傷或不適。商場內的長者受驚，而小孩大哭，有市民形容現時警暴情況猶如種族清洗。
到晚上近7時，大量防暴警再度抵達沙田站巴士總站戒備，在車站大堂制服一名男子，其中一次更突然跑入新城巿廣場，約10分鐘後離開。巿民指罵警察為「曱甴」、「死曱甴」。到晚上8時31分，防暴警再次突然跑入沙田站大堂制服一男一女，並一度向在場人士和記者噴胡椒噴劑。大堂充滿濃烈胡椒味。其後防暴警在沙田站出口設立防線，不少巿民繼續指罵防暴警。

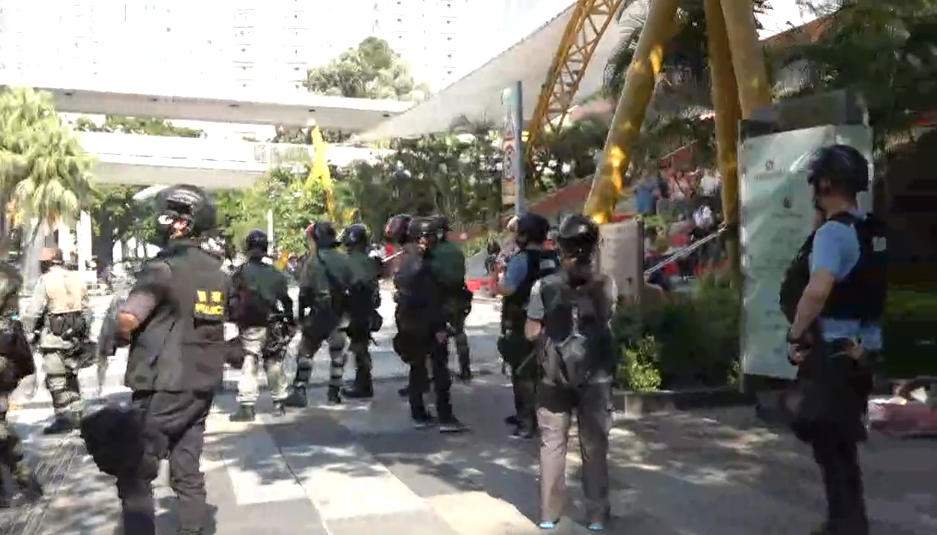
下午約2時，數十名防暴警員突然進入百步梯制服和截查多名市民，其後離開
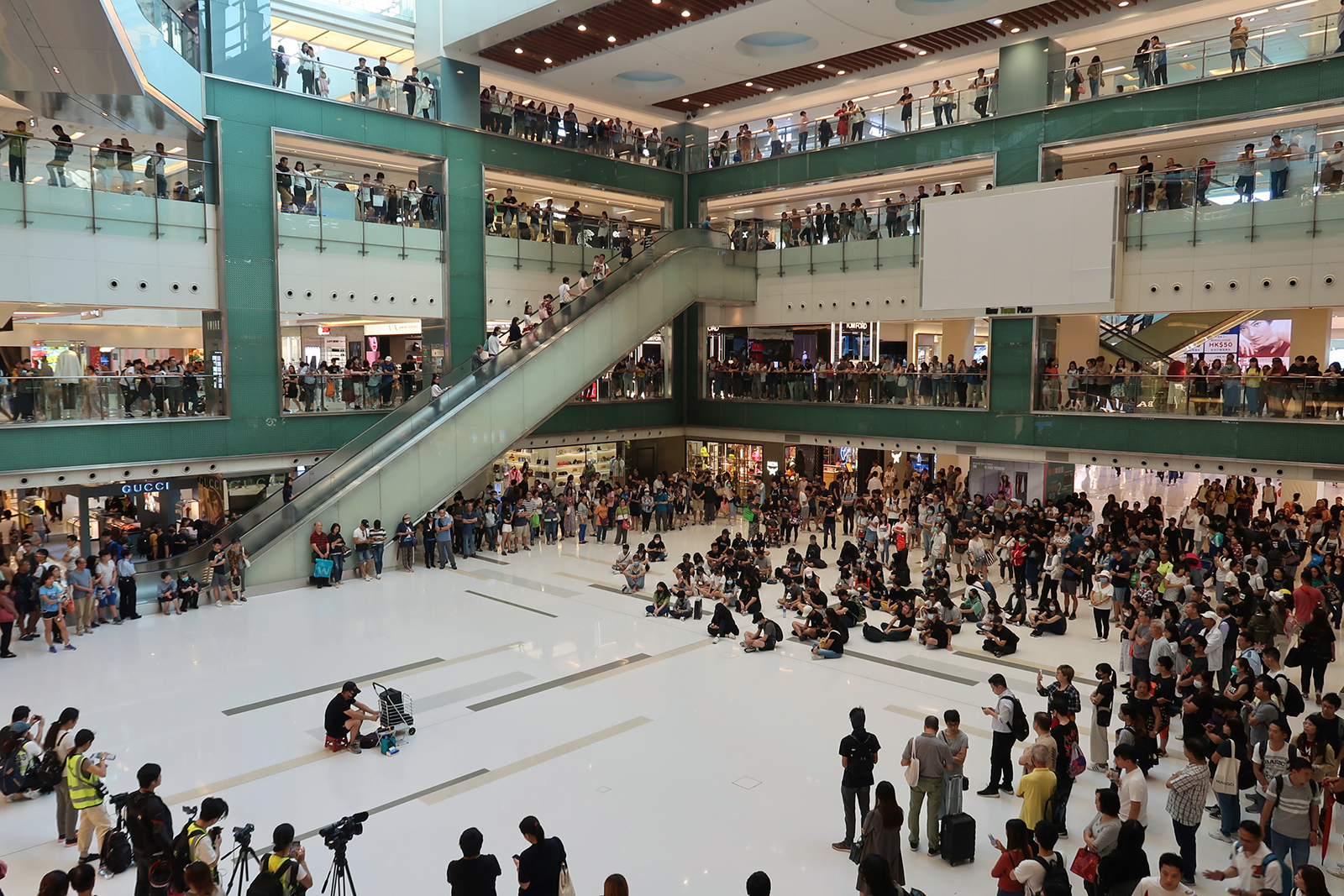
下午4時，新城市廣場中庭內的集會
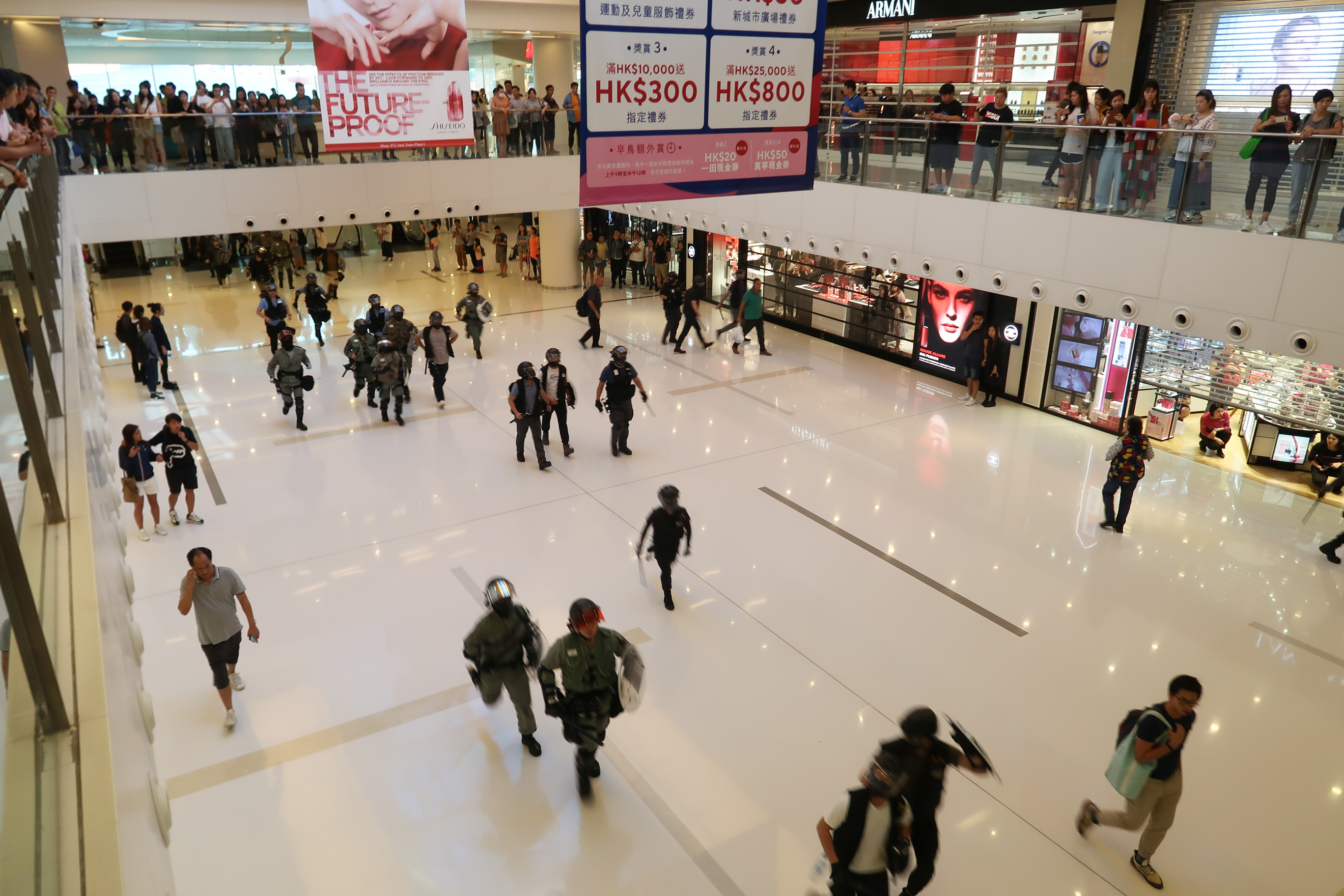
大批防暴警衝入新城市廣場3樓
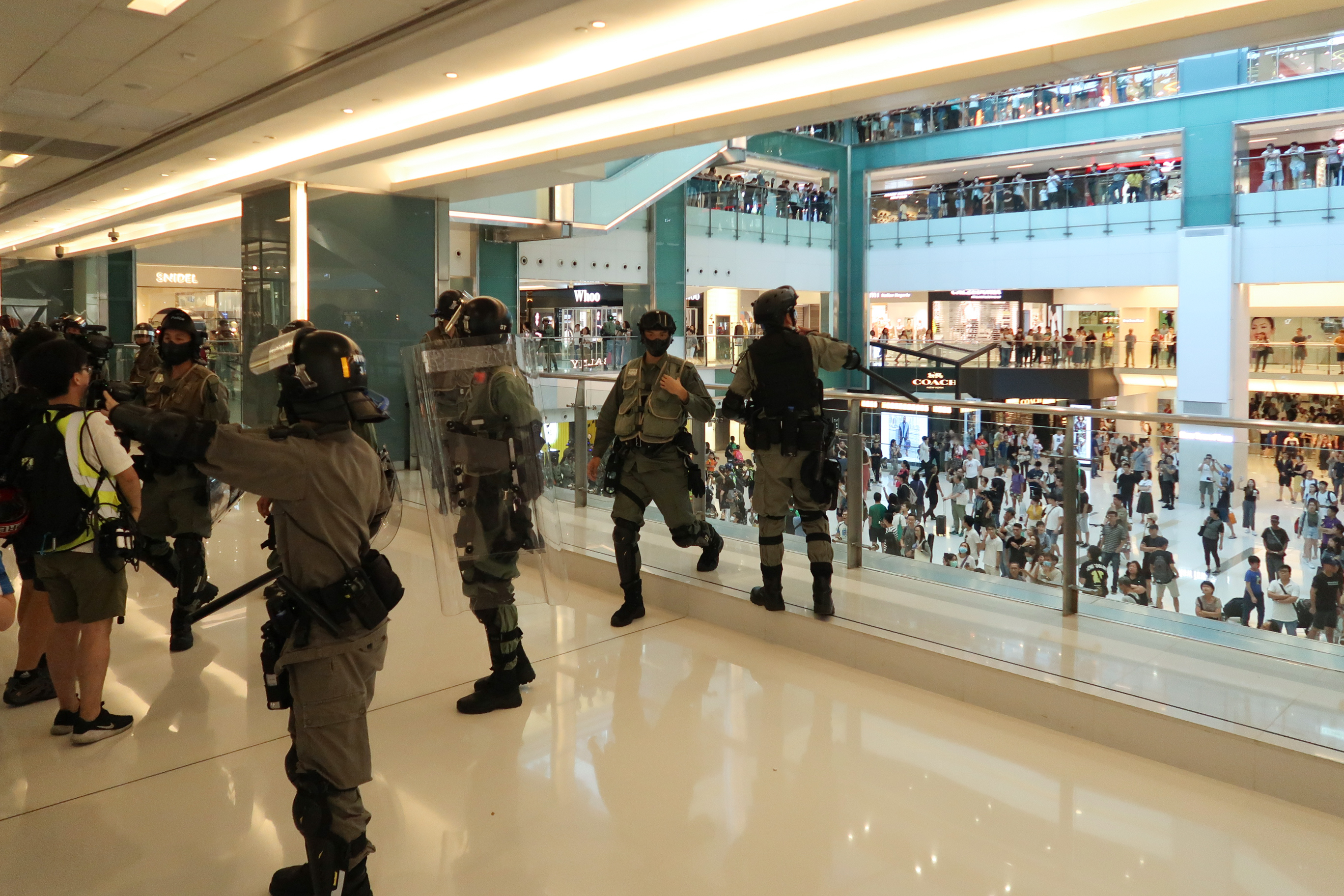
下午4時22分，大批防暴警從多個方向衝入新城市廣場4樓，要求在場人士離開
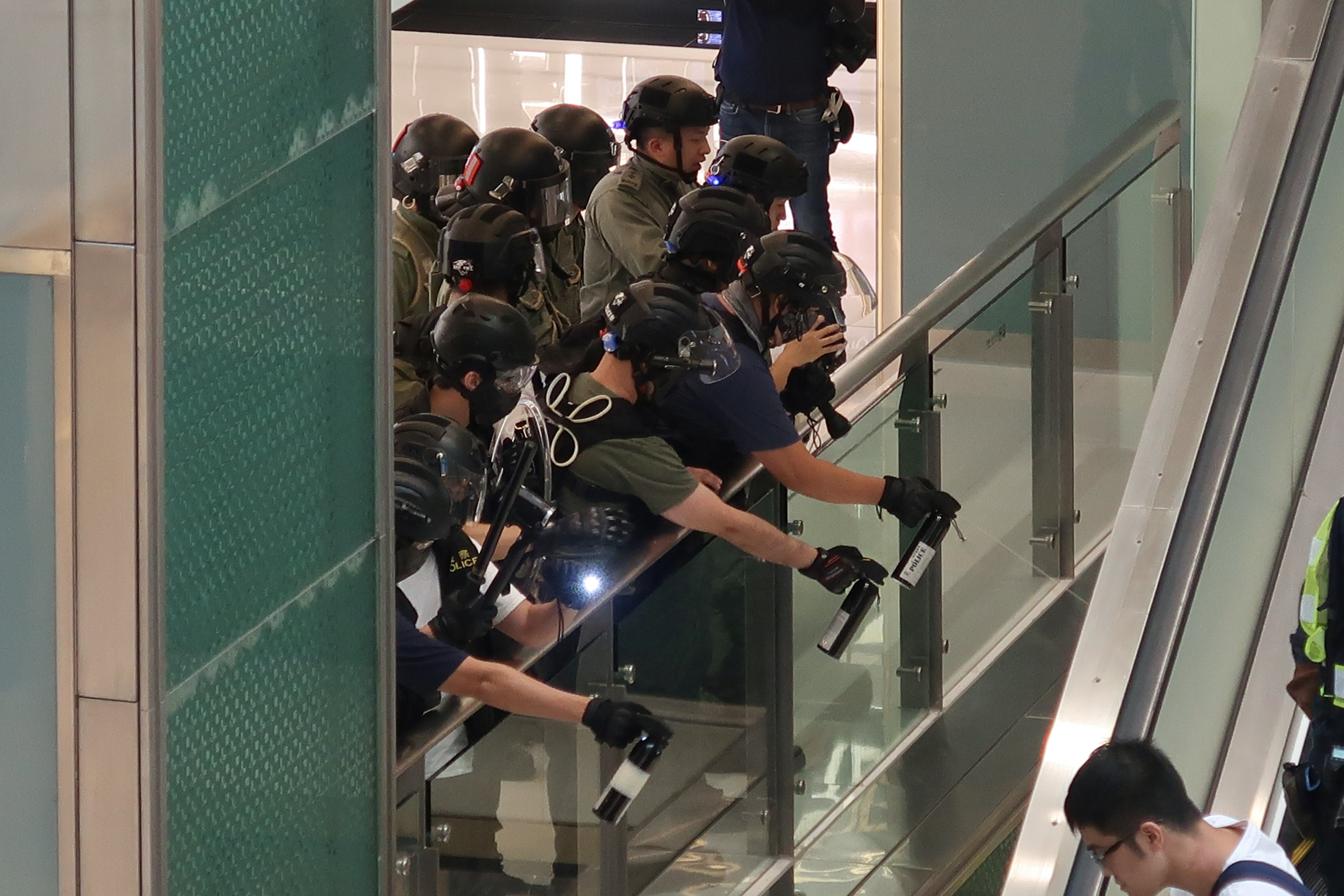
多名警員在商場內噴胡椒噴霧
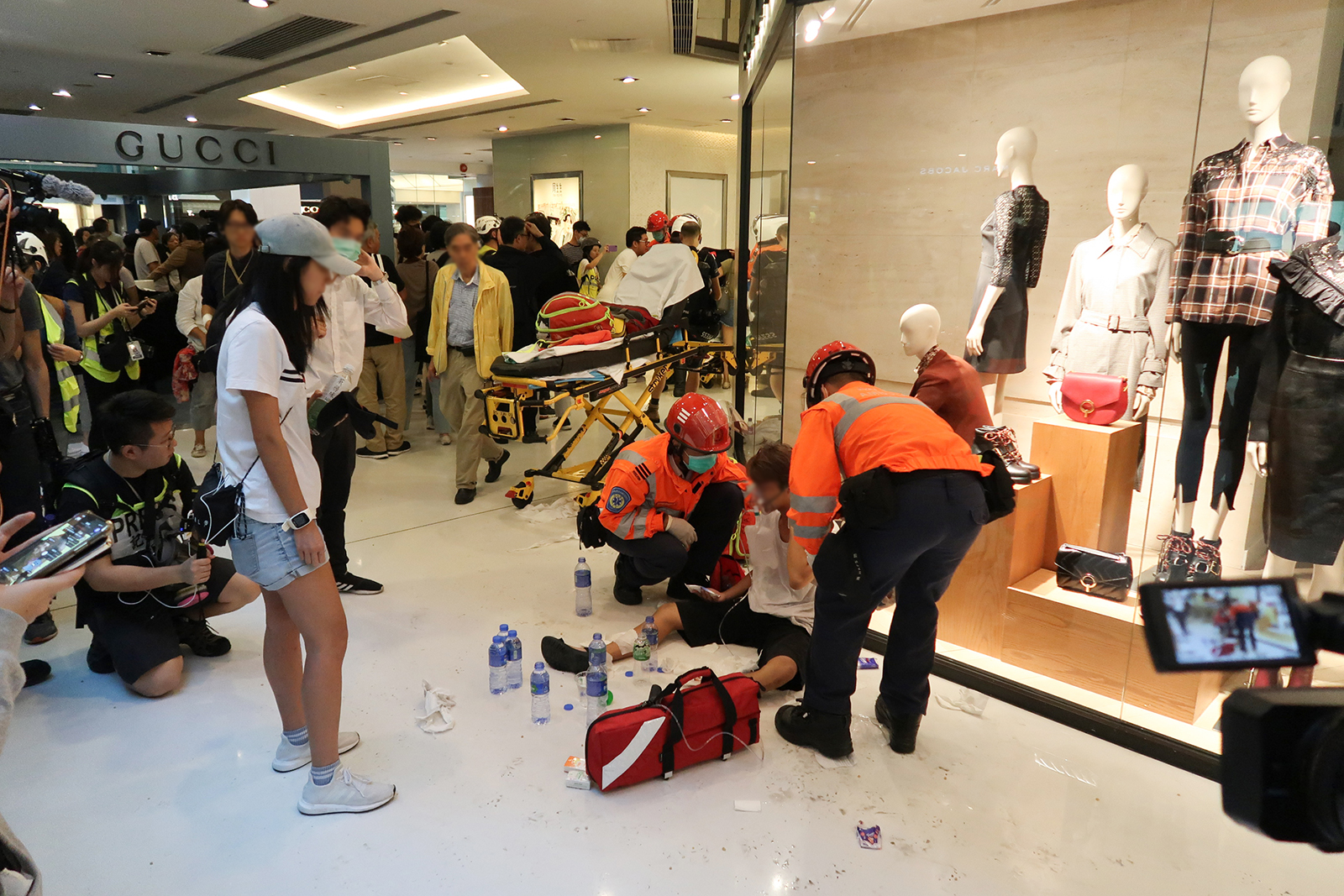
混亂期間多人受傷和感到不適
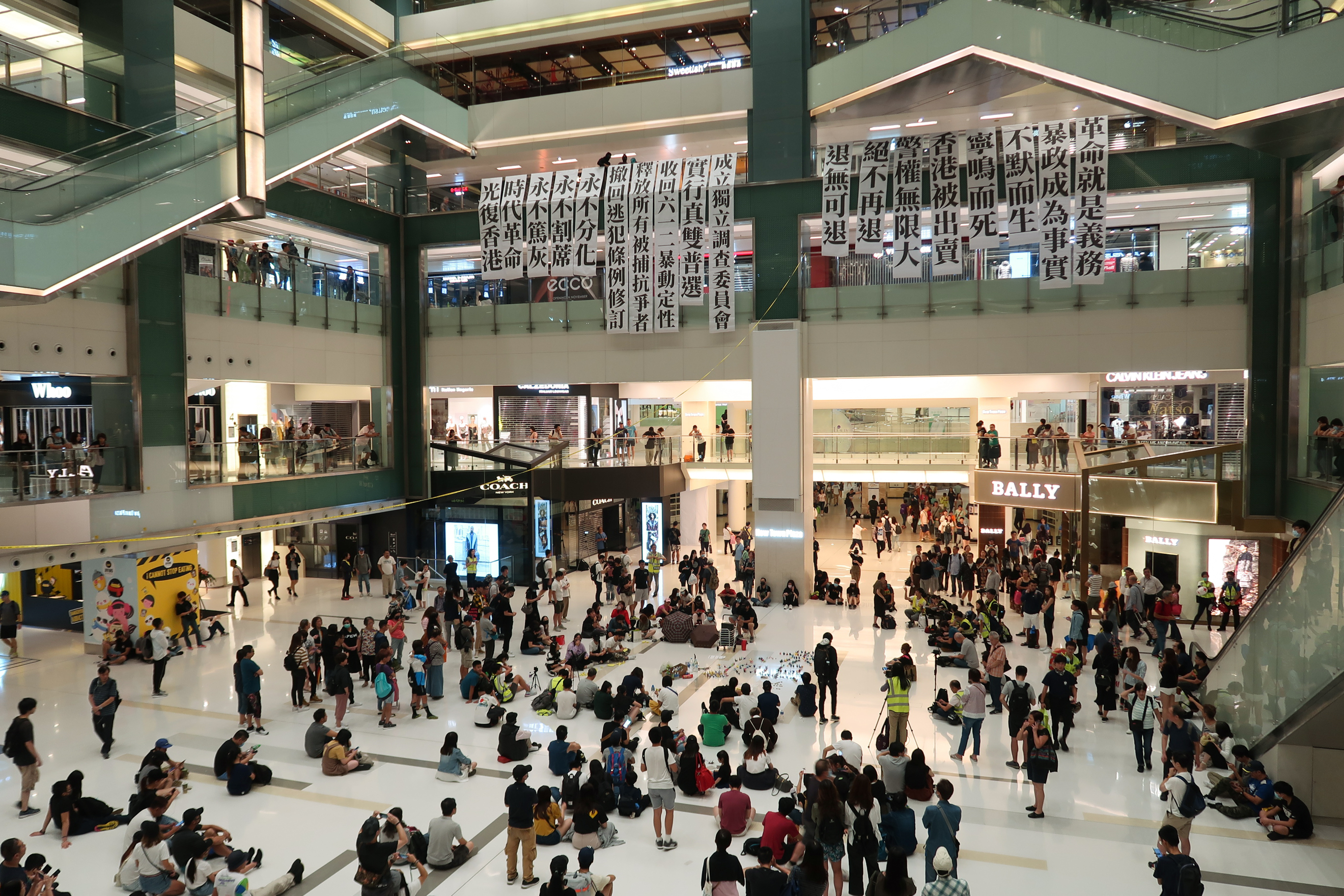
混亂後有人在中庭掛上標語
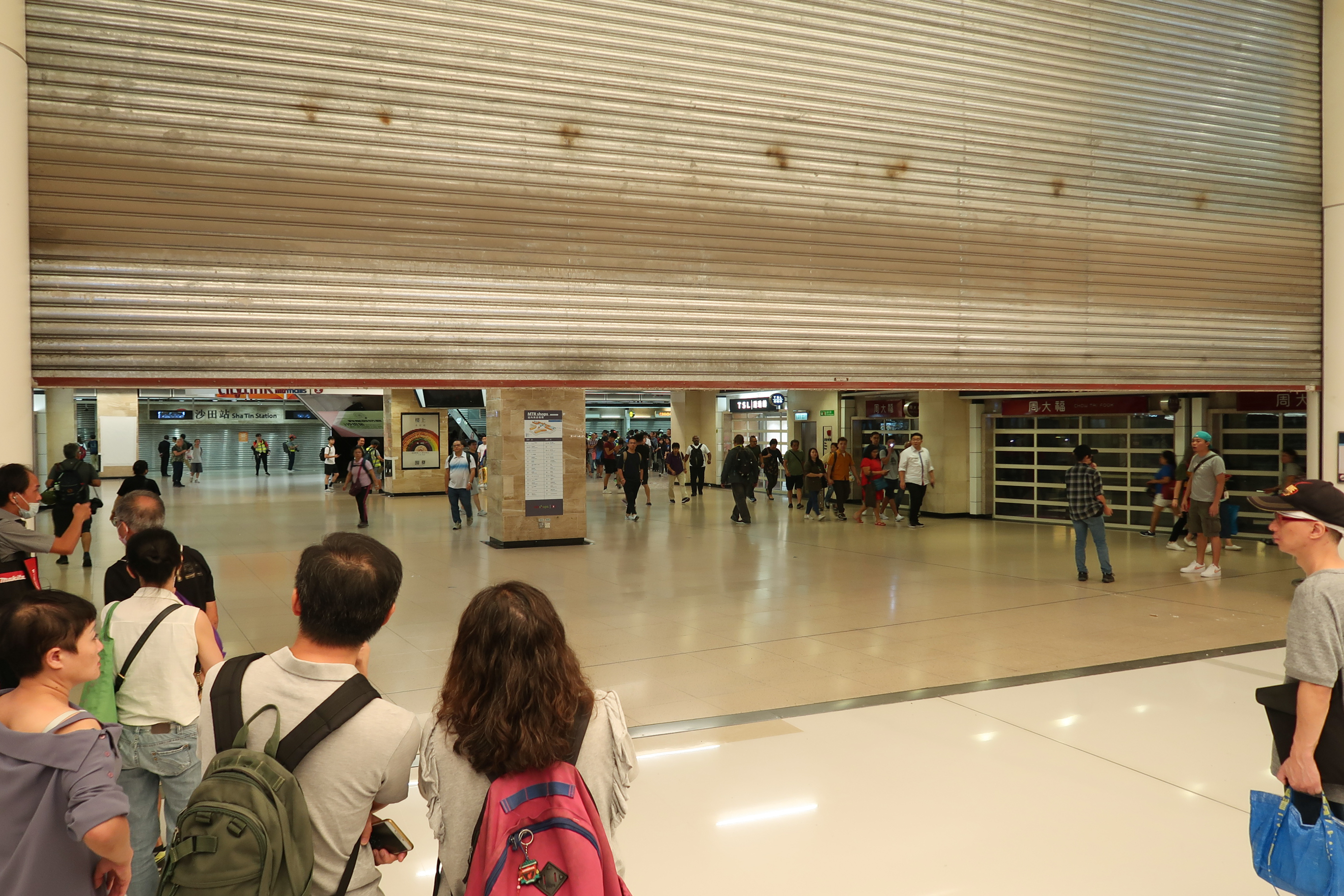
示威者試圖落下來往沙田站和新城市廣場的防火閘，但最後被港鐵職員拉上
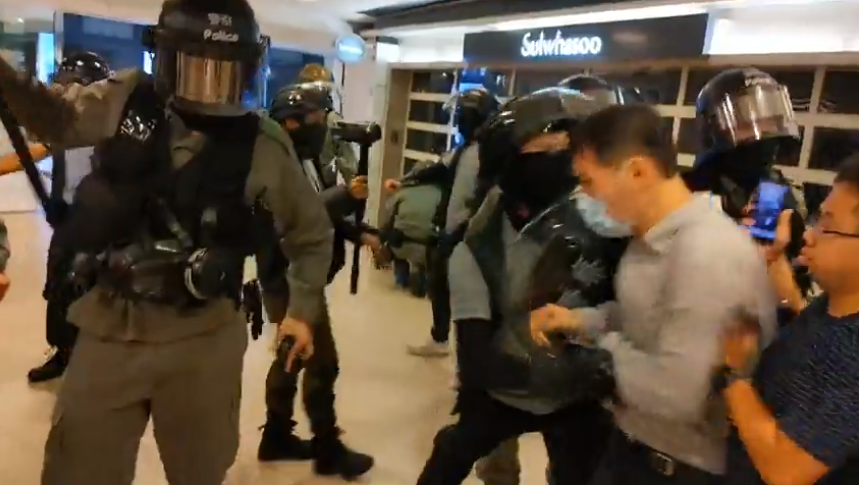
晚上8時31分，防暴警再次突然跑入沙田站大堂制服一男一女
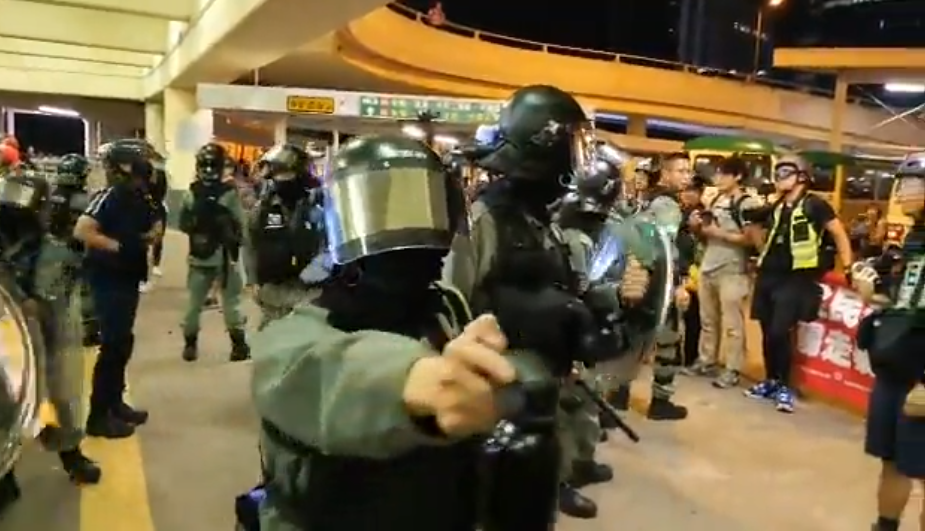
防暴警在沙田站出口設立防線，並向在場記者舉胡椒噴劑

#### 大埔

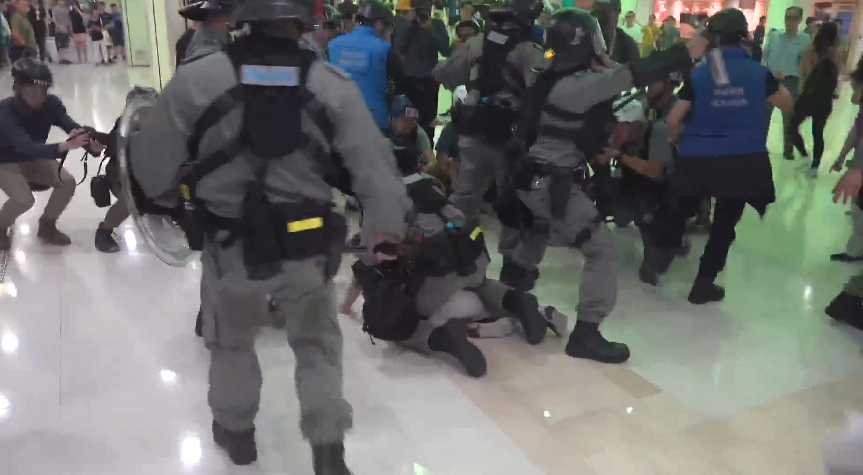
晚上7時，防暴警察再次衝入大埔超級城內追捕，在中庭最少制服兩女一男和施放胡椒噴劑

下午3時許，大埔超級城有逾100人聚集，期間不停大叫口號和用紙鶴砌出「Free HK」，並有為數約30名黑衣人在附近游走。有人在大元邨泰怡樓地面的建制派區議員辦事處外牆噴漆塗鴉。之後數十名黑衣人於大埔廣福里破壞一間正在營業的優品360，貨架被拉倒，玻璃窗被塗鴉。示威者亦包圍吉野家破壞。
晚上6時，多名防暴警察突然衝上大埔廣場2樓後，進入大埔超級城內截查，並制服多人。到晚上7時14分，防暴警察再次衝入大埔超級城內追捕，在中庭最少制服兩女一男和施放胡椒噴劑。而一名速龍小隊成員在中庭位置將一名男子制服在地上，引起在場人士起哄，要求警察放人。而防暴警察在商場內舉長槍警告。其後有警員在場內按低一名婆婆及一名女士
到晚上9時半，有示威者在大埔太和路以雜物快閃堵路近兩小時，大批防暴警員到場清理期間拘捕最少兩人。

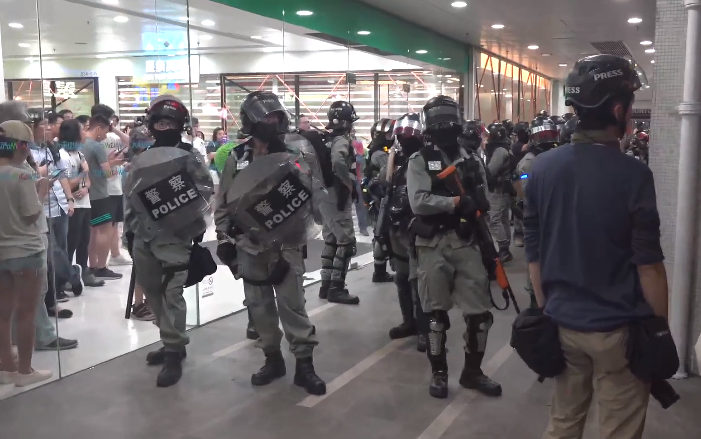
防暴警察在商場入口戒備
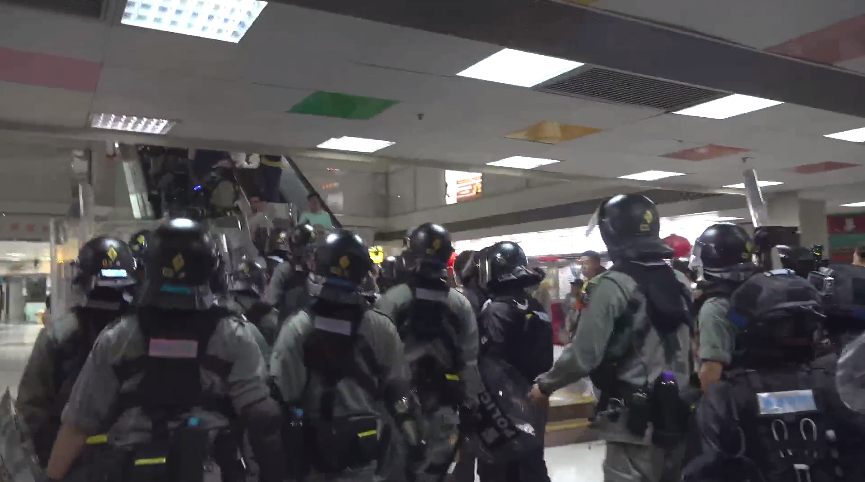
晚上6時，多名防暴警察突然衝上大埔廣場2樓
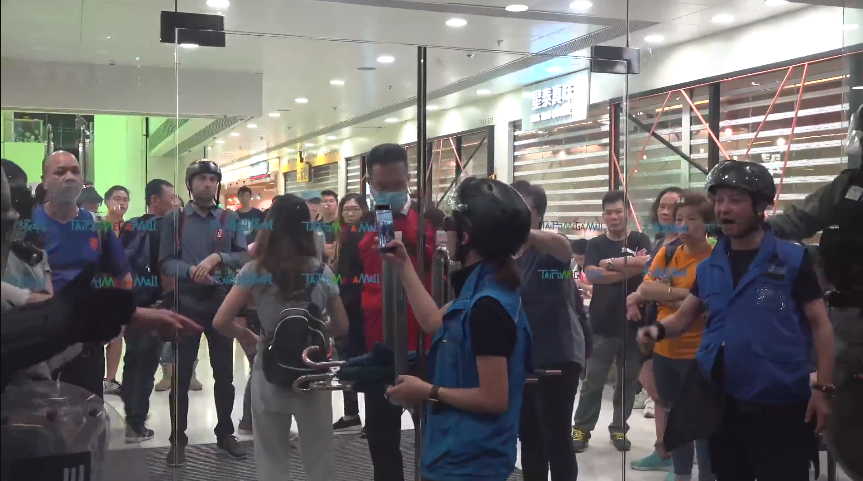
有警員拍攝用雨傘封鎖商場出入口的人士
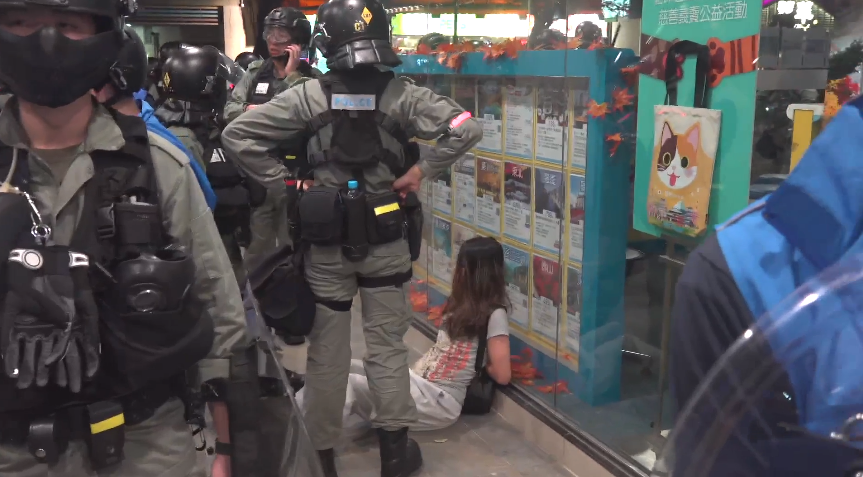
用雨傘封鎖商場出入口的人士最後被警方拘捕
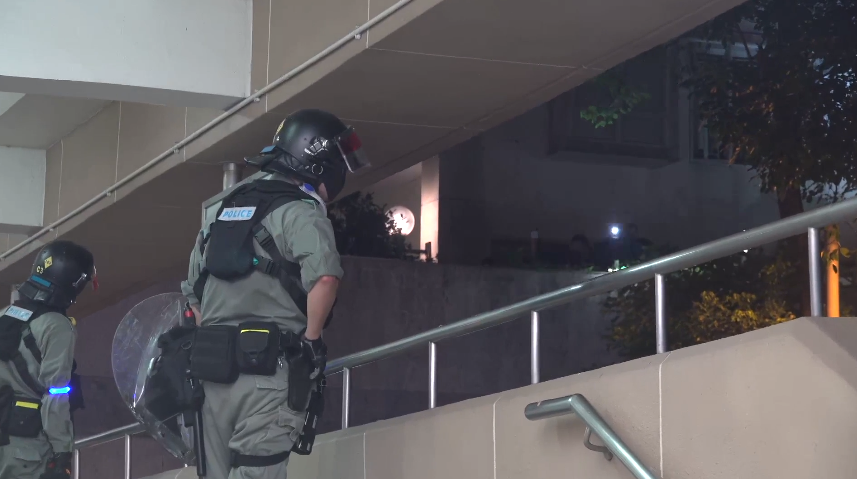
警員觀察和用射燈照向大埔中心平台的住客

事後兩名50多歲主婦和一名27歲女子被控在大埔超級城C區地下中庭襲擊高級警員，而27歲女子亦被控「意圖抗拒受到合法拘捕而襲擊罪」。辯方求情指，55歲的保安員被告是單親媽媽，案件令她失去工作及被除去保安牌。而50歲主婦指自己用心照顧家人。不過粉嶺裁判法院裁判官黃國輝法官認為案情嚴重，判處監禁無可避免，並指出受襲警員可信性高，期間被告需要還柙。到2021年11月18日，裁判官指她們罪責相等，但考慮到三人紀錄良好下，判處監禁4個月。27歲女子因被控兩襲警罪而被判囚5個月。55歲次被告就定罪提出上訴，獲准保釋。但到2022年10月13日，法官黎婉姫以片段顯示上訴人「外形頗具獨特性」，又指上訴人有一連串動作證蓄意入人堆而由遭到駁回，要即時服刑。

#### 太古

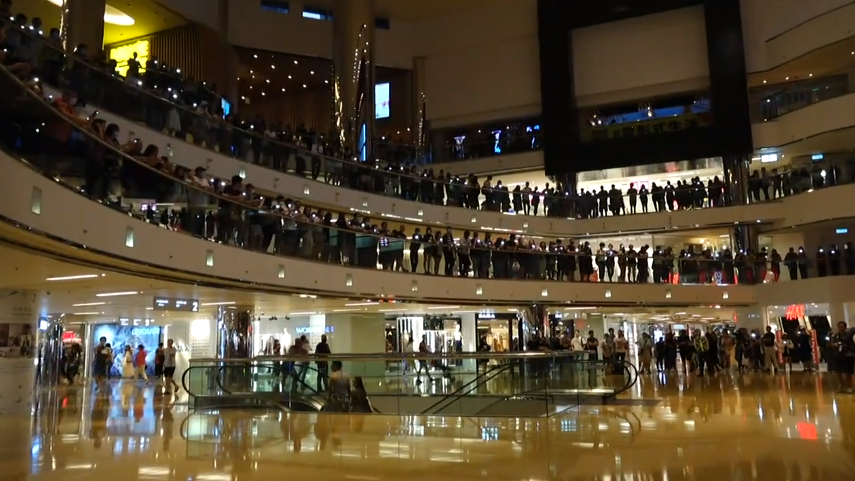
傍晚有百多人在太古城中心一期中庭參加集會

太古城中心亦有近百人聚集，於不同樓層高呼口號，並在2樓圍圈築起人鏈。之後有防暴警察進入太古城中心內，向在場人士舉槍、胡椒噴霧等，並制服和拘捕多人。到晚上7時35分，太古城附近疑因政見不和發生打鬥，一名灰色衫男子在太古城中心商場地面出口對開，疑似用刀傷人，之後有最少5人受傷，當中最少3人是被斬傷，有一名男子背部受傷，民主黨區議員趙家賢被這名灰色衫男子咬耳朵，地上遺下殘缺的耳朵組織，該灰色衫男子其後被示威者「私了」並受傷。事後襲擊者陳真被判監禁14年半。案發逾兩年後。警方拘捕其中6名男子，被指當日連同他人傷害陳真及參與暴動。

#### 將軍澳
在將軍澳，約晚上11時有人於尚德廣場附近天橋聚集，有警察到場並射胡椒噴劑，之後在唐明街及唐俊街的十字路口有防暴警察組成防線，與尚德邨對面的示威者對峙，並發射44枚催淚彈驅散在場人士。當中一名於香港科技大學就讀的青年被發現倒臥在停車場2樓，懷疑從3樓墮下，昏迷送院搶救，留醫伊利沙伯醫院深切治療部，11月8日不治。

#### 元朗
晚上10時許，有黑衣人在元朗大馬路用雪糕筒、路牌、單車等雜物，以快閃形式架設路障，並破壞交通燈號，現場交通受阻。

#### 屯門
下午有不少市民在屯門文娛廣場聚集，大批防暴警察到場戒備，一度舉旗警告，要求聚集的人士散去。其後有市民在屯門時代廣場以索帶將商場的出入口鎖上，防止警員進入。

#### 其他地區
在七區「行街」以外地區亦有人聚集。
在荃灣公園，市民舉行關懷長者的活動，向長者贈送生活日用品，包括海錦抹擦、廁紙、單張等，還有量血壓服務。中午過後，在荃灣公園附近，出現不少防暴警察監視、截查行人。
下午3時許，三名防暴警走到旺角麥花臣球場看台搜查一名穿黑衣青年的隨身物，隨即引起在球場聚集的部分市民不滿，指罵警員。另外，警方在西洋菜南街近銀行中心附近加強巡邏，不時截查途人。
而黃大仙中心內有十數人叫口號，有部份人街坊裝，亦有人戴口罩或頭巾遮蓋面部。到下午約5時，有示威者於龍翔道放置路障堵路及縱火，防暴警察到場清理。

## 4日

### 警方記者會中斷

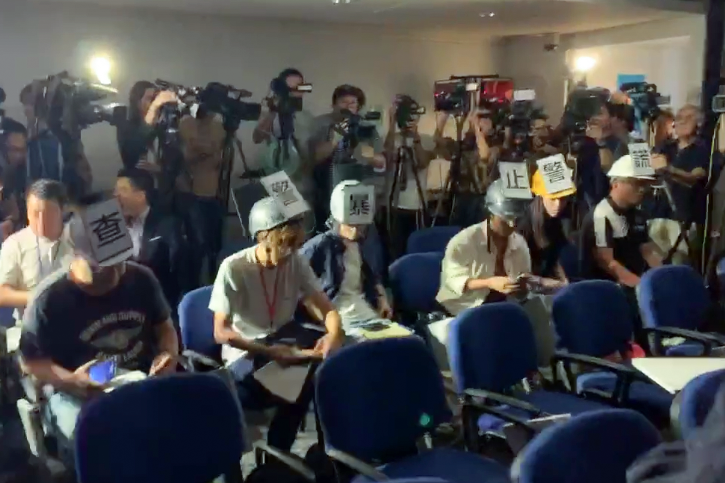
警方舉行記者會，多名記者戴上頭盔，並在頭盔上寫有「查警暴 止警謊」的字眼。被要求離開的記者包括立場新聞、明報、香港電台、端傳媒、香港獨立媒體和am730。

例行記者會開始前，6名記者戴上貼有「查」、「警」、「暴」、「止」、「警」、「謊」字眼的頭盔。記者會主持人要求他們除下標語或離場。六名記者未有依從，又有記者質疑警方沒有權力要求記者離場。警方最終取消記者會，並批評記者行為不專業，剝削市民知情權。有參與行動的記者稱行動是代表記協及攝記協的聲援行動，又指近日仍有前線記者受傷害和被捕，呼籲警方與前線記者合作。

### 香港科技大學集會
有香港科技大學學生及市民共約500人，今晚在科大校內集會，聲援科大二年級學生周梓乐，懷疑在避開警方發射的催淚彈期間失足，不慎由停車場3樓墮至2樓，當時仍在伊利沙伯醫院留醫。校長史維亦有出席，會見並回答學生問題，學生其後要求史維譴責警方。史維續指，下星期會再與學生見面，惟學生們不接受，並包圍史維，要求即時交代。在11月5日，有传言聲稱該學生已經腦死亡，正準備拔喉。

### 中環快閃集會

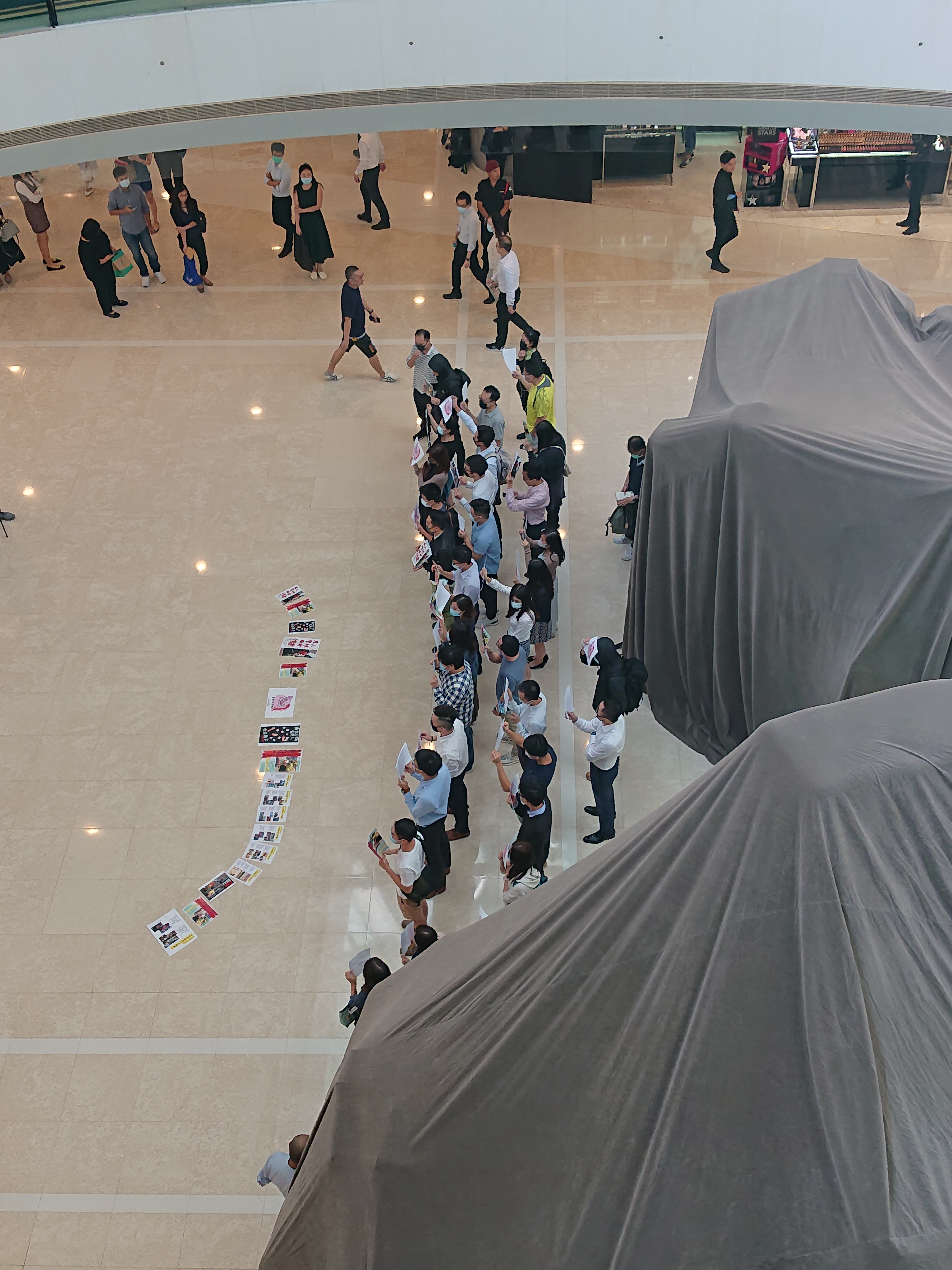
中環快閃集會

一批示威者在午膳時間，在中環國際金融中心商場中庭舉行快閃集會，抗議警方濫暴，同時祝願受傷的示威者早日康復。

### 警方再次拘捕汽油彈工場疑犯
5名男女被控11月2日在灣仔堅拿道西一個單位管有爆炸品，案件在東區法院提堂。辯方表示發現控方呈交的律政司同意檢控書出錯被告名，裁判官下令控方要在下午6時前決定如何處理，控方最終撤回控罪，並向裁判官表明警員會即時重新拘捕各被告。所有被告當庭釋放，隨即有大批防暴警察抵達東區法院外，有部分進入大樓地下，現場氣氛緊張。晚上8時許，有3名男子在「雨傘陣」下離開法院，隨即登上警車，警方亦較早前帶走2名疑涉案人士。

### 成立「新公務員工會」
香港勞工處二級助理勞工事務主任顏武周在民間記者會上宣布成立「新公務員工會」，以促進新制香港公務員權益，以及保護公務員自由表達意見的權利。顏武周指公務員也是人，絕對擁有集會、示威、言論自由，不會因為公務員身份剝奪人權。被問及日後會否參與大「三罷」行動，他指任何方案均會考慮。

### 公務員效忠議案
香港立法会通过一项无约束力议案，要求所有政府公务员宣誓拥护基本法，效忠香港特区政府。

### 傳「華記」被新加坡當局扣留
「華記茶餐廳」老闆楊官華早前在新加坡當地一間食肆舉行「Gathering」，歡迎新加坡市民到場「發表對目前香港的暴動事件睇法」，讓新加坡市民發表對目前香港政治局勢及社會運動的意見，但在新加坡舉行政治集會需要當局批准。直到近日，有傳「華記」因在新加坡舉行政治集會而被捕，但一直都未有任何消息證實。直到11月7日，有確實消息指「華記」在新加坡並非被捕或被當地警方扣留，只是被當地警方扣起護照，目前於當地警方調查期間，但仍可在新加坡內自由活動。

### 市民包圍太古城中心客戶服務中心

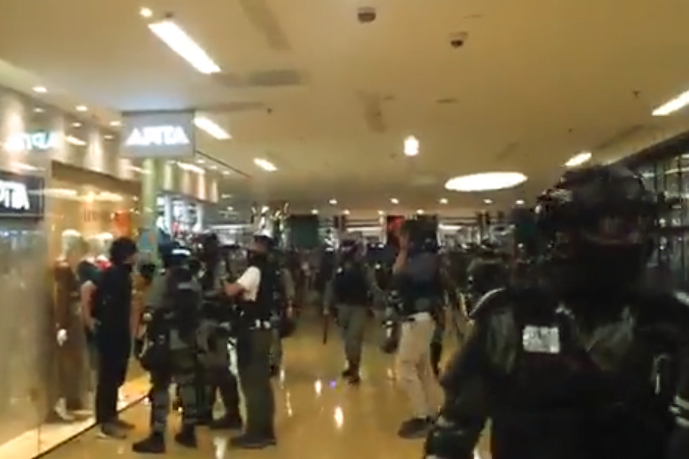
防暴警衝入商場並驅趕記者，最後有兩名市民被捕

約100名市民晚上在太古城中心2期2樓顧客服中心前聚集，不滿昨日防暴警察進入商場搜捕在場人士，要求商場保安交代11月3日晚上警方入內的確實時間和解釋防暴警察進入商場事件，並詢問商場日後若有類似事情發生該如處理，商場如何確保市民安全。防暴警衝入商場搜捕，2人被帶走。

### 林鄭月娥在反修例風波後首次會見習近平
晚上，出席第二屆中國國際進口博覽會的香港行政長官林鄭月娥在上海會見中共總書記兼國家主席習近平，是反修例風波爆發以來首次，習近平指林鄭帶領的特區政府恪盡職守、努力穩控局面、改善社會氣氛，做了大量艱辛工作，中央對林鄭和其管治團隊高度信任及充分肯定，而止暴制亂和恢復秩序仍然是當前最重要的任務。

## 5日

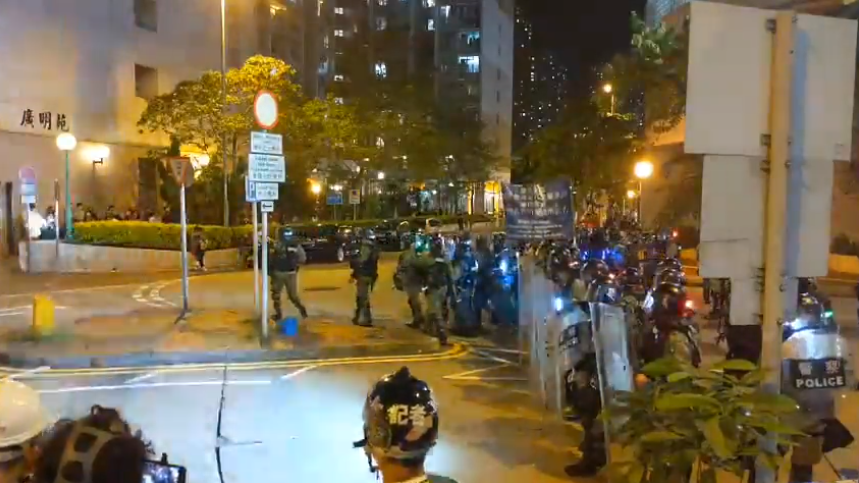
防暴警察在尚德邨入口舉起藍旗，警告市民正參與非法集會

### 重開太子站B1出口
港鐵太子站B1出口，自太子站襲擊事件後一直封閉，有傳言指當晚站內有人被打死，警方曾多次澄清並無其事。不過，部分市民仍然多次在出口外擺放鮮花和祭品，並多次發生警民衝突。至今，B1出口終於重開。

### 「一齊行，撐警察」遊行
保衛香港運動發起「一齊行，撐警察」遊行集會，要求警方嚴正執法，止暴制亂。下午1時，約200人在灣仔警察總部聚集，並在警總外繞場一周。他們表示近期社會活動已超出和平示威範疇，更演變成暴力，有人扔汽油彈、磚頭及鏹水彈。

### 香港浸會大學集會
部分香港浸會大學學生在校內舉行集會，聲援被捕的學生記者，逾七十名學生響應學生會號召參與集會，他們批評警方無理拘捕在太古城中心採訪期間的學生記者，要求校方譴責警方打壓新聞自由。

### 香港樹仁大學集會
有部分學生在樹仁大學圖書館發起集會，聲援被警方催淚彈炸傷背部受傷的同學，要求校方立刻譴責警方暴力，並與學生直接對話。

### 《禁蒙面法》實施一個月示威
適逢《禁蒙面法》實施一個月，多區有示威抗議實施禁蒙面法。英華書院有學生發起一同戴上「V煞」面具在校門外靜坐，附近學校的學生亦有參與。有香港理工大學酒店及旅遊業管理學院畢業生在畢業典禮前發起校園快閃行動，一批學生戴上「V煞」面具在校內李嘉誠樓附近的「百步梯」集會及叫口號，抗議校長滕錦光早前在畢業禮拒與戴口罩上台的學生握手。到晚上，有網民發起「全民V煞日」，並於尖沙咀市政局百周年紀念花園集合，並呼籲參加者戴上面具，其間有人宣讀宣言，內容包括有權戴口罩以及追究警暴，宣讀完畢後，示威者高叫口號，然後步行往尖沙咀方向，期間走出行人路，有人於彌敦道及堪富利士道設置路障堵路。其後警方水炮車及「銳武」裝甲車於理工大學附近驅散人群，水炮車一度射水。

### 傳將軍澳墮樓傷者腦幹死亡消息
下午，傳出於將軍澳尚德邨停車場墮樓重傷的香港科技大學學生周梓樂已經腦幹死亡的消息，雙眼瞳孔放大，其體內電解質失衡，須用3倍強心藥及呼吸機等。據了解，警方仍在調查事主為何當晚會出現在出事停車場。但後來也有其他消息指，他仍未到要做腦幹死亡測試的階段，但情況相當差，並指傷者已接受了兩次手術，包括切除了部分腦組織，以降低腦壓。

### 陳百祥和杜汶澤對話
香港電台電視節目《視點31》邀請立場對立的藝人杜汶澤及陳百祥對話交鋒，吸引30萬人同時收看。期間他們有就警察濫權問題、成立獨立調查委員會和元朗襲擊事件等討論。

### 聲援將軍澳墮樓傷者
大批市民到將軍澳尚德邨聲援墮樓的科技大學學生周梓乐，大約500人聚集，不少人向住尚德停車場內的防暴警察，高叫「解散警隊」、「血債血償」等口號，另有人將磚頭掟出路面，警方舉藍旗作出警告，並施放催淚彈驅散。

## 6日

### 大埔區和你跑
凌晨，有網民發起在大埔「和你跑」，抗議警方濫用《公安條例》，要求跑會為練跑活動申請不反對通知書。

### 林鄭月娥與韓正會晤
上午，領導中央港澳工作協調小組的中共中央政治局常委兼國務院副總理韓正在北京釣魚台國賓館接見香港行政長官林鄭月娥，他指近5個月的修例風波演變成暴力活動，使香港出現回歸以來最嚴峻局面。他強調止暴制亂、恢復秩序仍是當前急務，「也是行政、立法、司法機關的共同責任和香港社會的最大共識」。泛民主派對有關說法表示擔心，香港立法會議員陳淑莊指香港一直奉行三權分立，法官判案時會考慮事實及法律根據，不應因中央指示而作相應判斷；而立法會不需協助政府，而是應監察政府，她希望北京政府慎言。

### 何君堯遇襲
上午約8時，香港立法會議員何君堯於屯門碼頭「擺街站」時遇襲，一名男子走近並手持利刀刺向何君堯胸部，兇手當場被何君堯身邊人士協力按地制服，何君堯被救護車送到屯門醫院救治。

### 香港大學遊行
香港大學學生會及守護港大聯署關注組中午發起校內遊行，聲援受傷的兩位同學，分別是在將軍澳墮樓受傷的香港科技大學學生和被催淚彈擊中受傷的樹仁大學學生，並向政府及警方表明港大人的抗爭意志。

### 領展發布尚德停車場閉路電視片段
領展表示，由於公眾廣泛關注在尚德邨停車場墮樓重傷的科大生，領展發布尚德停車場A的3樓有關閉路電視片段。領展較早時表示，並未拍攝到傷者墮下一刻的情況。領展解釋，由於停車場的閉路電視是平移轉動，加上拍攝範圍被停泊車輛遮擋，而未有攝入事發當刻傷者墮下的片段。片段所見在科大生墮樓前，未見警察出現，也未出現煙霧瀰漫的情況。

### 員佐級協會爭取警員子女到大灣區升學
反修例運動期間，網上有人呼籲在學校排擠警員子女。香港警察隊員佐級協會向會員發出通告，稱協會與各級政府官員的磋商後，可協助安排警員子女在明年到大灣區九個內地城市升學。根據表格，可供選擇轉學的內地城市包括廣州、深圳、珠海、佛山、惠州、東莞、中山、江門、肇慶九個大灣區城市，就讀年級有幼稚園、小學和中學。

### 香港科技大學公開論壇
香港科技大學6日下午舉行公開論壇，邀請師生與校長史維對話，史維在論壇上形容科大學生墮樓是嚴重和不幸事件，他和職員連日來都到醫院探望，因應學生家長要求，不能透露學生的情況，校方會盡力支援。期間有大陸學生與香港學生爆發衝突。

### 科大大陸生与香港学生冲突
会面期间，不少自称“科大学生”的蒙面示威者拿着文宣海报入场，高叫口号，更用粗言秽语指骂史维，以此促使科大校长史维出面谴责香港警方。史维表示，自己坚决谴责任何暴力，但同时指出，“你们(示威者)如此针对警方，不知是否有确凿证据？”史维直言，如果没有证据就不要胡乱谴责(香港警方)。期间，有数名大陸生高举“支持校长”“和谐校园”的标语支持校长史维。港媒称，当学生会代表准备好设备播放带有倾向性的新闻影片时，多名大陸学生集体离场，期间与香港学生发生推撞，随即被人包围要求道歉，还有人大喊“私了”。其中一名大陸学生随后被人围殴，情况混乱，有人受伤倒地。也有港媒称，被打学生是在离开时推倒了一名香港学生，才由此引发冲突。事件发生后，海外网联絡到了在港科大读书的几位大陸学生，其中一些人也在事发现场。根据在场一位教授从被打学生那里得来的信息，被打学生当时因为有课，才起身打算离开，而这时，一位在场女学生突然朝其大声叫嚣，他走到女学生那里，看了一下，随后转身离开。此时另一名学生从后面冲撞大陸学生，接着故意摔倒(fell down intentionally)，并大喊“他打我”。该名学生遂被众人围殴。
根据几位爆料学生提供的資料片段，被打学生走出场外时，身旁的學生突然倒地，并非是被该名学生推倒，因为该学生当时一手插着裤兜，一手拿着书包。

### 聲援太子站襲擊事件被捕者
有約50名市民下午起在葵涌警署外聲援早前控訴警方性暴力的香港中文大學女生吳傲雪及其他太子站襲擊事件被捕者，獲悉他們成功「踢保」後和平散去。

### 德国之声专访
香港大专学界国际事务代表团（HKIAD）发言人邵岚在柏林接受了德国之声访谈节目《冲突地带》（Conflict Zone）主持人蒂姆·塞巴斯蒂安的专访。主持質問以刀襲擊警員等行為，邵嵐回應指示威者意識到和平手法不能使政府回應，所以才訴諸武力。訪問中，她同意示威者應嘗試使用和平手段，又稱相信暴力不能迫使政府回應訴求。問及為何不公開呼籲停止暴力時，她重申不割席、不譴責；主持追問是否仿如中國共產黨般，不准提出異見，她則回應指示威者事後會檢討。至於主持引述有示威者自稱失控，她回應指只是個別例子。主持人向邵岚提及周曉東遇襲事件并发问：“对于意见不相同的人，示威者会对其进行殴打。9月，一名49岁的香港人周晓东，对一群示威者喊道‘我爱中国，我是中国人！’，但示威者把他打到失去意识，必须送往医院接受治疗。刚送医的时候情况危急，但他活了下来。这是你们对待意见不同人士的方法吗？”邵岚没有正视主持人，回答：“额，这当然不是理想的方式……”主持人追问：“理想？你甚至不谴责？”邵岚又回答：“我们什么都不谴责……”主持人再追问：“如果你们连这种非人道的行为都不谴责的话。你甚至不能看着我的脸，谴责这种非人道的行为吗？”此外她先称自己代表示威者，认为“他们使用暴力是有原因的”，又称自己不应该站出来对示威群体进行呼吁，因为“抗议者的共识是不要内部分裂”。视频发布后引起网民热议，有网友认为邵岚发言前后矛盾、思维混乱。

## 7日

### 警員進入香港中文大學範圍搜查
凌晨約3時40分，一批警員由港鐵大學站行人隧道進入香港中文大學校園範圍，到達民主女神像前，數名警員更一度跑至校巴站附近，欲往康本國際學術園方向追捕中大學生。警員其後要求約7至8名於民主女神像附近的學生提供身份證及進行搜身，校方安排保安人員到場了解，過程中並無中大學生被捕。警方表示截查行動目的為調查一宗於港鐵大學站附近有快餐店玻璃被人用噴油塗污。中文大學學生會其後發表聲明，強烈譴責有警員多次未經許可或持有效法庭搜查令下進入中大校園。

### 香港中文大學畢業典禮腰斬
上午9點，香港中文大學畢業典禮上，有許多畢業生開始在校內進行遊行，有參與遊行的畢業生戴上黑色口罩、「V煞」面具及高舉標語，沿途高叫口號。也有其他中國大陸學生唱起中國國歌開始反對。導致畢業典禮提前結束，校長段崇智其後在保安護送下離開。

### 香港科技大學遊行
香港科技大學在早上舉行畢業典禮，有學生在校內遊行和在會場外默站，要求徹查科大生周梓樂墮樓真相。場外有學生戴上面罩手持海報，場內亦有學生叫口號抗議。畢業典禮完結後至中午時份，有人在校內場牆壁上噴漆和貼文宣等。

### 年宵市場取消乾貨攤位
年宵市場由2020年1月19日至1月25日，一連七天在15個地點舉行，共設有1284個濕貨攤位、以及18個快餐攤位供市民競投，場內不設乾貨攤位。食物環境衛生署發言人說：「由於以往年宵市場人多擠迫，當中有長者和兒童，考慮到目前的社會情況，政府作為場主及年宵市場的主辦者，有責任保障檔主和到場市民的安全。」

### 暖港行動
上午10時，約70名市民自發參與「暖港行動」，赴元朗警署慰問警方，將眾籌採購的被示威者打砸的店鋪商品，贈送給警員，用實際行動溫暖香港。

### 建制派靜默遊行
多個建制派政黨發起在下午3時半靜默遊行，包括多名香港立法會議員及香港區議會候選人，手持「譴責暴力、還我公平選舉」橫幅，由政府總部東翼前地遊行至選管會，聲稱有180人參加，部分人士在衣服上綁上綠色絲帶，及穿著印有候選人名字的背心，沿途未有出現混亂，有選管會代表到場接信。

### 珍惜群組遊行
珍惜群組及維港之聲發起遊行，約數十人從金鐘海富中心遊行至行政長官辦公室外。他們指近期反修例衝突中，有不同政見的人被打傷，也有警察及候選人遇襲，認為政府無法保障市民生命安全，選舉亦不可能安全及公平舉行，要求取消區議會選舉，直到社會「止暴制亂」為止。

### 將軍澳赤腳行
有網民號召於將軍澳香港知專設計學院外，舉行「願我可再共你赤腳行」活動，悼念早前於油塘被發現浮屍海面的15歲女學生陳彥霖，多名身穿黑衣或蒙面的參與人士晚上7時到場，有人高舉抗議標語，部分人脫下鞋子，赤腳步行前往將軍澳海濱公園方向，沿途又播放歌曲及高叫抗議口號。

### 秀茂坪和你行
有網民發起在秀茂坪「和你行」，聲援在將軍澳衝突期間由停車場墮樓昏迷的22歲科大男生。大批抗議人士響應其行動，入夜後到秀茂坪商場外聚集。晚上8時許，約數十名黑衣人，在曉麗苑排球場集合後出發，沿秀明道行到秀茂坪商場時，有數名黑衣人快閃走進商場，以雨傘遮擋下，用硬物砸毀包括元氣壽司及優品360等店舖，黑衣人隨即散去，稍後在商場外巴士站徘徊。

### 新城市廣場祈禱會
有基督教人士晚上8時在沙田新城市廣場舉行祈禱會，以聲音祝福將軍澳墮樓傷者周梓樂和香港。逾百名市民聚集在廣場中庭，跟隨領唱人士合唱多首歌曲，期間有人跪下，亦有父母帶同兒子參與，活動持續一小時多結束。活動本來在沙田法院外舉行，不過因範圍屬康文署管轄不能使用音響，眾人移師新城市廣場繼續活動。

### 新城勁爆頒獎禮更改舉行形式
新城電台考慮到因社會運動，周末屬「高危」日子，正式宣布原定在12月28日在灣仔會展舉行的《新城勁爆頒獎禮》，改以不同的形式頒獎。新城知訊台執行總監程凱欣表示，今年沒有實體頒獎禮，會破天荒把頒獎禮數碼化，為樂壇帶來耳目一新的創意頒獎禮。

### 「老豆搵仔」被封鎖
群組「老豆搵仔」擁有20萬名追隨者，被指專門「起底」警員資料。群組自11月7日起已停止更新，群組內只顯示「頻道違反Telegram使用條款」字句。雖然群組已停止更新，但曾公開的警員資料已被轉載至其他網站。

## 8日

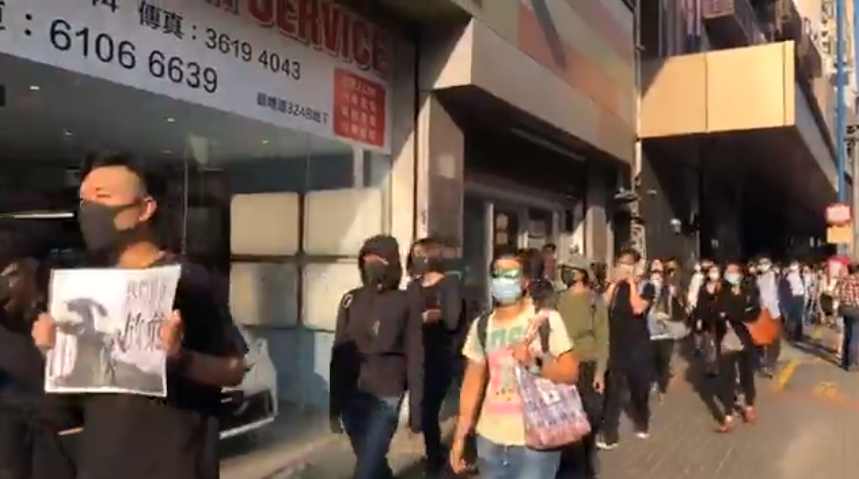
網民發起「和你返工2.0」，圖為九龍灣的情况

### 將軍澳墮樓傷者不治
防暴警察於2019年11月4日凌晨在新界將軍澳尚德邨驅散示威者期間，向一座多層停車場發射催淚彈，期後周梓樂被發現倒臥於尚德停車場二樓，導致腦出血、盤骨碎裂。期後被送入伊利沙伯醫院搶救，並接受兩次手術，為腦部止血，期間昏迷指數低迷，需用強心藥及以機器維生，直至2019年11月8日上午8時09分，醫管局證實周梓樂不治。成為反修例運動中首宗證實意外身亡的死者。

### 和你返工2.0
有網民發起「和你返工2.0」活動於上午7時45分集合，8時起步上班。港九新界各處共有11個集合地點，包括旺角、尖沙咀、深水埗、九龍灣、觀塘、上環、銅鑼灣、太古城、大圍、沙田及葵芳。在銅鑼灣，有數十名市民步行前往上環，沿途高叫口號，沿途不少市民加入。在旺角，約有逾百名市民步行，沿途高呼口號。觀塘及九龍灣約有百名市民步行上班，兩批市民分別於兩區各自起步，當在中途相遇時，便高舉起五隻手指，高呼口號。大圍約有50人步行前往沙田，中途部分人離隊，最終約20人抵達沙田站，之後自行解散。

### 市民登報呼籲取消區議會選舉
一群署名是「港島、九龍、新界市民」在報章登廣告，呼籲停止11月24日的區議會選舉。該則廣告以黑色為背景，內容是署名「一群港島、九龍、新界市民」作緊急呼籲，指「暴亂未止」、「選舉須停」，相信是意指11月24日舉行的區議會選舉。廣告下端則提出質疑，選舉是否「安全？公道？公平？」。

### 聲援襲擊何君堯男子
建制派立法會議員何君堯早前在屯門擺街站派傳單時，一名三十歲無業男子董栢輝假扮成其支持者上前獻膠花，並涉嫌刺傷何君堯的左胸，之後警方控告該男子一項企圖謀殺罪，昨押送他到粉嶺裁判法院提堂，並有逾三十名市民到庭支持被告，而當聆訊完畢後，有人向被告舉手示意支持。

### 多區中午快閃

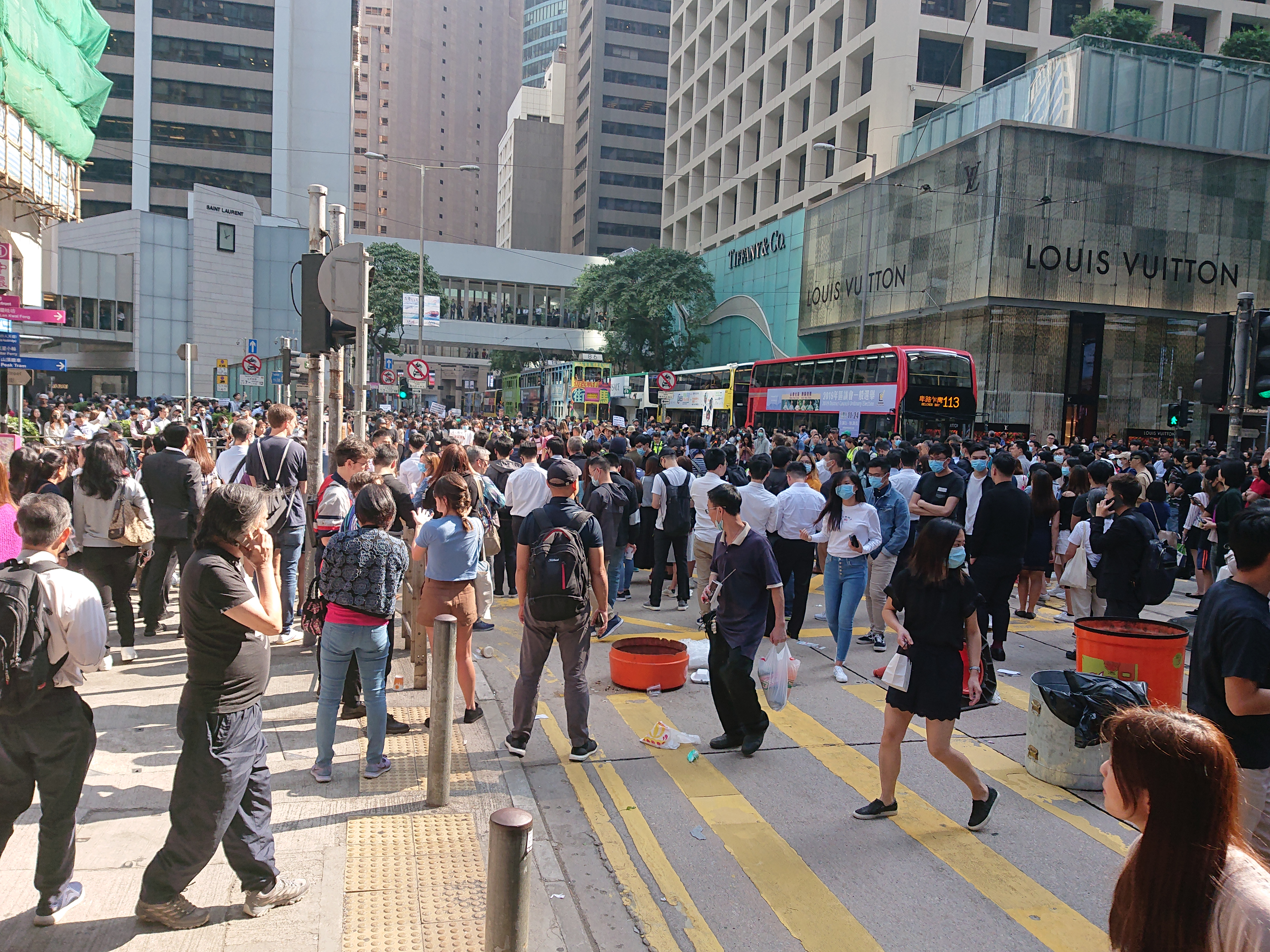
中環快閃遊行

在中環，人群在遮打花園集合，警察一度展示黃旗，民眾大罵警察是殺人犯，要填命，警察後來後撤。參加遊行的人士拿著「魔警橫行亂殺人」的直幡，沿德輔道中遊行，他們高喊口號。有人在中途加入遊行隊伍，目測遊行人數達四千人。在銅鑼灣時代廣場外，有約50名市民聚集，眾人並默哀一分鐘。有近百人在駿業街遊樂場內聚集，響應網上號召的觀塘快閃遊行，部份人士身穿黑衣及戴上口罩，其後眾人起步遊行，群眾沿途高呼口號。在九龍塘又一城有約50位市民戴上口罩靜坐，現場有保安到場，但未有阻止靜坐行動。在旺角，有近百人聚集默哀，其後陸續離開，有人高叫「今晚見」。

### 香港科技大學取消畢業禮
香港科技大學學生為表示哀悼將軍澳墮樓傷者周梓樂，有不少穿上畢業袍的應屆畢業生在畢業禮響應行動，亦有大量戴上黑色口罩或全身黑衣打扮的學生加入靜默行動，之後校方取消下午最後一節畢業禮。典禮結束後，學生會呼籲在場的人為周梓樂默哀，不少應屆畢業生及學生參與，有人手持白色鮮花悼念，之後有學生在原定舉行畢業典禮的大台上，張貼或用噴漆噴上標語。學生並要求校長史維為周梓樂發聲，並在校長宿舍外牆塗鴉，大門門鎖被破壞，並打碎玻璃窗。他們之後再轉到校園內美心集團旗下的咖啡店及餐廳破壞。

### 觀塘聯校集會
觀塘區聯校反修例關注組昨午在觀塘海濱公園集會，區內二十五間中學的關注組約五百名學生及市民參加，聲援被捕學生、傷者和悼念死者。在集會開始前，市民集體悼念當天早上離世的科大學生周梓樂，有市民攜鮮花到場，亦有學生摺紙鶴悼念，不少人神情哀傷。

### 多區悼念晚會和衝突

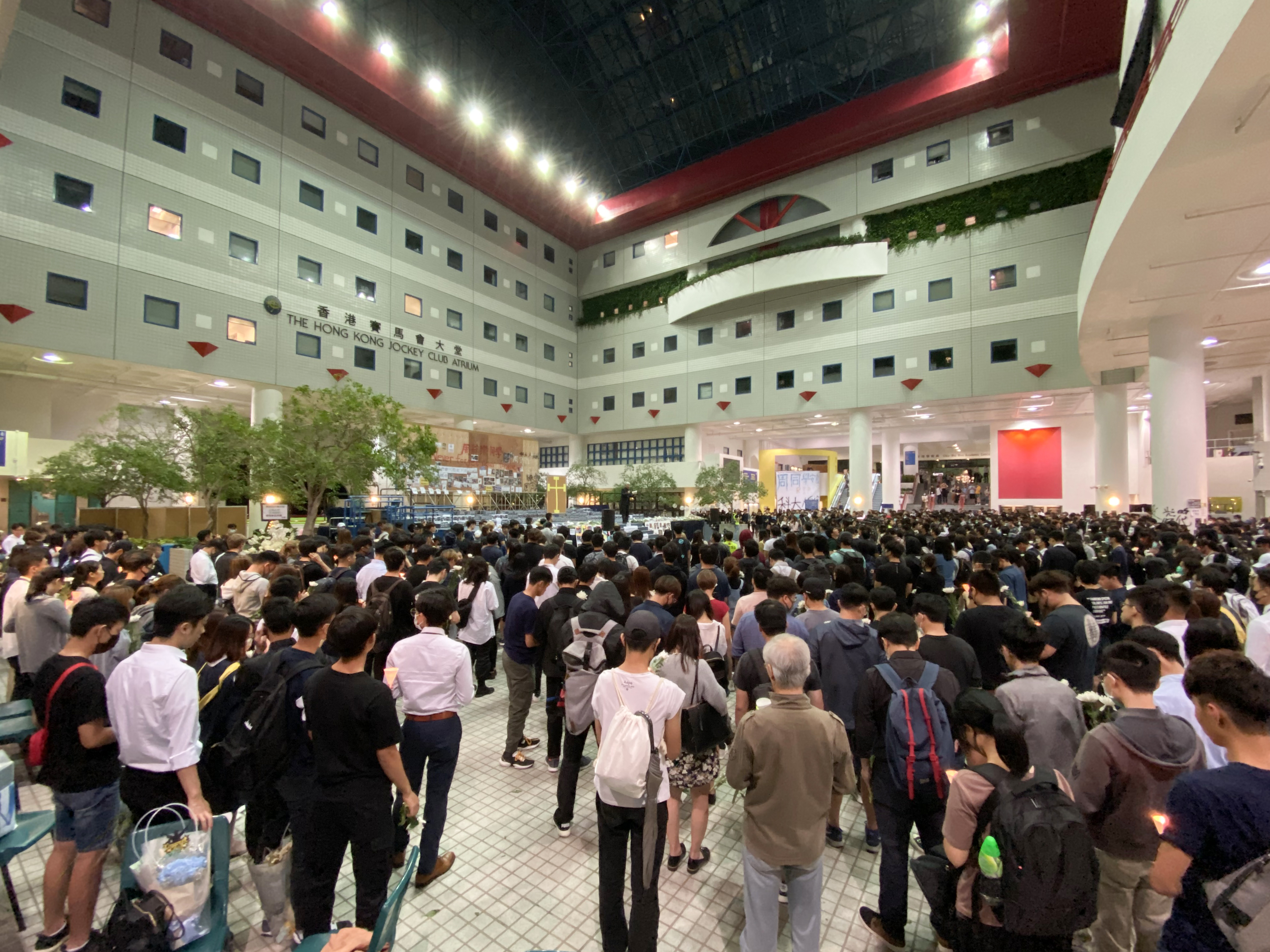
傍晚6時，科大校園內的默哀儀式

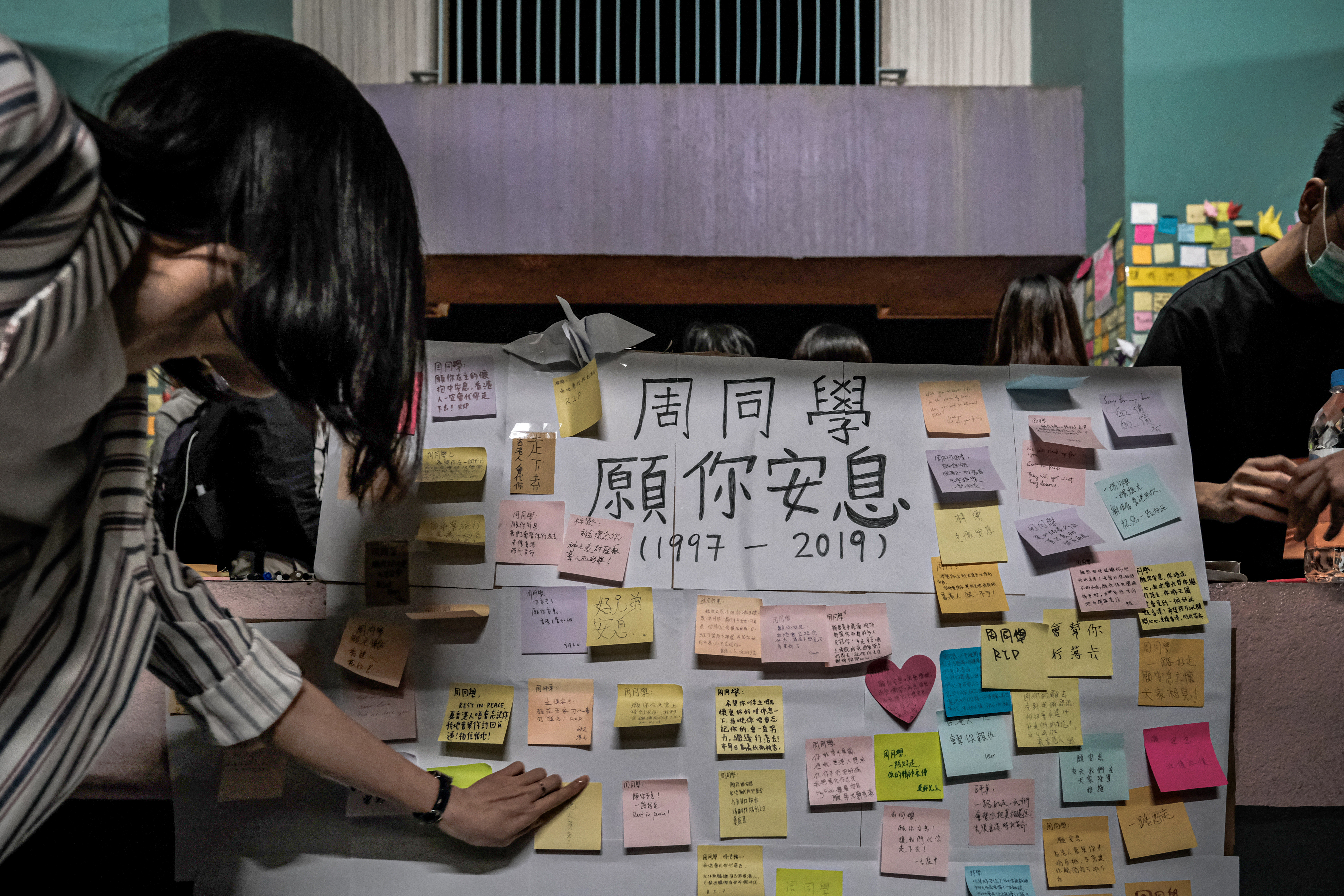
尚德邨停車場悼念晚會，市民寫上留言悼念

在將軍澳尚德邨停車場墮樓的科大生周梓樂證實不治，晚上全港多區有多場悼念活動，之後並演變成衝突。港鐵先後宣布沙田站、荃灣站、馬鞍山站、黃埔站、旺角站、銅鑼灣站、西灣河站、將軍澳站、東涌站、欣澳站和調景嶺站關閉，輕鐵多線改道或暫停，之後並提早收車。崇光百貨表示，因應特別情況，崇光銅鑼灣店及尖沙咀店於今日晚上7時暫停營業。警方在衝突過後指，示威者在全港多區，包括銅鑼灣、旺角、將軍澳、沙田、屯門和元朗區設置路障，影響附近一帶的交通情況，並大肆破壞商鋪和公共設施，包括銀行和多個港鐵站，甚至燃點雜物和變電箱。各區示威情況下述。

#### 將軍澳
晚上約7時30分，尚德邨停車場有300人悼念，氣氛平靜。之後有很多市民加入，高峰期有逾千人到場，並擺放鮮花、蠟燭悼念。約10時，將軍澳唐明街及唐俊街交界有人以圍欄堵路。其後有電箱起火，濃煙滾滾，並傳出爆炸聲，而唐明街、唐俊街街燈全熄，場面混亂。

#### 旺角
晚上約9時，旺角有逾百人走出亞皆老街及彌敦道交界馬路，有人破壞港鐵旺角站出口標誌，並在出入口噴上示威標語，亦有商舖被破壞。晚上約9時45分，一批示威者在油麻地彌敦道與窩打老道交界以雜物築成路障，警員上前阻止並追截示威者，其間大批手持攻擊性武器的示威者不斷衝擊警方防線，之後一名警員向天鳴槍一發作警示。

#### 沙田

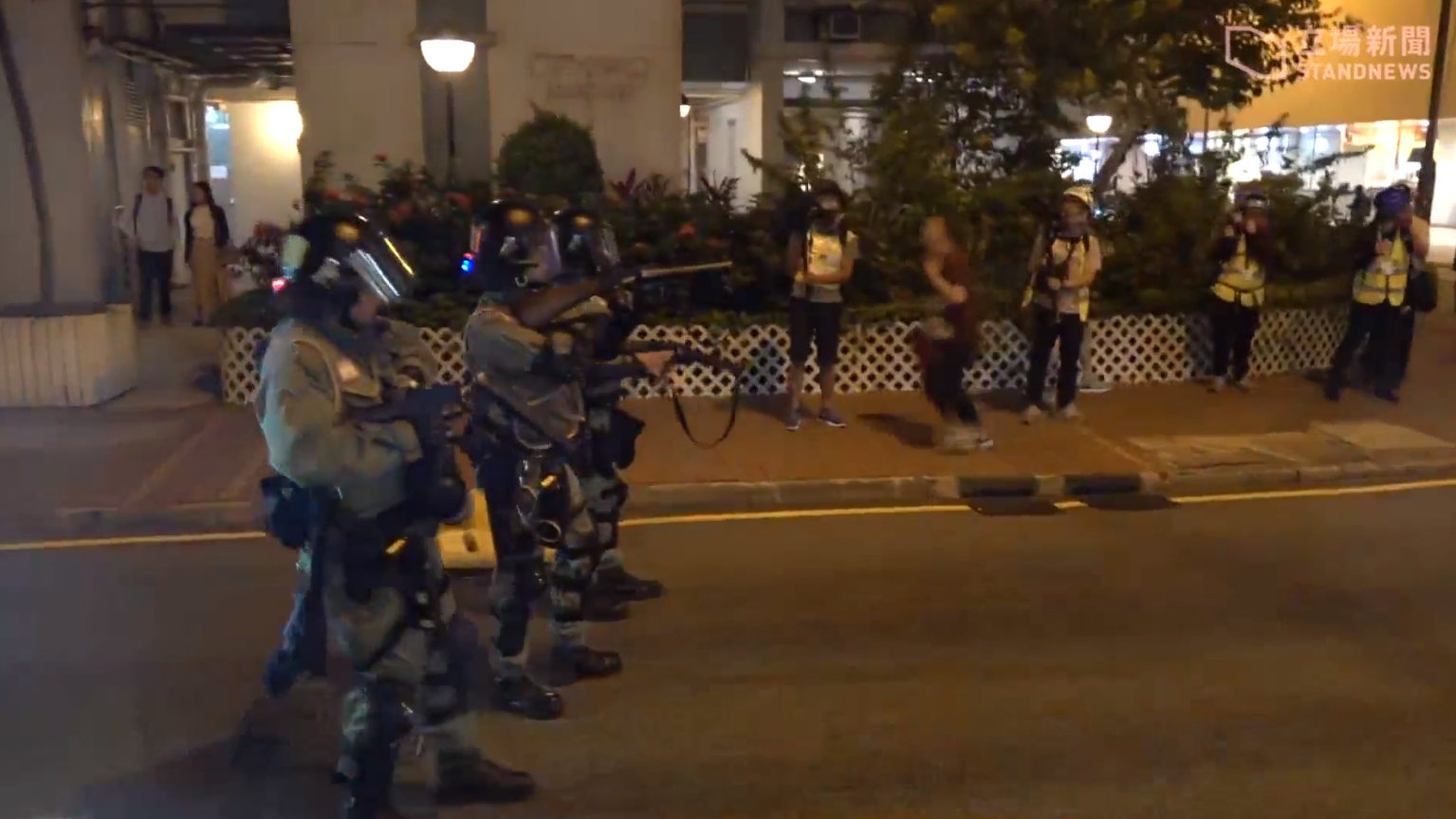
防暴警察在沙田第一城一度舉起催淚彈槍

晚上約10時，沙田有黑衣人行出大涌橋路，在沙田圍路設路障，防暴警察到場。之後黑衣人到沙田第一城堵路，並在附近馬路有人放火燒雜物。其後大批防暴警察指在屋苑範圍非法集結，之後闖入屋苑範圍進行驅散，並拘捕市民，黃文萱曾經用盡方法保護街坊，不過遭防暴警向她施放胡椒噴霧。
有示威者在沙田站用鐵鎚及棍破壞閘機，票務中心及行李閘口的玻璃被打破。

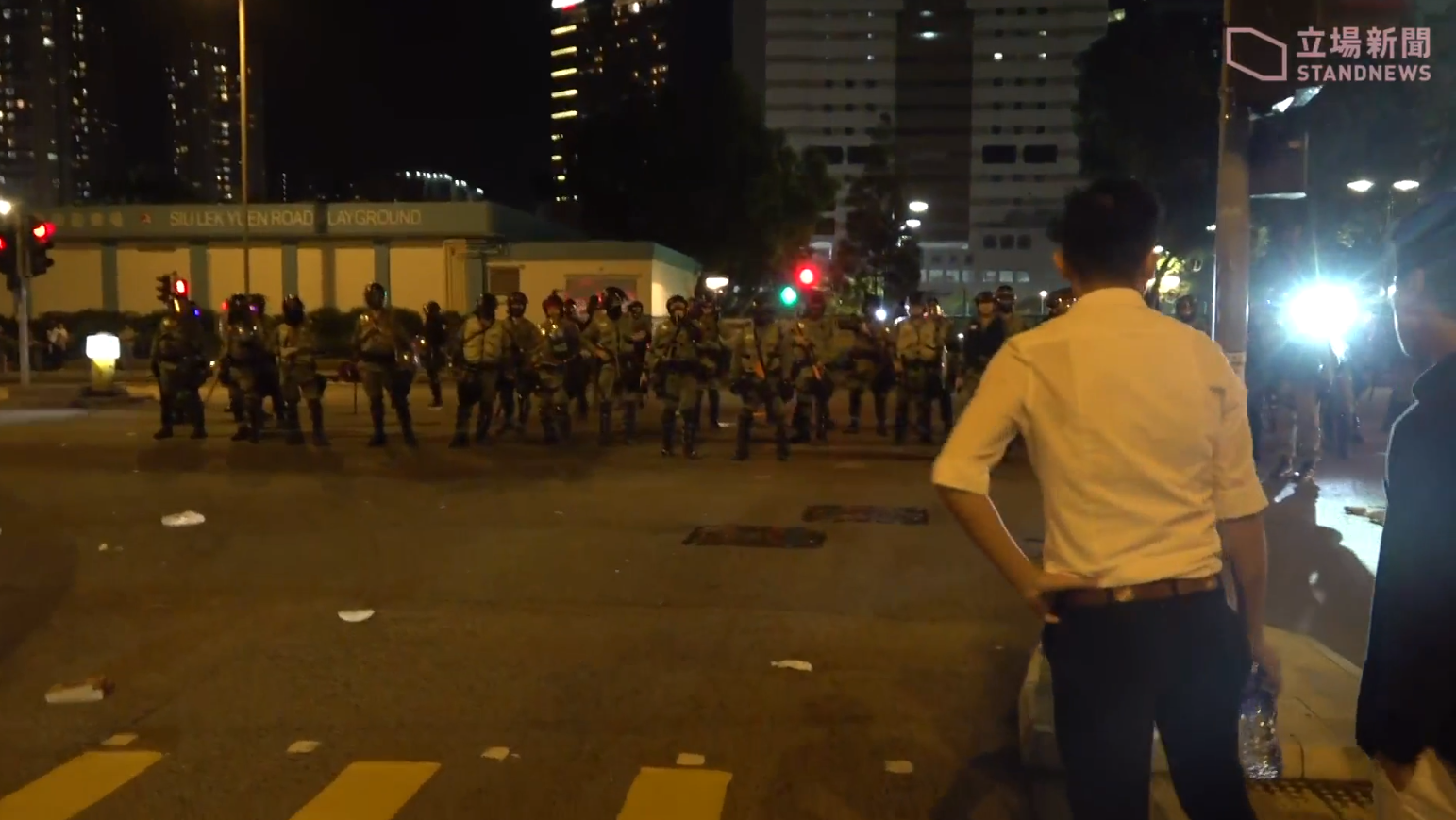
防暴警察在小瀝源路設防線
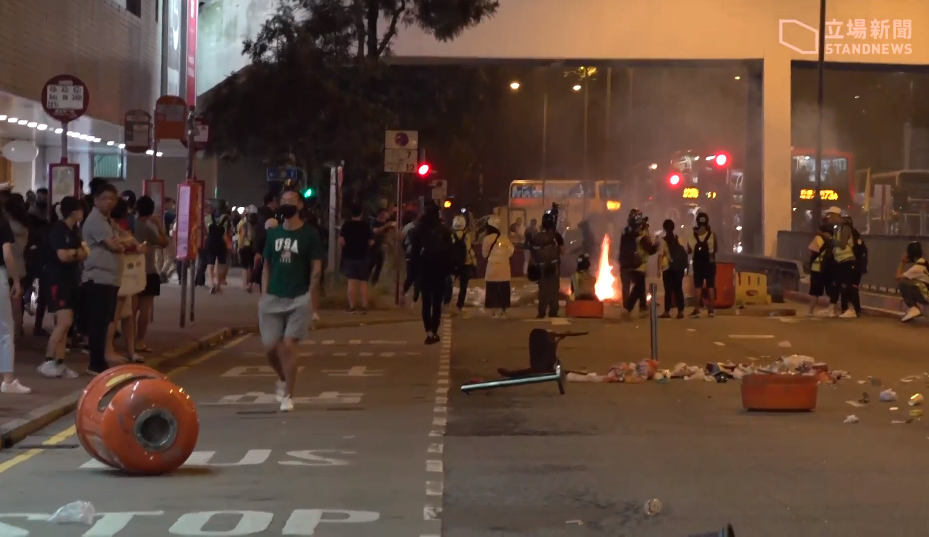
警員離開後，示威者在銀城街放置雜物
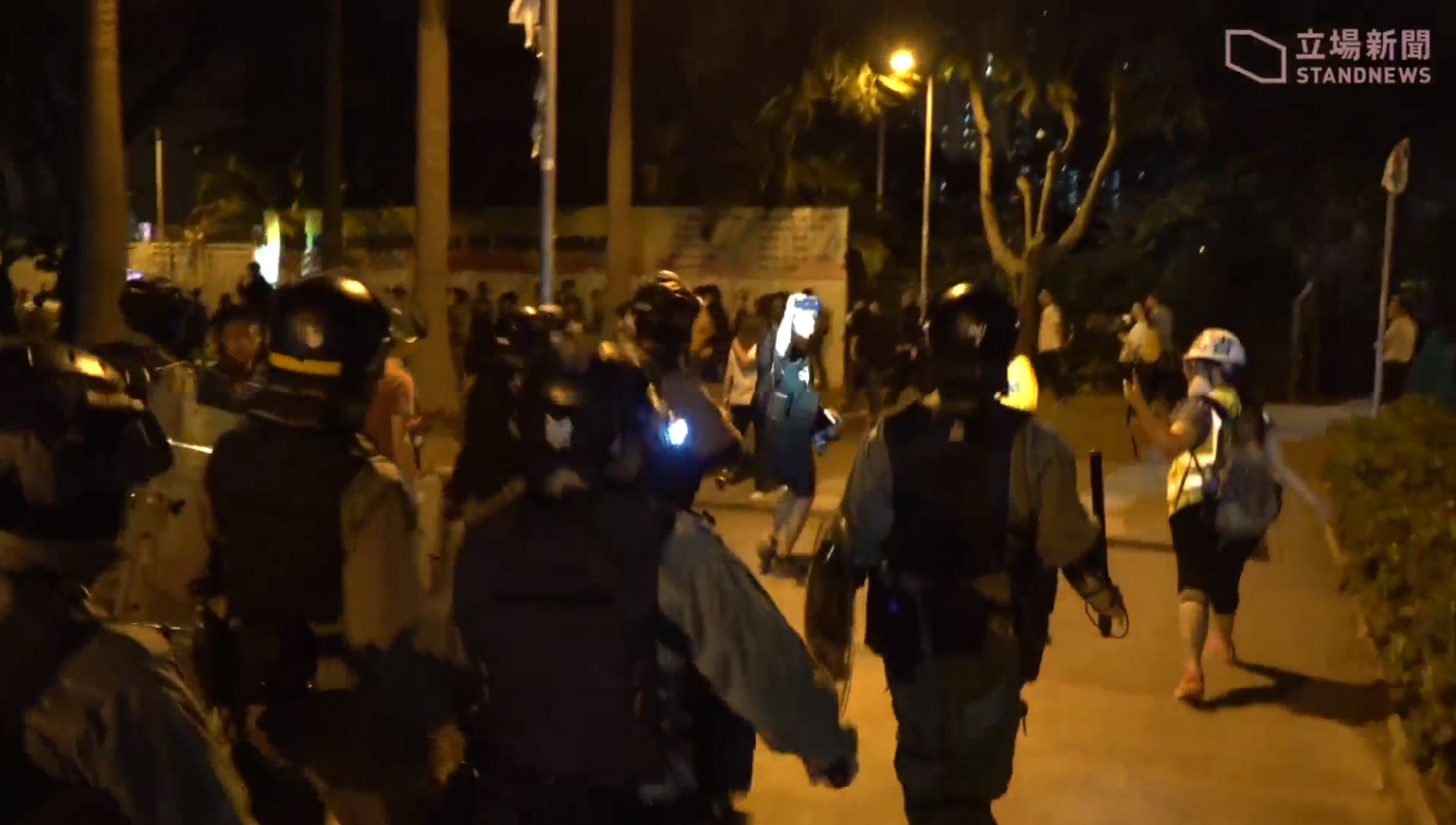
晚上11時許，防暴警員由第一城站方向衝向沙田第一城
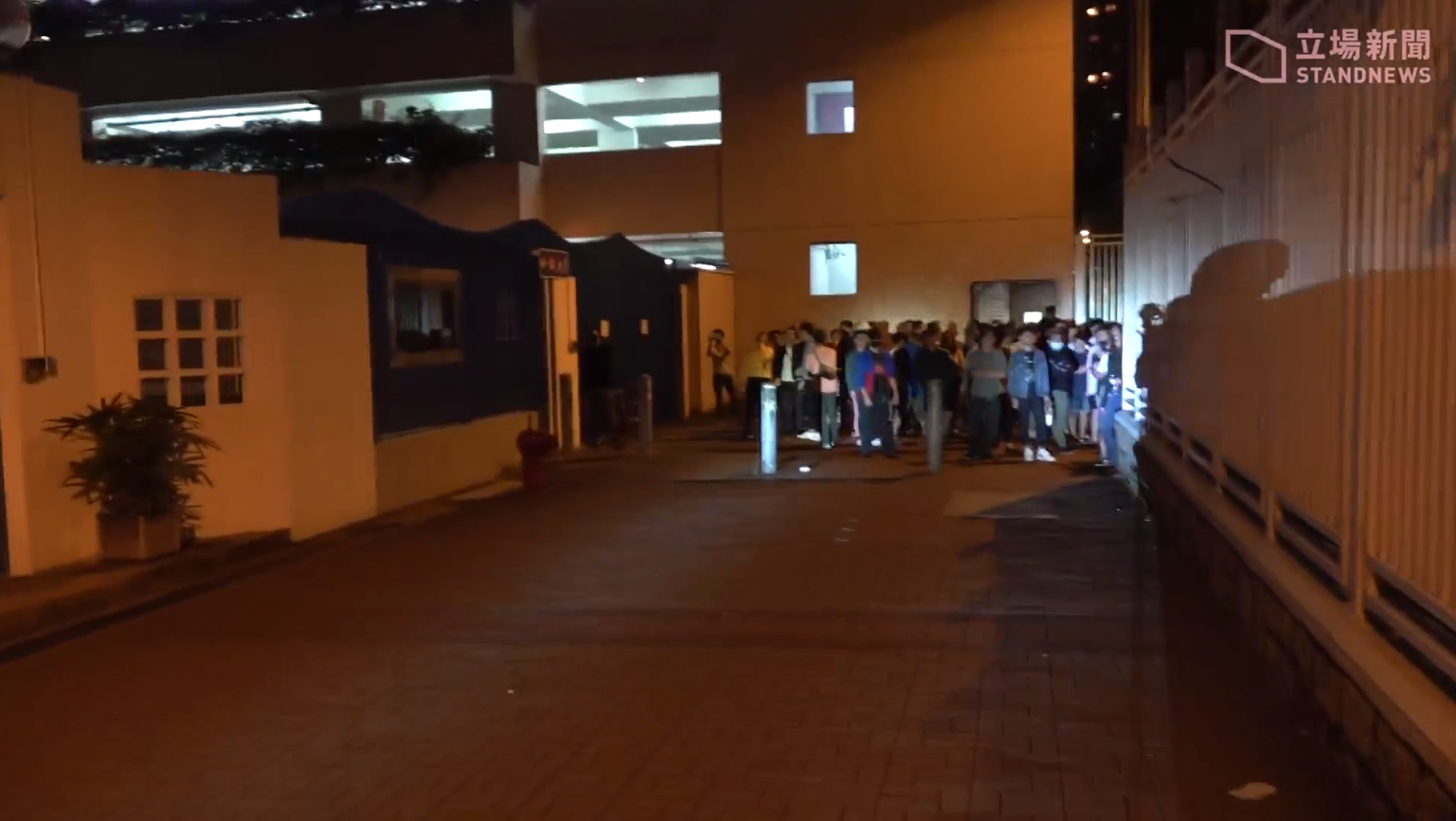
警員用射燈照向街坊
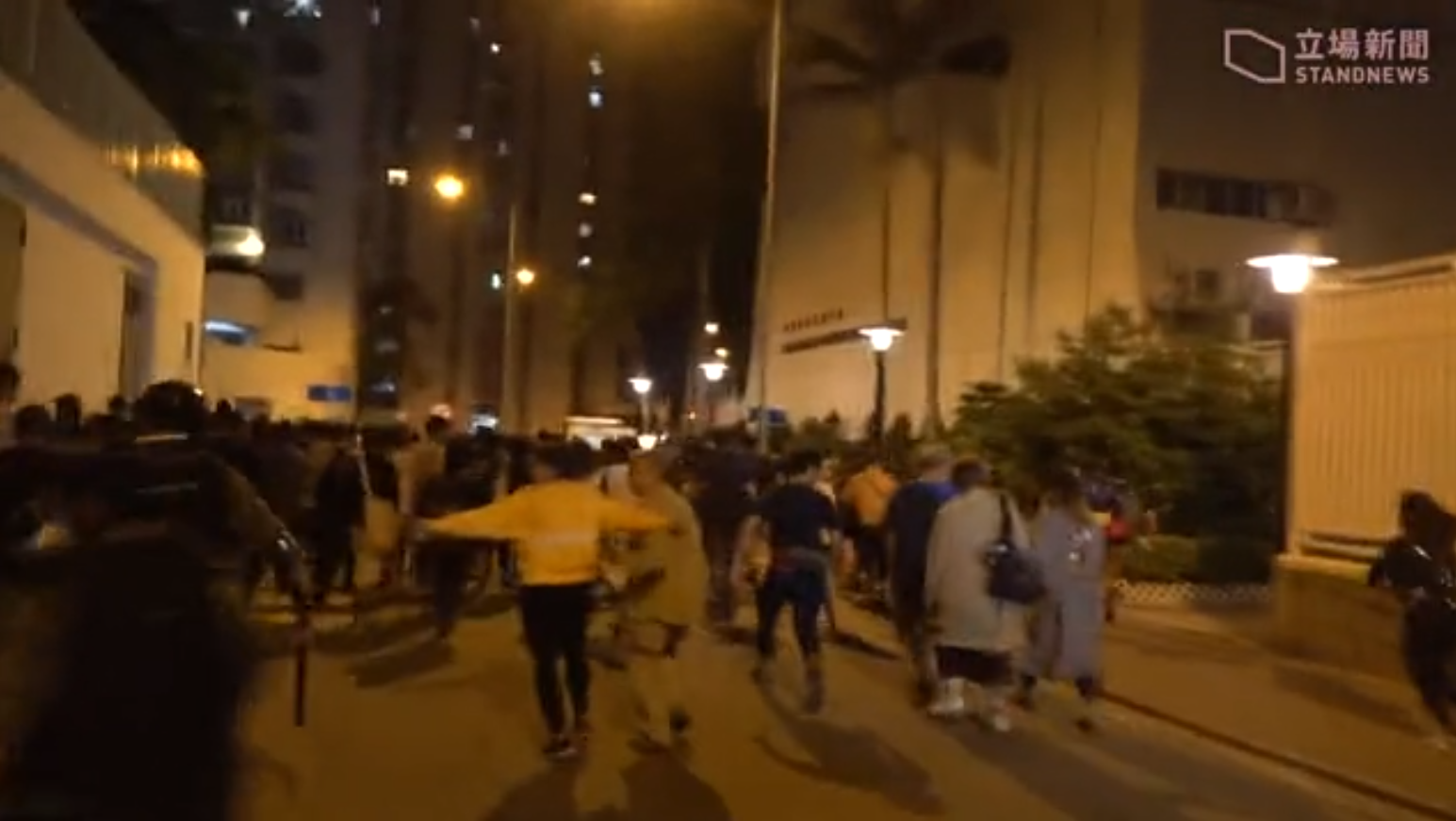
防暴警察闖入屋苑範圍進行驅散，街坊紛紛奔跑
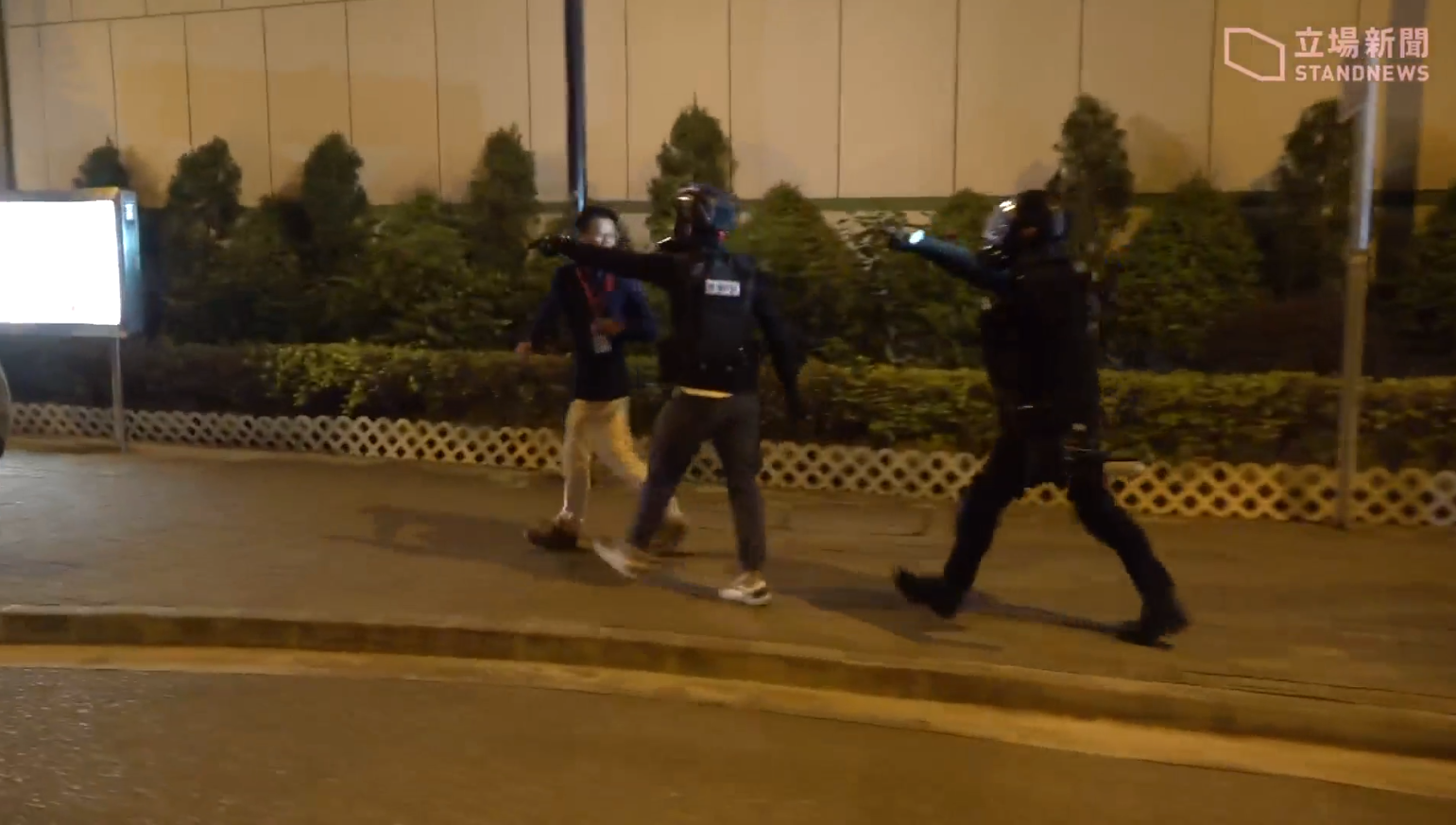
速龍小隊成員喝令愉城選區社區主任石威廉離開

#### 屯門
晚上約10時，有示威者拆除屯門大會堂的膠圍欄，拋下馬路作路障，並以水馬及雪糕筒等在屯門公路近屯門鄉事會路築路障，防暴警察曾舉橙旗警告，另有人在屯門市廣場通過輕鐵站的天橋縱火，消防到場灌救。防暴警員之後到場與示威者對峙，有人從橋上投擲汽油彈，燒着天橋頂，防暴警員推進至橋上戒備，並在附近拘捕數人，有人受傷倒地，救護員到場協助，被防暴警察阻止，雙方爭吵。

#### 荃灣
晚上約10時，有示威者於荃灣大河道及海壩街聚集，其後防暴警察施放催淚彈，驅散聚集人群。而前荃灣裁判法院範圍內一棵大樹被汽油彈擲中起火。

#### 天水圍
晚上約9時，大批在宏逸廣場出席悼念會市民堵路及破壞多個輕鐵站，隨後示威者一度衝擊天水圍警署，向警署擲石及汽油彈，警署內警察隨即發射催淚彈，其後大批防暴警員與示威者於警署對出十字路口對峙及衝突，防暴警察施放多枚催淚彈驅散，示威者於午夜逐漸散去。

#### 黃大仙
晚上約11時13分，警方接報有200人在黃大仙廣場一帶集結及用鐳射筆射向警察。大批防暴警員接報到場，向黃大仙方向進行驅散行動，一名25歲電腦技術公司項目總監因腳踢試圖制服他的警員，被控拒捕罪。被告指自己當晚看悼念活動戴上口罩及手套是「悼念模式」，其後被告見到警方到揚，計劃往黃大仙上邨啟善樓方向回家。不過看見有人黃大仙廣場逃跑和警察衝前，聽到「警察咪郁」。其後被告遭到警員推跌在地，表示「抖唔到氣」和遭兩度噴射胡椒噴霧，也指自己無法聽到已被拘捕，最後醒來時已經在醫院。不過九龍城裁判法院裁判官崔美霞不相信被告的說法，認為他距離警員只有一隻手距離，理應聽到，又稱被告理應知道《禁蒙面法》的頒布，指出被告為配合他人，在悼念模式戴上口罩的解釋是「有違常理」。法官亦不接納被告稱「踢腳」是被噴胡椒噴霧後所作的反應，最後到2022年7月21日裁定罪名成立，案件押後至8月4日判刑。

#### 其他地區
香港科技大學傍晚則有祈禱會舉行，近千人參加，他們為周梓乐同學默哀5分鐘。香港大學和香港浸會大學亦分別有學生在校園悼念。
有市民在觀塘海濱公園舉行基督教追思會，一千多人參加，主持人帶領眾人為死者默哀，有人攜帶鮮花出席，現場不時傳出哭泣聲。
港鐵太子站出口亦有人擺放鮮花蠟燭。在太古城中心，有人默哀。在銅鑼灣怡和街，有人以索帶綁起雜物堵路，之後防暴警察驅散軒尼詩道的人群。

### 多名民主派議員被捕
七名民主派立法會議員先後被拘捕及通知預約拘捕，他們被指今年五月在立法會審議逃犯條例的法案委員會上涉嫌違反立法會特權法。民主派質疑政府在目前社會氣氛火上加油，目的是延遲甚至取消11月24號區議會選舉。被捕民主派立法會議員包括陳志全、區諾軒，他們凌晨到警察總部接受預約拘捕。還有梁耀忠、郭家麒、范國威、林卓廷收到通知，晚上七時到灣仔警察總部接受預約拘捕，林卓廷表明不會前往，而朱凱廸周五晚上已經被捕。

### 婚禮業界發表聯署聲明
婚禮業界發表聯署聲明，指在警方成立獨立調查委員會前，不再接受任何警務人員的喜慶節目預約。多間本地知名婚嫁公司都在社交專頁發佈該聲明，其中一位有份籌備聯合聲明的攝影師表示，約350間公司響應。

## 9日

### 授勳儀式改以閉門形式進行
政府早前指因應近日社會氣氛，將授勳儀式改為在香港禮賓府閉門進行，期間有立法會議員到場「贈興」。立法會議員許智峯於典禮上，在頒授警隊卓越獎章的環節中，舉起「暴警殺人，沉冤待雪」8字標語並叫口號，不滿行政長官林鄭月娥向警隊頒授卓越獎章及榮譽獎章，最後許被10多名保安合力抬走。

### 食衞局局長承認對催淚煙了解有限並呼籲高危人士注意健康
食物及衞生局局長陳肇始見記者時承認政府對警方目前使用的催淚煙成分資料了解有限，而衛生防護中心提出的建議，是建基於以往有關催淚煙的文獻及研究而制定。衛生防護中心網頁上載的「催淚煙的健康資訊」承認有研究指出催淚煙可持續影響生理和心理健康，特別在兒童、長者、患呼吸系統疾病或有敏感情況的人士等；若接觸催淚煙持續不適，應諮詢專業醫護人員意見。而催淚煙成分在母乳中累積的機會甚微，但為謹慎起見，婦女接觸催淚氣體後1至2小時內應避免餵哺母乳；餵哺前或接觸嬰兒前應更換衣服及徹底清洗頭髮和皮膚，以免嬰兒接觸到催淚氣體殘留物。

### 民主派議員接受警方預約拘捕
立法會議員范國威、郭家麒及梁耀忠於晚上6時，到灣仔警察總部接受預約拘捕，多名民主派立法會議員到場聲援。民主派質疑政府在目前社會氣氛火上加油，目的是延遲甚至取消11月24號區議會選舉。

### 荃灣警署強姦案
網上流傳一名少女被捕後遭警員強姦，之後到伊利沙伯醫院進行墮胎手術。警方回應傳媒查詢時表示，投訴警察課10月22日，收到一名律師代表報案，指他的當事人聲稱於9月27日，於荃灣警署內被強姦。警方表示，由於指控嚴重，隨即將個案交由新界南總區重案組調查。截至目前，報案人的指控內容與調查結果並不吻合，警方會繼續調查相關指控。

### 科大生周梓樂祈禱追思集會

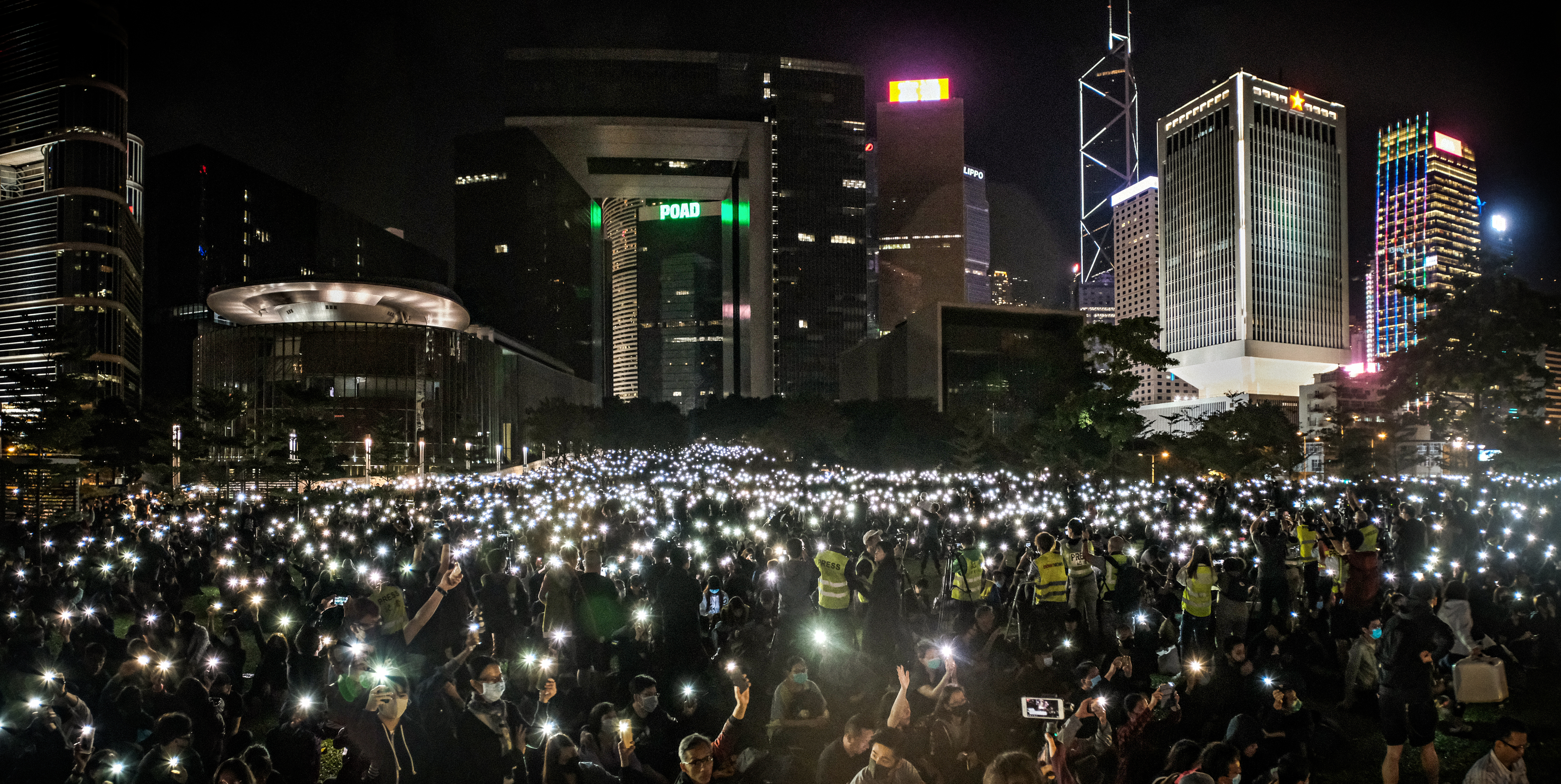
大批市民在金鐘添馬公園祈禱追思集會，悼念科大生周梓樂墮下逝世

有市民發起在添馬公園舉行祈禱和追思會。入夜，大批香港市民來到金鐘添馬公園聚集，有市民帶來白色鮮花，到台前獻花，集會開始前有市民高呼口號。防暴警察在聚會開始前，一度進入公園範圍戒備，張望。在政總外，警察截查了5名黑衣黑褲男子，搜查他們隨身物品。之後，4人獲行，1人被警方帶走。集會晚6時開始，全場默哀、有牧師唱詩、祈禱，之後牧師陳凱興發言。集會後，政府總部外龍和道有人群聚集，警方廣播警告非法集結人士盡快離開。

### 多區晚間衝突
在晚上，旺角，將軍澳和屯門都有衝突。屯門大會堂對出空地，有水馬及雜物堆積，突然起火。消防接報到場，派出一條喉及一隊煙帽隊，迅即將火救熄。防暴警察到場戒備。旺角多處有人堵路和縱火，其中有人在旺角彌敦道堆積雜物堵路，期間有無綫新聞的記者及攝影師遇襲。警員在彌敦道另一端清除雜物。旺角西洋菜南街一帶再爆衝突，有人在商務印書館門外噴墨。旺角彌敦道與山東街一個電箱，被縱火焚毀，並被擲燃燒彈引致爆炸。
在將軍澳富康花園有悼念集會，有人大叫「香港人加油」及「黑警」等。不過有居民投訴集會聲量過大而報警處理，其後落樓與悼念者理論，惟遭到超過20名示威者包圍，並受到襲擊。事主多處受傷，需縫13針及住院3天。警方其後現場，示威者散去。兩名分別29歲和58歲被告在案發地點附近被捕。其後被控告暴動和有意圖而傷人兩罪。被告承認有份參與事件，法官胡雅文指施襲者不能控制情緒，批評他們失去人性和理智，認為案情嚴重，最後判監3年8個月。

### 人間記者會
多次在示威衝突現場高調支持政府和警察的石房有以及高松傑召開首次「人間記者會」，邀請支持警方人士因扯開示威者面罩而被打的經過。

### 法庭提堂
當晚金鐘添馬公園有市民聚集悼念科大生周梓樂，1名18歲青年於在金鐘夏慤道與添美道交界被警方查獲藏有鐳射筆及可伸縮短棍，被控一項管有攻擊性武器罪。2019年11月11日於東區裁判法院首度提堂。2020年9月8日，裁判官裁定控罪表證成立。案件押後至10月22日作結案陳詞，被告續准保釋。到2020年11月20日，東區裁判法院裁判官鄭紀航判處該男生入更生中心，並拒絕他申請保釋等候上訴。

## 10日

### 監警會國際專家建議獨立機構調查
獨立監察警方處理投訴委員會受聘的國際專家小組發聲明，指監警會權力及獨立調查能力不足，有結構限制，建議下一步由具足夠權力的獨立機構調查運動中警隊爭議。監警會主席梁定邦亦同意此看法。政府就繼續堅持由監警會調查，拒絕依民間訴求成立獨立調查委員會。

### 香港科技大學取消課堂
香港科技大學發聲明稱，由於校園遭大規模惡意破壞，修復需時，11月11日課堂需繼續取消，校方會調查事件並保留追究責任。科大又稱，政府必須就現時社會的紛爭，盡快提出可行的解決方案。

### 遮打花園祈禱會
多個宗教團體晚上7時起，於中環遮打花園舉辦「主懷安息沉痛懷念周梓樂兄弟」祈禱會。祈禱會共過千人出席，有人神色哀傷。天主教香港教區輔理主教夏志誠、香港循道衞理聯合教會前會長及退休牧師袁天佑均有上台發言。牧師朱耀明帶領參與者默哀3分鐘，並唱聖詩。

### 「八區開花」和「和你Shop」行動
網上有反修例人士發起行動，號召下午1時發起「八區開花」、下午2時發起「和你Shop」。
根據網上流傳的資料，網民發起下午1時，在屯門、觀塘、荃灣、沙田、大埔、旺角、銅鑼灣及將軍澳舉行「八區開花」行動。
至於只看不買的「和你Shop」抗議活動，準備於下午2時至10時，於沙田新城市廣場、荃灣Citywalk、九龍塘又一城、坑口東港城、中環IFC、銅鑼灣時代廣場舉行。到晚上有網民發起轉到黃大仙、九龍灣、銅鑼灣、大埔和太古等地方商場繼續「和你Shop」。
示威期間，沙田站及馬鞍山站關閉。醫管局宣佈荃灣及沙田捐血站已於下午4時半起暫停服務。馬會宣佈中環及屯門4間投注站全天暫停服務。觀塘、沙田、將軍澳、旺角、荃灣及大埔等24間投注站下午6時暫停服務。康文署宣布，由於出現特殊情況，荃灣沙咀道遊樂場網球場及荃灣大會堂已提早關閉；沙田區的沙田大會堂將於下午5時關閉，以確保場地使用者的安全。各區示威情況下述。

#### 觀塘
約下午1時，觀塘站A1出口暫時關閉，港鐵呼籲乘客使用A2出口。約下午4時，身穿白衣、手持飲品的戴黑色口罩少年在APM被在場防暴警察要求搜身。該名少年其後獲放行，他表示自己只有14歲。

#### 銅鑼灣
約下午2時，時代廣場外有10多名帶口罩、穿黑白衣飾的人士聚集，期間有人以手機播放「願榮光歸香港」，現場氣氛平靜。期間警方搜查2名在場人士，引起其人圍觀者不滿，有人與警員口角，警員警告對方停止煽動挑釁。警方隨後截查一名黑衣男子，檢查其背囊及搜身，並將他帶上警車，之後再截查其中一名女子，後來把她鎖上手扣，帶上警車。崇光百貨宣布提早於下午5時關閉。

#### 九龍塘

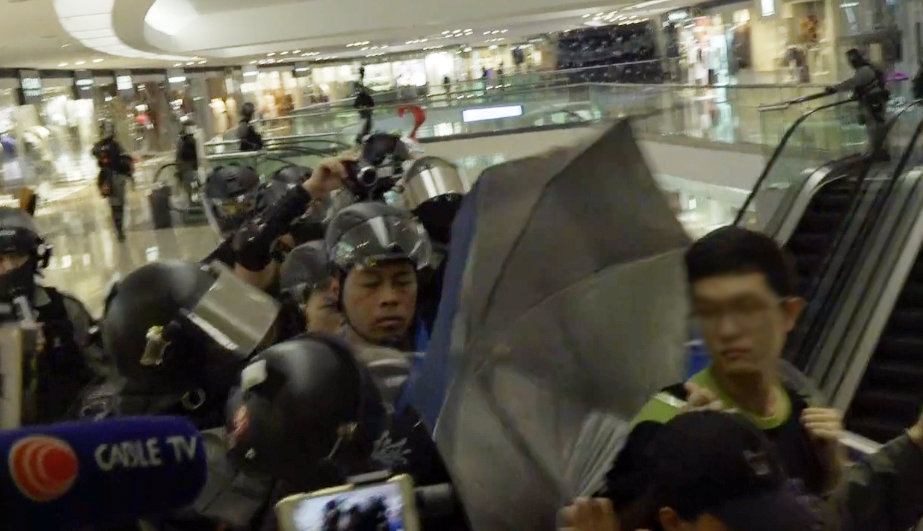
警員清場時破壞商場遊人手持的雨傘

約下午2時，有示威者在又一城聚集喊口號，並在商場內徘徊。美心集團旗下的餐廳被示威者以噴漆塗污外牆及玻璃，同一集團的另一間餐廳則提早關門。防暴警察在商場外近達之路出口及港鐵九龍塘站戒備。約下午4時半，有便衣警員在美心集團旗下的千両外拘捕黑衣人士，其後被市民包圍，有市民向便衣警員投擲雜物。行動期間，有示威者被捕後受傷，頭破血流，亦有便衣警員疑眼部被打傷流血。救護員其後到場，為傷者急救。

#### 沙田

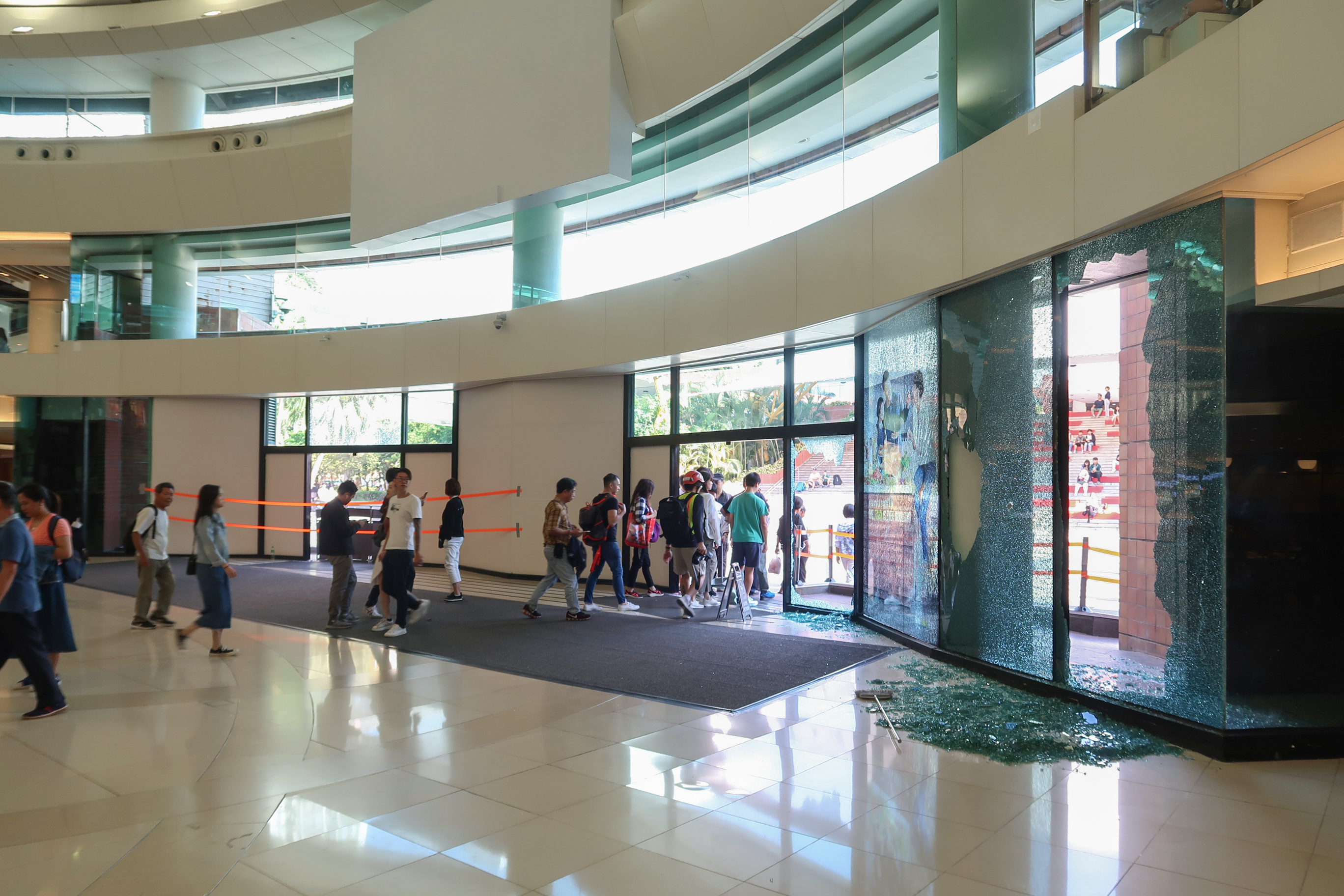
沙田新城市廣場入口玻璃遭示威者擊毀

約下午2時，有市民在新城市廣場摺紙鶴和點蠟燭，悼念離世的科大學生周梓樂。其後一批戴口罩黑衣人突襲港鐵沙田站，以硬物擊毀入閘機、增值機及售票機等，又敲打控制中心玻璃；另一批手持槌子的黑衣人，則破壞站內商店的膠閘。港鐵事後宣布關閉沙田站。示威者「快閃」襲擊沙田站後，以鐵槌擊毀新城市廣場的大幅玻璃，再走到附近沙田大會堂破壞美心皇宮大酒樓，推倒桌椅、擊碎玻璃和在外塗鴉。防暴警察於下午3時許到場，示威者跑向沙田站，上商場向不同出口逃去。下午4時，一批示威者在沙田公園一帶徘徊。一批黑衣人沿沙燕橋到達城門河另一邊，部分人進入乙明邨，一班防暴警察追至，並制服至少四個人。期間懷疑施放胡椒噴霧，有警員要用清水清洗眼部。

#### 將軍澳
約下午2時，有示威者於東港城聚集後，在商場內游走，到場高喊口號。商場內的美心集團旗下西餅店落閘，以防遭示威者破壞。一批防暴警察下午近4時進入港鐵站連接的將軍澳Popcorn商場，稱商場內有人破壞一間零食店優品360，並無拘捕任何人，其後撤退到港鐵將軍澳站外一帶戒備。

#### 荃灣
約下午2時半，數十名戴口罩或蒙面的黑衣示威者，先在荃新天地商場聚集，再經荃灣廣場前往沙咀道遊樂場。示威者在荃灣廣場破壞一間連鎖咖啡店的玻璃，有在商場的市民斥責他們犯法。示威者於沙咀道球場搬出龍門架堵塞大河道交通。警車之後追至荃灣大河道附近的西樓角花園，防暴警察下車制服至少5人，又一度舉起胡椒噴霧，防暴警察以索帶綁起被捕人雙手，並把他們帶上警車。一班防暴警察離開荃新天地時，有警員從行駛中的警車內向行人天橋施放催淚彈，一枚催淚彈擊中Now新聞台記者，她的左手手臂燒傷，即傷接受急救員治理。
下午4時10分左右，防暴警察突然進入荃新天地，引起商場內示威者及人群感到不滿而指罵警員，期間在商場內施放胡椒噴霧，感到不適。一名長者和一名青年在行人天橋被制服。

#### 屯門
屯門原訂的遊行因為警方反對而取消，仍然有人號召到屯門。下午2時半後，有示威者在屯門安定邨巴士站外，搬水馬及雜物堵路，阻礙交通，部分車輛需繞路。而因應可能出現的混亂，大批警車泊於屯門警署內外戒備。之後示威者再到屯門多個地方堵路，在青山公路向置樂花園方向，示威者把雪榚筒及紙箱等搬出馬路，並且放火。防暴警察及後趕至，追捕示威者，追至兆麟苑附近深培中學，拘捕最少一人。警員之後再驅散附近的市民，行人路都不准人逗留，有人被噴胡椒噴霧，亦有人被噴後不適倒地。
下午約3時半，一批防暴警員突然進入兆麟苑，引起居民不滿。有人在單位內大叫禁止警察進入私人地方，但警察未有理會，其後圍觀的市民大叫收隊。在警員撤退時更一度舉起長槍，指向屋苑的大廈高層單位。
晚上，一名70歲的婆婆發現自己的居住地址被種票，因而尋求兆翠區候選人甄霈霖協助。其間突然有4名男子衝前恐嚇婆婆和甄霈霖，而在旁的年輕人也男子被用膠椅擊打頭部。樓上突然有人擲下玻璃樽後，到晚上10時許，約80名防暴警察再次進入屋苑範圍，到11時更一度舉起藍旗，稱市民參與非法集結。到40分鐘後防暴警員開始撤退，雖然現場市民歡呼拍掌，但其間有三名防暴警員曾向市民擎槍，再度引起市民不滿。該名婆婆強烈批評警察濫用權力，認為現場只有街坊，對此感到擔心。

#### 大埔
約下午2時半，大埔廣場地下出現防暴警察，二樓有警察築起防線搜查，有市民站在距離稍遠位置指罵警察。大埔安泰路有防暴警察於大埔超級城停車場附近持槍戒備。大埔廣場天橋及地下則約有半百市民聚集。警方取得法庭搜查令搜查國難五金店舖，未有帶走任何人士或貨物，惟搜查期間有客人及經過人士被截查。

#### 天水圍
約下午3時半，天水圍嘉湖山莊景湖居有一批黑衣人逃避警方追捕進入屋苑。其後有多輛警車和防暴警察戒備，現場消息指拘捕12人。景湖居之後指，屋苑保安主動開閘讓警員進入，有最少5架警車入內，並有警員一度進入屋苑大堂。到有過百名街坊在警車附近表達不滿，有人叫反警口號。到晚上街坊聚集在保安服務中心，要求保安交待。而閉路電視片段顯示多名警員爬過鐵欄進內屋苑範圍，唯當時沒有保安員在場。
晚上約11時半，有居民發現有兩名便衣警員進入屋苑範圍，引起他們不滿。之後數十名速龍小隊及防暴警員增援，從屋苑多個入口進入住宅大堂，並施放胡椒噴劑及使用警棍毆打居民，消息指至少兩人被打至頭破血流。

#### 旺角
晚上8時，有黑衣蒙面示威者在旺角山東街與彌敦道交界，搬出垃圾、卡板、膠欄等堵路。防暴警察到場清拆路障，警員手持盾牌及防暴長槍戒備。現場人群叫囂指罵警察，警員展示黑旗警告施放催淚煙。警員離開後示威者再度搬出發泡膠箱、垃圾桶等雜物，縱火焚燒。彌敦道交通受阻。
晚上8時44分，警方水炮車響起警號抵彌敦道射水，有速龍小隊坐在裝甲車上手持防暴槍戒備。警方廣播警告示威者離開否則後果自負，而防暴警察彌敦道沿途清拆路障。

#### 上水
約晚上10時，有年輕人在清河邨與區議會選舉1號候選人鄭仕蘭口角，其後年輕人離去後，有街坊指該候選人報警指有年輕人在籃球場非法集結。過百防暴到場並拘捕一人，並在邨口發放催淚彈，現時仍有過百市民聚集留守。

### 法庭案件
- 一名32歲女醫務助理在旺角彌敦道與亞皆老街一帶被搜出鐳射筆，之後法庭裁定管有攻擊性武器罪成，被判監禁6個月，她不服定罪提上訴，自辯時指出當日是與友人往旺角與另一友人會合食糖水。但途中遇上警方驅散，並聞到催淚煙感到眼睛不適，期間友人給予她口罩及5支生理鹽水，最後逃跑期間被捕。上訴方指無證據證明被告使用鐳射筆照警，但法官張慧玲質疑被告眼睛不適下，仍然繼續「食糖水」為由而沒有立即離開，而呈堂照片看不出身體敏感需要戴上冰袖，最後裁定唯一合理推論，是被告當時在褲袋內藏有該鐳射筆，並不接納鐳射筆在其他時間或可用作釣墨魚的說法。最後駁回上訴，須即時服刑。[222]

- 一名19歲中大哲學系男學生，被指當日於屯門鄉事會路與河傍街交界向警方舉中指及大喊「黑警」，之後被控參與非法集結及未能在規定下出示身分證。被告承認後者的控罪。到2022年8月1日，裁判官祖堯裁翻看片段後，指當時被告是反方向步行，也沒有舉中指或叫喊，並遭警員截停，因此不接納警員的證供，加上控方無法證明在場人士是路人或是集結人士，最後裁定非法集結罪脫，就未能在規定下出示身分證判罰400元。被告散庭後談及感受時引述老子《道德經》的「戰勝以喪禮處之」和《論語．顏淵》「聽訟，吾猶人也，必也使無訟乎」。[223]
- 一名30歲女文員被指在銅鑼灣時代廣場地下涉管有雷射筆、防毒面具及黑色噴漆等物品，之後被控管有攻擊性武器及管有物品意圖損壞財產。在2021年經審訊後，裁定兩項罪名不成立。不過控方在2022年8月29日於九龍城法院申請覆核裁決。控方指被告被截查期間雖然現場沒有公眾活動，但不代表被告無犯罪意圖，法庭亦可推論其犯罪意圖。警員亦供稱有人在時代廣場發起「和你shop活動」，代表附近並非無任何示威活動。辯方指出即使控方質疑被告攜有物品是有可疑，但被告並沒有蒙面，現場片段顯示商場內並無任何集結活動，周邊亦沒有黑衣示威者。案件押後至9月28日裁決。[224]
- 一名20歲男學生被控在荃灣荃新天地地下「大福珠寶」舖位外非法集結，案件於2022年12月16日於西九龍裁判法院開審。控辯雙方承認事實指，被告在案發時的背囊內有護目鏡、手套、衞衣、口罩等物品。辯方爭議案發時在禾笛街有否發生非法集結，因現場沒有人聚集，亦沒有人大聲叫囂及以粗言穢語辱鬧警察，而被告當時只是向楊屋道方向前行。[225]到2023年2月17日，裁判官李志豪指雖無直接證據顯示，被告於被捕前的行為，其衣著、物品非違禁品，可能有其他用途，但強調當時沒有疫情、亦無下雨，被告戴藍色口罩、手持雨傘並不合理，質疑長傘可能用於攻擊警員。官續指，上述為示威者常見物品，加上被告身處有非法集結人群的區域，而「非法集結具高流動性」，唯一合理及不可抗拒的推論是，被告曾參與案發時的非法集結。最後裁定其罪名成立，還押至3月3日候判，期間索取勞教中心報告，但不排除監禁式刑罰，拒絕辯方提出索社服令報告。[226]就辯方稱檢控延誤，控方解釋 2019 年後案件增加，兼疫情下政府人員須在家工作。裁判官李志豪打斷指「其實我認同辯方嘅說法」，籲控方「你要公平啲」。裁判官考慮到被告沒悔意，當時正值社運高峰，加上報告指他不適合判入勞教中心，因應延誤減刑 1 個月後，判處被告監禁 5 個月。[227]

## 11日

### 傳政府利用緊急法實施停市
網上有傳聞指政府會實施「緊急法」宣布停工、停巿及停學，政府發言人表示絕無其事，並呼籲市民切勿誤信謠言，以致引起不必要的混亂或恐慌。

### 十二所大專院校停課
由於公共交通服務受到嚴重影響，各區可能出現衝突事故，全港有十二所大專院校，包括中大、港大、教大、浸大、嶺大、城大、理大、科大、樹仁大學、公開大學、恒生大學和職業訓練局均宣布本日停課。下午，各院校再陸續宣佈由於情況仍未明朗，12日繼續停課。理大亦宣佈12及13日舉行的建設及環境學院畢業典禮延期。

### 紀念日大三罷（黎明行動）
網上有人號召早上7時發動「黎明行動」，屆時18區再集合，各區各自行動，而目標只有一個，即「全城癱瘓，強制罷工」。「全港大三罷」當中包括罷工、罷課及罷市。 網民還藉著中國大陸雙11「光棍節」，呼籲罷買淘寶。
網民呼籲癱瘓港鐵網絡和各主要道路，包括青山公路元朗段、屯門公路、吐露港公路、大埔公路－馬料水段、馬鞍山路、沙田正街、美田路、興芳路、德士古道、龍翔道、清水灣道、環保大道、長沙灣道、彌敦道、亞皆老街、紅磡海底隧道、夏慤道、遮打道、西區海底隧道、軒尼詩道、東區走廊、東區海底隧道、香港仔大道。
示威活動造成多個港鐵站、輕鐵站需要提早關閉，並有多條巴士線需要改道或停駛。亦有多人受傷。除此以外，有多間商場、機構和銀行需要提早關閉。整日示威活動持續長達17小時。警方發聲明強烈譴責激進示威活動。行政長官林鄭月娥與四名局長一同見記者，嚴正表明示威者不會得逞，並呼籲全港強烈譴責暴力，同時指破壞性、摧毀性的暴力可能使香港踏上不歸路。
在示威期間，輿論批評警方進入多所大學進行驅散，包括香港理工大學、香港中文大學和香港大學，警方則指有權進入執法。

### 交通警員槍傷示威者
在西灣河太安樓對開，有大批示威者於西灣河的筲箕灣道及太安街交界，以垃圾及雜物設路障。一名交通警趕至，人群散開，其間一名穿白色外套、戴口罩的示威者從人群走出，并向警員叫罵挑釁，警員遂拔槍指向示威者，二人相距不足兩個身位。白衣示威者走前與警糾纏并挑釁，警員槍口一度貼着示威者胸口。此時兩名黑衣示威者走近，其中一人向警員佩槍方向伸手，疑似欲阻止警察開槍，但未成功觸及枪支，持槍警員随即朝其右邊胸腹位置開一槍，另一人被懷疑欲取去警員手槍。本來與警員糾纏的白衣示威者抱着警員腰部，警員向撲上前的黑衣示威者方向連開兩槍。及後一名警員到場增援，協助制服兩名倒地的黑衣示威者。開槍的警員繼續持槍戒備，另一警員則拔出警棍。其中一名中槍黑衣示威者一度站起來並嘗試逃跑，但很快便再被警員制服，之後被送上救護車送院。中槍的21歲示威者送往東區醫院搶救。
中午時分，三名少年在西灣河聖十字堂被警察截查，其後警察有由後門進入教堂內，警方聲稱教堂是犯罪現場，將之封鎖。天主教聖十字架堂執事陳玉強表示，警方在教堂內拘捕5人，當他上前詢問時，警方指被捕者曾經在路上掉磚頭。他說自己無權阻止警方捉人，但群眾認定他是有權的，喝罵他及推撞。有救護員表示，另一名救護員曾接觸兩名在教堂被捕人士，兩人都表示被打。其中一人流鼻血，神情呆滯，表示頸痛。該名救護員想為他檢查時，警方拒絕。

### 馬鞍山燒人事件
在馬鞍山廣場連接馬鞍山公園的行人天橋，有一名身穿綠色上衣的男子與示威者爭吵，有片段顯示該名男子曾在被破壞的港鐵站內追逐並與示威者互相拉扯，後有示威者上前向綠衣男淋潑懷疑易燃液體並點火，綠衣男即時全身起火，頓成火人，他向後跑並脫下上衣。另一名男子見狀上前追截點火的人士，而部分在場示威者在點燃後歡呼「好、好啊」。火勢其後熄滅，男子四成皮肤被烧伤，情況危殆。警方事發後封鎖行人天橋調查及搜證，檢查垃圾桶，又查問商場保安。警方表示，下午近一時接報有人打架受傷，隨後接報有火警，正調查事件。

### 交通警員駕駛電單車衝撞示威者
早上約8時，有示威者在新都會廣場對出馬路以雜物築成路障，期間有示威者與交通警察發生口角。有一名交通警察駕駛電單車向前，多次做出衝向示威者人群的动作（其中一次撞向示威者人群），導致兩名示威者受傷。現場消息稱被撞者右腳扭傷，後腦與右額近太陽穴位置紅腫，失去意識約15分鐘。警察公共關係科總警司謝振中指此事事態嚴重，高度關注，涉事警員已暫停一切前綫工作，並即時休假，案件交由新界總區進行調查。謝指當時在葵芳有一名警員被示威者用「不明的化學物品」噴面，短暫失去視力，另一名警員上前支援，駕駛電單車在示威者之間「穿插」，期間被示威者襲擊。民權監察王浩然指出警員做法不合規，形容做法危險，對駕車的警員和所有人也非常危險。

### 將軍澳中學生集會
超過20間將軍澳區中學下午在將軍澳單車館舉行聯校罷課及譴責警暴集會，過千名學生齊集單車館公園抗議警方濫暴。前立法會議員黃毓民到場聲援，批評香港政府及警察透過不同暴行，要「與下一代結下不共戴天之仇」，又斥責整場運動的罪魁禍手是行政長官林鄭月娥，並不是上街抗爭的年輕人。

### 日本觀光客被示威者毆打
11月11日，大批示威者下午在旺角弥敦道及亚皆老街交界堵路。期间一名日本游客途经拍照片，被误为大陸人，最后被示威者“私了”，头部受伤流血，在场有穿反光衣的急救员为他治理伤势。

### 无綫电视台庆特别节目临时更名
11月11日，有觀眾留意節目宣傳短片时发现，无綫电视翡翠台將會在11月19日晚上8時半播放《珍惜香港 發放娛樂 TVB 52年》特别节目，而该节目即为沿用多年的《萬千星輝賀台慶》。对此，無綫电视製作部表示「我們是一個與香港人一起成長的電視台，同喜同悲。今日，香港社會正面對矛盾與困惑，在今年TVB生日的這個日子，我們覺得最合適的主題就是『珍惜香港』，至於『發放娛樂』，就是TVB的天職。希望透過『珍惜香港 發放娛樂』為香港人注入正能量，為香港打氣。願大家一同攜手，珍惜我們的香港，願香港變回一個開心溫暖的地方」。而台慶節目亦因社會問題及安全理由由直播形式改為錄播形式。

### 謝振中告別警方記者會
警方因應反修例示威，八月初起多次舉行四點鐘記者會交代重要事件及回應傳媒提問。負責主持記者會的警察公共關係科總警司謝振中早前宣布即將調離崗位，但未有提到具體日子，在11月11日警方記者會結束前，他突然宣布「今天是最後一次發言人工作」，顯示他快將離開警察公共關係科。雖則是這樣，但謝振中在之後的11月13日、11月14日和11月15日都有主持警方記者會。

### 楊學志遇襲事件
楊學志因工出差到香港。剛巧遇到了黎明行動，被示威者用鐵槌襲擊，導致頭骨破裂，手部骨折。

## 12日

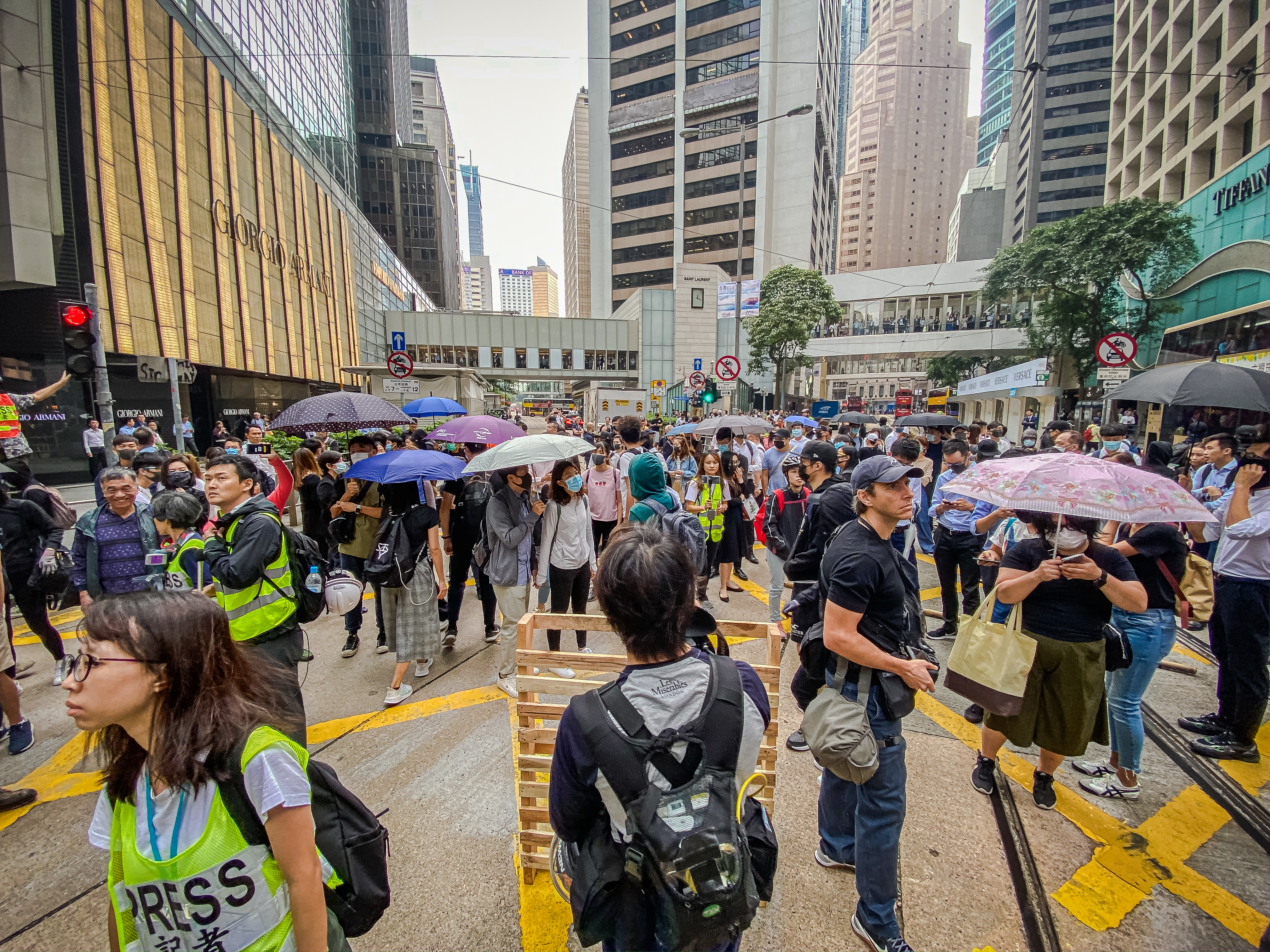
11月12日中午，不少人參與在中環發起「和你Lunch」活動，在中環德輔道中一帶集結

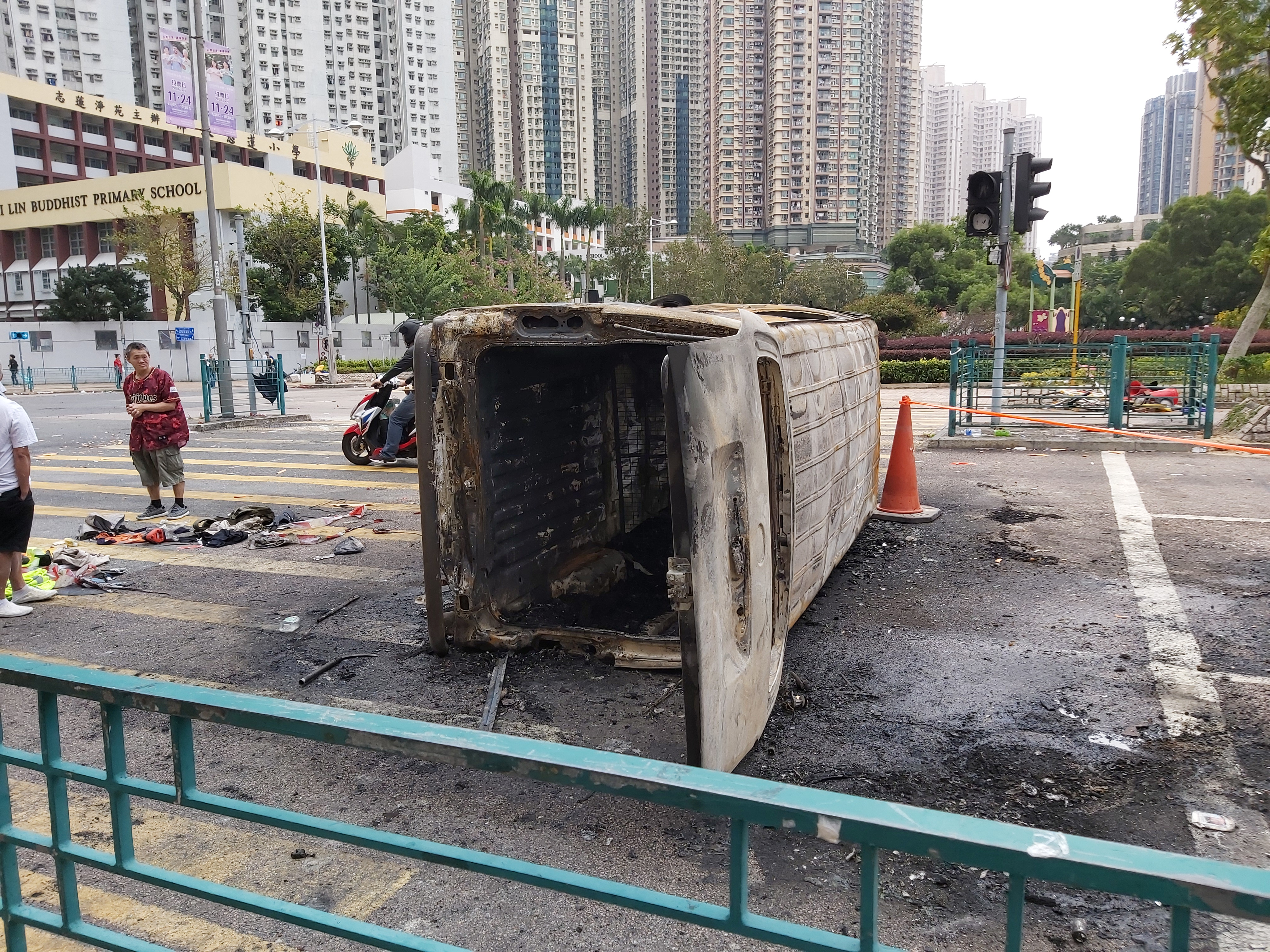
在將軍澳，有車輛被破壞

部分中學、小學、幼稚園及特殊學校自行停課。

### 破曉行動
網民號召早上6時半開始舉行「破曉行動」，揚言再度癱瘓交通、罷工罷課及堵塞道路。網民警告利用多種手段癱瘓交通，例如會利用巴士充當路障。利用鑽將鐵枝固定在馬路路面，破壞途徑車輛的車胎或做路障。又建議將水管剪斷插上多枚鐵釘，破壞途徑車輛。網民甚至提出利用工具打開路面渠蓋或扭開消防喉射水。
多名警察使用催淚彈、警棍、布袋彈等武器攻擊示威者。在歌和老街城大宿舍外，有指揮官甚至命令前線警員要求他們開槍打頭。全日連場衝突導致多人受傷，包括示威者和市民，也有多人被警方拘捕。
晚上，在上水站有東鐵綫列車被投擲汽油彈縱火焚毀；沙田富豪花園外有一輛警車被縱火，燒剩支架；屯門時代廣場外，一輛城巴雙層巴士疑被人投擲汽油彈起火。
次日警方新聞發布會表示，12日示威者在香港投擲超過400枚汽油彈，數目是過去五個月警方見過最多的一次。而警方當天一共使用1567枚催淚彈、1312橡膠彈和380布袋彈。

### 英國領事館外留守
約十名示威者自11月12日起，在英國駐香港總領事館外紮營留守，希望透過英國大選，喚起英國對香港一國兩制情況的關注。

### 香港中文大學衝突
香港中文大學近吐露港公路和東鐵綫路軌位置早上有示威者響應「三罷」，向橋下投擲物件堵塞道路。警方通過二號橋進入校園，與學生和示威者對峙，雙方僵持，示威者於馬路上擺放大量磚頭堵路。警方其後進攻中大，施放催淚彈和胡椒噴劑等。中大校長段崇智和前校長沈祖堯先後介入，調停衝突。副校長曾一度與警方達成共識希望雙方停火，警方其後出動水炮車於中大範圍內發射藍色催淚水劑。警方解釋是由於示威者不遵守承諾不斷向警方防線前進及攻擊，警方才採取驅散行動，亦指出警方並非要攻入校園，而是由於有人犯法才採取驅散和拘捕行動。

### 九龍塘中學生人鏈
下午約4時半，數十名身穿校服、戴上口罩的中學生於九龍塘教育服務中心組織附近小巴站聚集，並承認特意到場組人鏈。在教育服務中心門外，目前停泊3部警車，期間有6名年輕人停留，隨即被警員上前截查。

### 韓國KBS電視台播出自稱香港警員訪問
多個傳媒報道說，韓國知名電視台KBS播出一個長約48分鐘的自稱現職香港警察訪問。節目深入探討過去5個多月警察對示威者濫暴及被指對示威者性侵的情況，包括元朗7·21事件、8·31太子站事件、陳彥霖案及指控遭遇警方性暴力的中大學生吳傲雪個案。受訪者指出元朗事件是警隊高層向元朗警區下命令不可以向事件現場快速支援，製造「無警時份」，使市民覺得需要依賴警隊；陳彥霖案警方原懷疑屬謀殺案，因全裸浮屍太少見，但其後內部改變調查方向禁止向謀殺方向調查，遂改列屍體發現案，而無綫電視陳母訪問片段亦為造假。報道又補充說KBS電視台於韓國國內有很大公信力。
在警方例行記者會上，江永祥指該名聲稱警員蒙面、戴上口罩及匿名，無從分辨他是否真的警隊同事，並強調訪問中對警隊的指控全都是惡意中傷，又指近月太多藏頭露尾匿名的人，如掌握證據，應脫口面罩，作出投訴。

### 建制派促政府設「止暴辦」抗暴
建制派立法會議員發表聲明，譴責示威者連日堵路、向港鐵車廂投擲汽油彈，以及向持不同政見市民潑易燃液體後點火等，建議政府成立跨部門小組應付暴力事件。

## 13日
教育局宣布學生家長可視乎情況，決定子女是否上學，並應盡早通知學校；而部分學校亦自行宣佈停課。

### 晨曦行動
網民再度號召，在清晨7時發起「晨曦行動」抗議，號召示威者繼續癱瘓交通，以及罷工、罷課、罷市，堅持爭取訴求。

### 包围港交所
有香港民众响应网络号召，于午饭时间与中环一带展开快闪行动，揚言包圍港交所，并与警方发生对峙。

### 銀髮族前往領事館尋求國際援助
早上，有銀髮族前往美國領事館和英國領事館向國際社會發出SOS求援信，尋求國際關注和國際援助。銀髮族手舉「SOS」、「止警暴」等標語，高呼「fight for freedom、stand with hong kong」等口號。銀髮族隊伍先後來到美英領館遞交求援信，尋求國際關注和國際援助。美英領事館人員到場接信。

### 中大學生會申請臨時禁制令
香港中文大學學生會透過律師團隊，向高等法院申請臨時禁制令，要求法庭禁止警方在沒有搜查令或合法理據的情況下進入中大校園範圍，且在沒有中大校方的要求下不能再於校園內使用武力。高院開庭處理禁制令申請，最終駁回申請，不批臨時禁制令。

### 多所大学学期提前结束
香港多所大学宣布提前结束学期停课，取消该学期余下课程。香港中文大学宣布学期“即时结束”，至翌年1月6日开学。香港理工大学、香港恒生大学宣布本周课程全部取消；另外香港科技大学、香港浸会大学决定取消该学期所有课程，改以网上授课形式。

### 夜馬賽事取消
香港賽馬會宣佈11月13日當晚跑馬地馬場舉行之夜馬賽事取消，12間投注站亦暫停服務，是自9月18日以來第二次取消夜馬賽事。

### 叱吒903改播特備節目
「三罷」行動中，商業二台叱咤903在社交平台宣布，由早上10時至晚上7時停播所有節目，改為播放特備節目《還我們公義903個個為什麼？》。聽眾可以透過WhatsApp寫下想向政府提出的問題，並經過揀選在電台播出。

### 老翁疑被黑衣人所擲的磚頭擊中頭部
13日約12時，在北區大會堂對開的龍運街，有一批人士與一批示威者疑因清理路障的問題發生衝突，雙方手持長棍等物品互相攻擊，期間一名70歲男子懷疑被穿黑色衣服的人用磚擲中頭部。他即時倒地，頭部嚴重受創。受傷的男子倒地後，雙方繼續發生衝突，示威者離開後，其他人士將受傷的男子抬到一邊等候救援。他之後被送往北區醫院，再轉送至威爾斯醫院神經外科接受治療，警方新界北重案組正調查案件。當晚，有報道指該傷者瀕腦幹死亡。

### 荃灣黑衣男墮樓不治
晚上10時許，有人發現一名身穿黑衫褲的男子在荃灣嘉里物流中心附近倒臥血泊之中，口部流血，救護員接報到場，發現他身體多處受傷，送往仁濟醫院救治，延至深夜證實不治。有消息指，據死者傷勢推測，懷疑從高處墮下。

### 天水圍青年疑被催淚彈擊中頭部
晚上9時許，天水圍警署外有大批示威者聚集，示威者包圍警署並不斷投擲汽油彈，警署的前門及後門火光熊熊，防暴警在天水圍警署天台施放催淚彈作出驅散。據現場目擊者稱，嘉湖新北江商場當時有多枚催淚彈從天而降，示威者四處閃避，其中一名男子走避期間，疑被催淚彈擊中頭部，他當時頭破血流，失去意識，由義務急救員抬走。該名15歲青年頭部疑中催淚彈陷入昏迷，由救護車送往屯門醫院搶救。基督教信義會香港信義會社工竺永洪到院協助，竺指少年送院時昏迷不醒，經4小時的緊急手術後，已清除腦部瘀血及顱內壓力，但仍待甦醒。少年其後在深切治療部留醫，情況危殆，仍未脫離危險期。

### 政府高層禮賓府會議
政府高層官員晚上在香港禮賓府舉行會議，多名局長包括食物及衞生局局長陳肇始等人的座駕，在晚上10時左右陸續抵達禮賓府，官員約午夜12時陸續離開。官員進入禮賓府開會期間，一批防暴警察在禮賓府外戒備。外界傳聞可能會頒布宵禁或戒嚴平亂，也可能取消11月24日的區議會選舉。政務司司長張建宗後來指此會議只是政府高層的普通會議，安排晚上舉行會議是因為政府高層比較忙碌，要較晚才能會面。

### 樂施毅行者取消
樂施會發表聲明指，鑑於近日社會及交通運輸情況，為了保障過萬名毅行者、支援隊伍及義工的安全，經慎重考慮後，「樂施毅行者2019」將會取消。

## 14日
全港中學、小學、幼稚園及特殊學校本日停課。

### 曙光行動
網民再發起「曙光行動」，並號召示威者，早上7時開始癱瘓交通。示威者多日利用各種手段癱瘓交通，例如會利用巴士充當路障；有網民直言今次要經濟「攬炒」，又提出封警察宿舍，見到警車就用棍攻擊，再出投石器發射磚頭等。

### 立場新聞記者稱長出氯痤瘡
人稱「立場哥哥」的立場新聞記者陳裕匡於Facebook透露證實長出氯痤瘡，他指近期有記者和前線示威者在通訊軟件亦表示中招。由於氯痤瘡是人體積存高濃度二噁英的唯一可確認表徵，陳質疑警方施放的催淚彈很可能是他們攝入二噁英的源頭。警方記者會上，行動部高級警司汪威遜對有人將二噁英聯繫上警方催淚煙「摸不著頭腦」，他引用醫學文獻指合法使用CS催淚氣體可以安全進行驅散，又指自己任警察機動部隊教官多年，認為自己接觸催淚氣體的經驗比任何一個人多，至今仍沒有試過長出氯痤瘡。

### 元朗撐警遊行
下午時分，有人在元朗發起撐警遊行，有逾百人參與，沿元朗大街前往元朗警署。遊行人士當中不少人戴有橙色臂章，部分人身穿墨綠色上衣、戴有口罩或白色帽，他們手持標語，沿途叫口號，帶領隊伍前行的人士途中表示稱他們會自己保護自己，不用解放軍。

### 消防救護打氣集會
有人在中環愛丁堡廣場發起於晚上7時半舉辦「消防救護打氣集會」。集會開始前，已有數百名市民來到，現場掛起了消防救護給予市民的心聲，如「盡忠職守、服務市民。」、「作為香港人嘅紀律部隊去守護我最愛嘅香港人，做份內事根本唔需要表揚。」、「年青人係我嘅瑰寶。」

### 聲援港隊
香港對巴林的2022年世界盃外圍賽晚上8時在香港大球場上演，有市民發起在開場前進行「願贏波歸香港」大合唱。大批球迷7時許陸續入場，附近有10多名防暴警維持秩序及戒備。

### 優品360公開閉路電視片段
早前有相片在網上流傳，並指優品360一間元朗分店被示威者破壞後，一名警員在店外手持紅罐物體，被指疑從店內拿取可樂。警方其後在記者會上表示，相關物件為小型滅火筒。優品360晚上發文，指為釋除公眾疑慮，公開相關閉路電視片段，而影片中部分人物的面容已經電腦效果遮蓋以保障私隱。從相關影片中可見，警員進入分店調查期間，另一名警員其後走入店內，在其肩膀位置放有一個疑似為小型滅火筒的物體。

### 習近平公開回應運動
中共中央總書記兼國家主席習近平在巴西出席金磚國家領導人會議時提到香港的抗爭運動，表示持續的激進暴力犯罪行為，破壞香港的繁榮穩定，嚴重挑戰「一國兩制」原則底線，止暴制亂、恢復秩序是最緊迫的任務。

### 被磚頭擊中頭部老翁不治
在11月13日，上水有黑衣示威者與不同政見市民爆發衝突，雙方互相投擲磚頭，混亂中一名70歲清潔工頭部受傷。威爾斯親王醫院證實，一名70歲男子因頭部受傷，11月13日由北區醫院急症室轉送本院神經外科。病人情況持續惡化，於11月14日晚上10時51分宣告不治。院方對病人離世深感難過，謹向家屬致以深切慰問，並會提供可行協助。有關個案會轉介死因裁判官跟進。

### 公益金百萬行—香園圍公路活動取消
香港公益金表示，因應社會狀況及預期交通情況，並考慮到參加者及協助義工團體的安全，原定於11月17日舉行的新界區百萬行將會取消。

### 郑若骅访英期间遇袭
伦敦时间2019年11月14日，香港律政司司长鄭若驊在英國倫敦出席特許仲裁學會所舉辦的講座「Alexander Lecture 2019」期間，遭多名支持反修例示威者围堵，示威者亦高呼「五大訴求缺一不可」，并不斷指罵她「殺人犯」、「可恥」等，而鄭若驊也在混亂中跌倒。郑若骅事后发表声明，对有关暴徒令她身体受到严重伤害表示严厉斥责，并严词批评任何形式的暴力及极端主义，假借追求政治为名剥削他人的合法权利，有关行为对香港以至任何一个文明地方均是百害而无一利。香港特区行政长官林鄭月娥表示強烈譴責襲擊行為，并對事件表示憤慨，批評襲擊行為野蠻，超越文明社會底線，期望當地警方積極跟進，將涉案者繩之於法。中國駐英國大使館发表声明，对此事件表示強烈憤慨和嚴厲譴責，并要求英國警方予以徹查，將肇事者繩之以法，並加強對中國在英人員和機構的安全保衛。中国外交部驻港公署负责人表示强烈义愤和强烈谴责，敦促英国政府和警方切实负起责任，将犯罪分子绳之以法。中国外交部发言人耿爽在例行记者会上就此事表示强烈愤慨和严厉谴责。

## 15日
全港中學、小學、幼稚園及特殊學校本日停課。

### 旭日行動
網民接連發起四天三罷行動後，再發起「旭日」三罷行動。

### 政府出動民安隊清理路障
政府面對各區堵路，保安局緊急事故監察及支援中心在11月14日開始動用民安隊協助清理堵路的路障，派出兩隊人，每隊各20人協助清理道路，若工作地點有可能出現的暴力或示威衝突，隊員將撤離。但一日之後，即11月15日，就引來民安隊員不滿反彈，發起聯署，指責民安隊管理層罔顧隊員安全。

### 政府委任特別任務警察穿懲教制服執勤
政府宣佈警務處處長根據《公安條例》委任不多於100名懲教署人員為特別任務警察，並且已經完成宣誓。警方會提供基本及實地現場的訓練，他們執勤時會穿上懲教制服，肩章會用中英寫明是特別職務警察。受過防暴訓練、俗稱「懲教飛虎」的懲教緊急應變隊將會是第一批被委任的「特務警察」會協助警方防禦政府建築物及押解被捕者等。

### 香港科技大學悼念會
香港科技大學學生會於下午3時在科大校園內舉辦悼念會。科大賽馬會大堂中間有約200人聚集。現場有學生代表及袁天佑牧師輪流發言。悼念會開始時，科大校外有警車停泊，車上有4名防暴警察。

### 「查警暴、止警謊」遊行

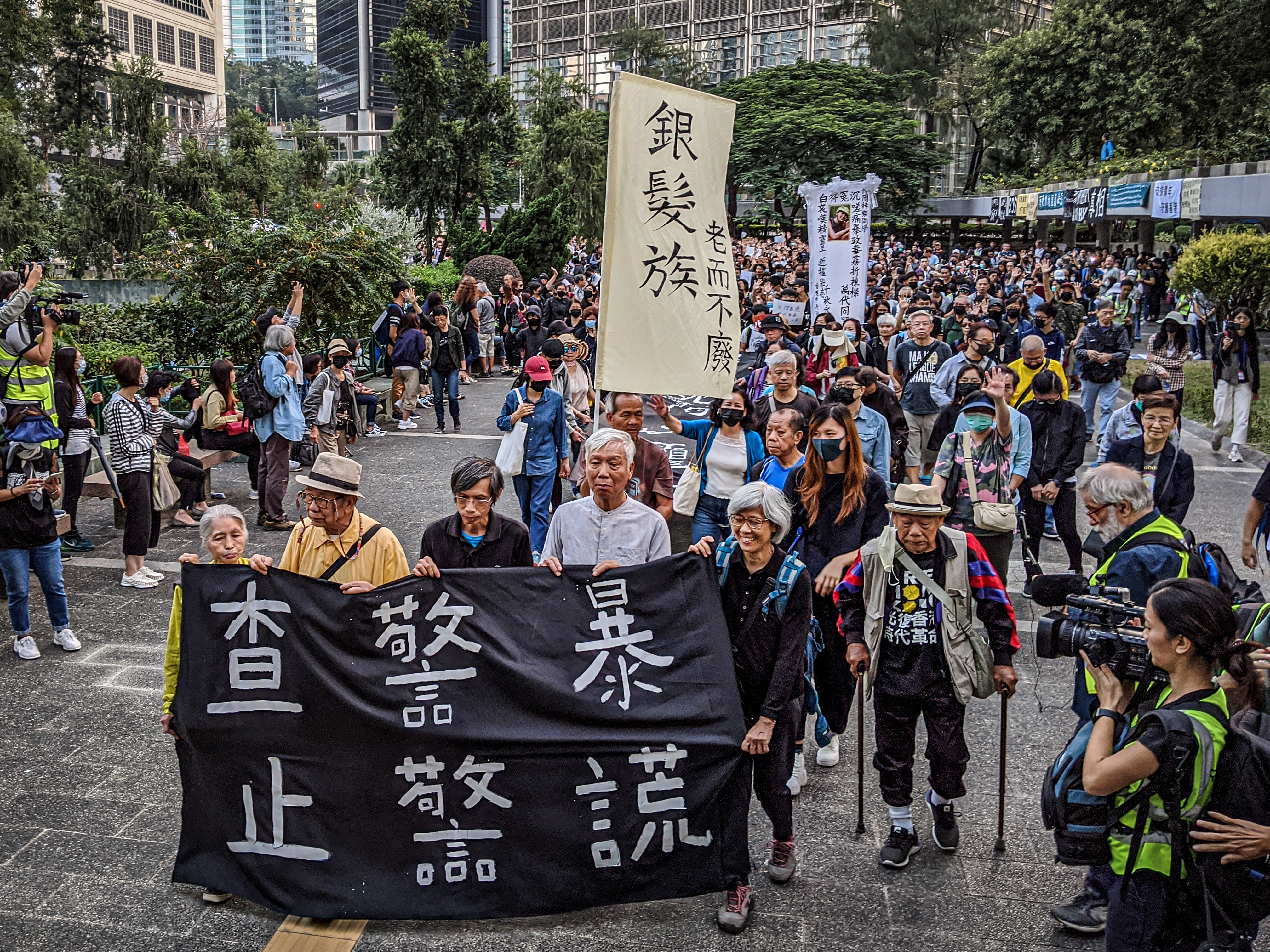
「查警暴、止警謊」遊行现场

有網民發起「查警暴、止警謊」銀髮族集會遊行。下午4時15分，逾100名市民在遮打花園聚集，大部分人戴口罩，亦有人帶同小朋友出席活動，大會先為近月逝去的生命默哀1分鐘。下午5時從遮打花園出發，遊行至公民廣場。

### 市民悼念被磚頭擊中老翁
一名70歲食環署外判清潔工疑被磚擊中頭部後不治，警方將案件改列謀殺案，以及轉介死因裁判官跟進。在案發地點附近的北區大會堂門口，約70名市民到場悼念死者，有人放置了白花及花牌悼念，並貼上「沉冤待雪」四字。

### 張建宗拒絕答應中大示威者訴求
佔據香港中文大學二號橋的示威者要求政府24小時內答應訴求，包括承諾區議會選舉如期舉行，並要求政府承諾成立獨立調查委員會、釋放被捕人士，否則會再次堵塞吐露港公路，政務司司長張建宗表示不會答應任何條件。
最終，於晚上7時半，中大示威者再次堵塞吐露港公路所有來回行車線。公路被投擲大量汽油彈，大量車輛被堵塞。

### 九間大學校長聯合聲明
本港9間大學校長就香港目前時局發聯合聲明，表示香港目前正處於四分五裂的局面，當前的社會紛爭，已令大學校園化身成政治角力的場所，政府的回應至今未能有效化解危機，認為政府必須牽頭聯合社會各界，以迅速和具體的行動來化解這一政治僵局，呼籲社會各界共同努力，將和平與秩序帶回香港。

### 示威者退守中大

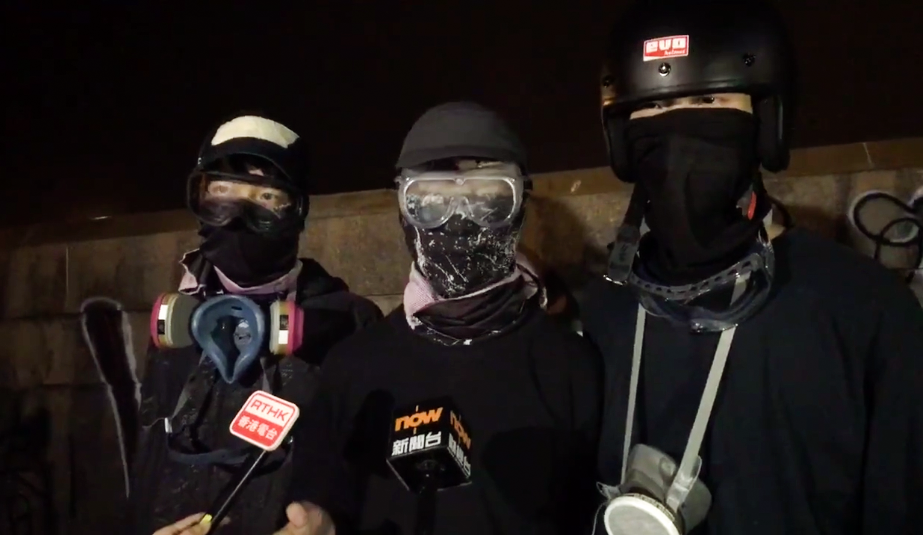
佔據香港中文大學二號橋的示威者於晚上10時左右決定退守

佔據香港中文大學二號橋的示威者於晚上10時左右決定退守已駐守4天多的中大，示威者陸續離開。

### 禁制令延期获批
香港律政司到高等法院为以禁制任何人非法地及故意地在网上平台传播煽动使用暴力的信息的临时禁制令申请延期，法官批准禁制令延期至另行通知或案件开审为止。

## 16日
全港中學、小學、幼稚園及特殊學校本日停課。

### 吐露港公路正式重開
工作人員清理吐露港公路示威者的雜物後，公路於當日中午隨即正式開通。

### 「反暴力、愛和平、撐警察、護安寧」集會

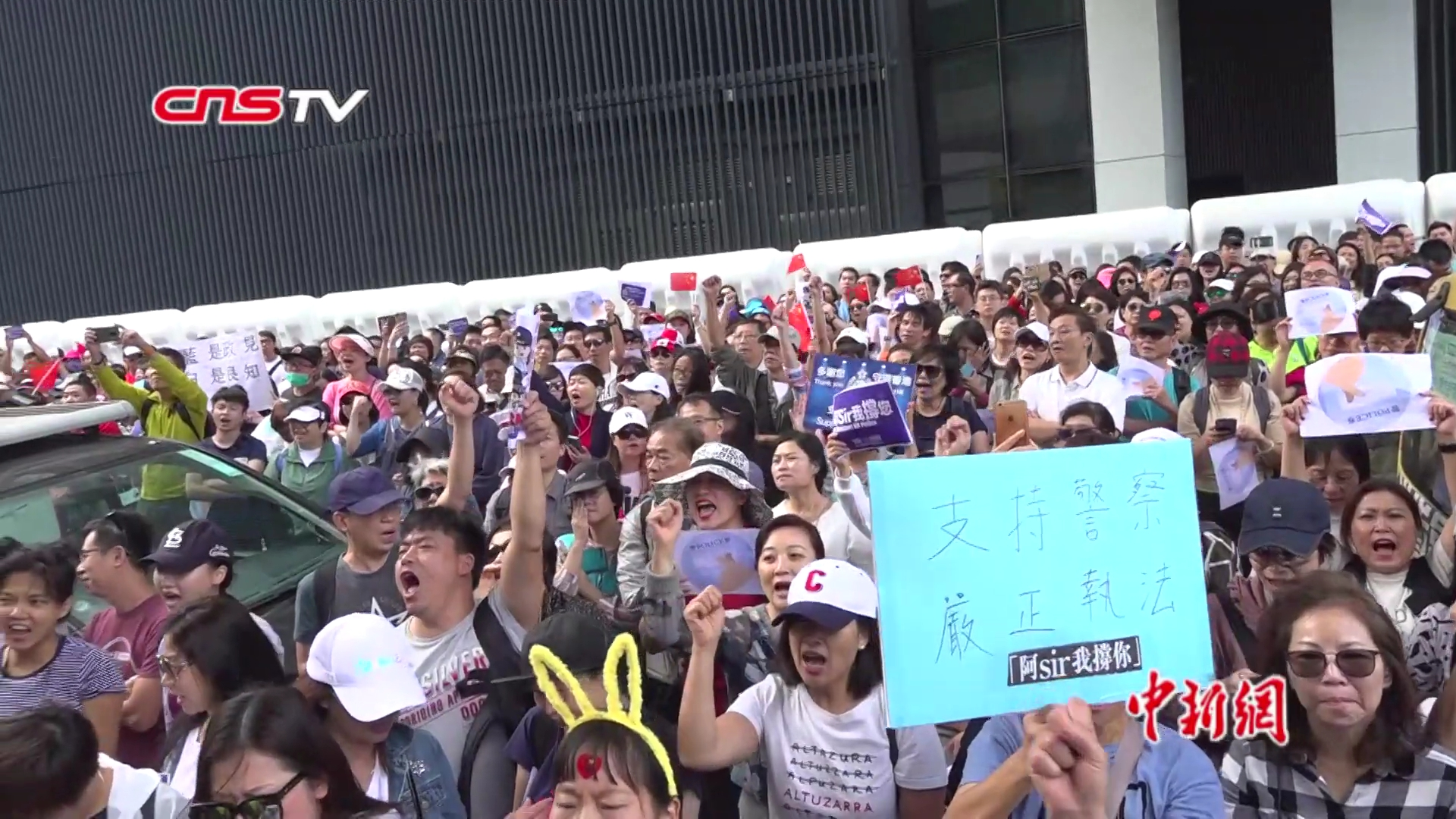
由中国新闻社拍摄的「反暴力、愛和平、撐警察、護安寧」集會

16日，有約500名市民到政府總部門外舉行「反暴力、愛和平、撐警察、護安寧」集會，期間有參加者包圍香港電台記者，市民指港台記者為「黑媒」、又高叫「解散港台」等口號，集會糾察其後上前勸止。更有集会者揮動国旗及區旗。

### 香港同志集會
原定舉辦的第10屆香港同志遊行，日前突接獲警方通知反對遊行，只批准集會。集會下午在中環愛丁堡廣場進行，是10年來首次，主要為爭取就「性傾向歧視」立法，令每個人不論性別、性傾向，都可獲平等的對待。有參與者對警方不批准遊行感到不解及失望，亦有人認為港府頒布的《禁蒙面法》會傷害到集會現場不願出櫃的人士，並剝奪他們做回自己的自由。集會期間有人大叫有關反修例運動口號。

### 各區清理路障行動

#### 薄扶林
在薄扶林道，有市民自發清理路面的障礙物，約有300人到場。眾人戴上勞工手套，清理現場的磚塊、鐵馬等。有人一度在校園內大叫阻止，並有人向人群投擲磚塊，雙方一度口角。其後，多名黑衣人坐在馬路靜坐，清理路障的人要求黑衣人離開不果，雙方一度指罵及推撞，有人一度在場投擲汽油彈，未有人受傷。其後，黑衣人離開，其中一名黑衣人不願離開，被其他黑衣人抬走。另外，有在場清理路障的人一度推撞現場記者。下午4時許，薄扶林道已可以讓車輛通過，而前行會成員林奮強其後亦有到場協助清理路障。

#### 九龍塘
九龍塘城大校外一段歌和老街、達之路與歌和老街交界的十字路口仍然被堵塞，橋下有兩名黑衣示威者留守。其後有約20個市民在浸會醫院對出的聯合道清理路障，移開地上散滿一地的磚頭及大型水馬，又拆除棚架。其後金城道已可行車。九龍城區區議員何顯明亦有到場清理路障。下午4時半，浸大旁有駐港解放軍著便裝從軍營步出，出發清理路障，有市民拍手鼓掌。清理路障的解放軍其後返回軍營，並劝导現場記者「這是軍事地區，請立即離開，感謝您的配合。」清理行動全程有防暴警戒備。

## 17日

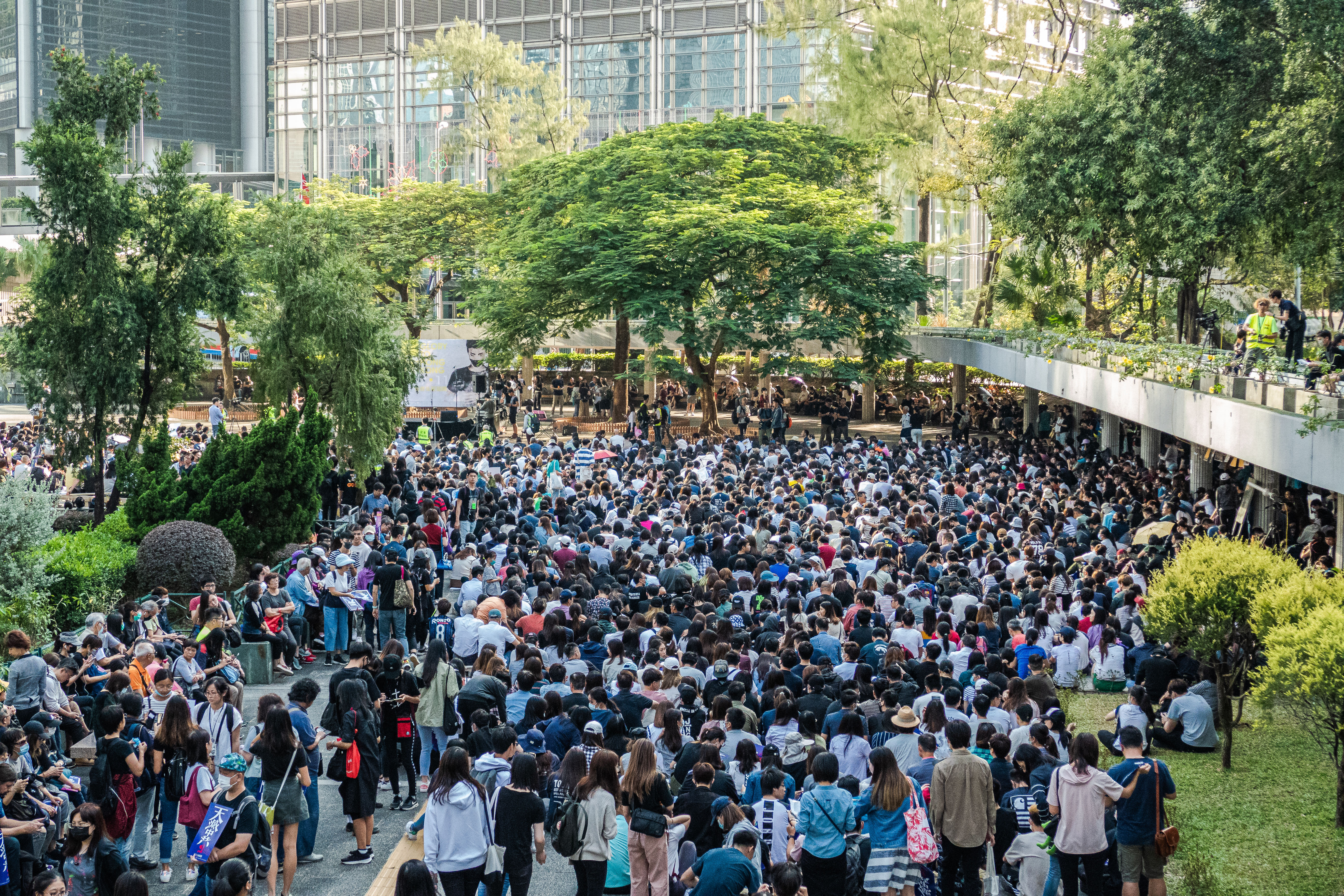
下午3時許，中環遮打花園「願祢榮光歸香港」集會

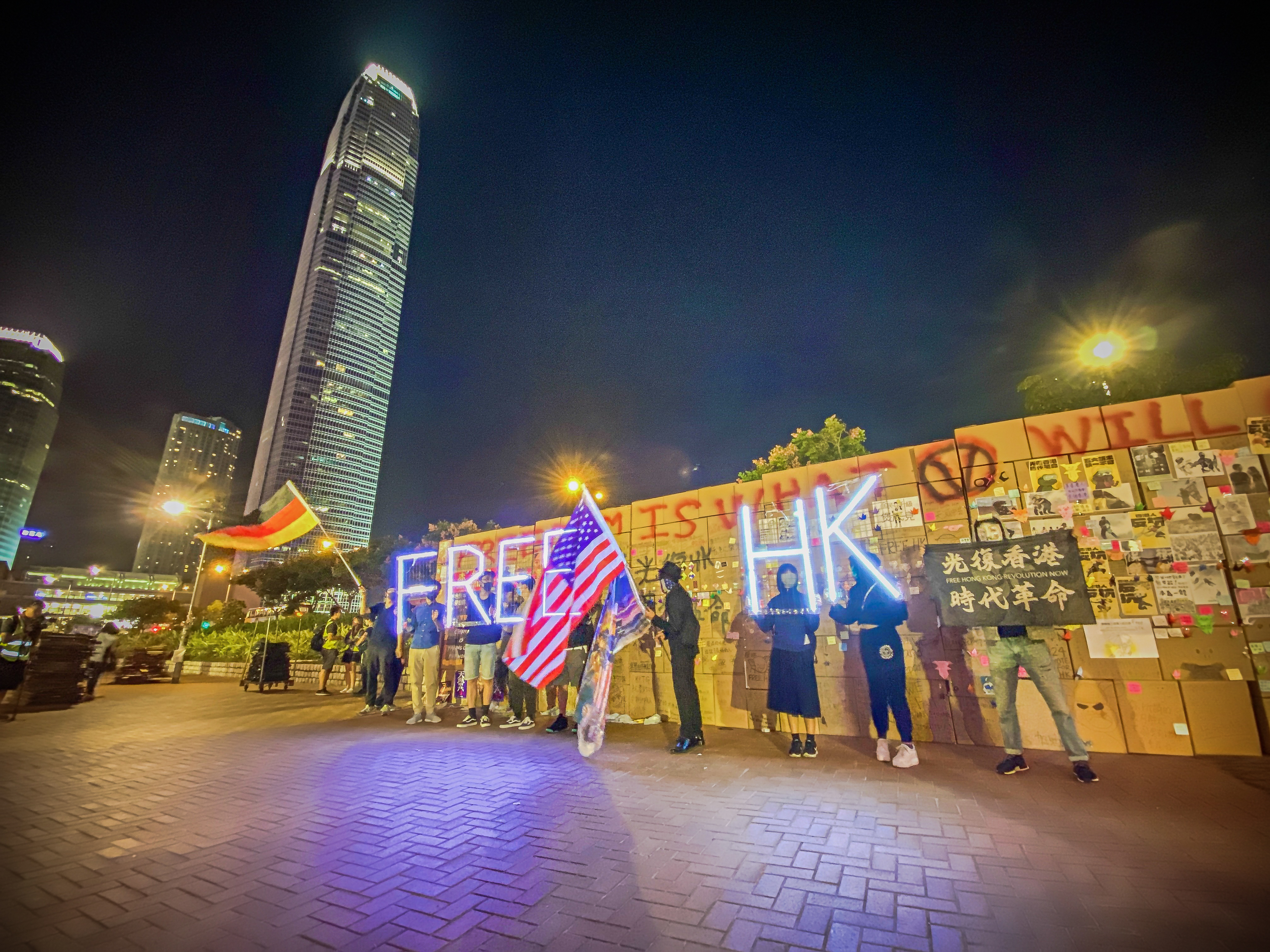
網民下午在中環愛丁堡廣場發起「東歐巨變30周年」集會，他們以紙皮箱砌出一幅「圍牆」

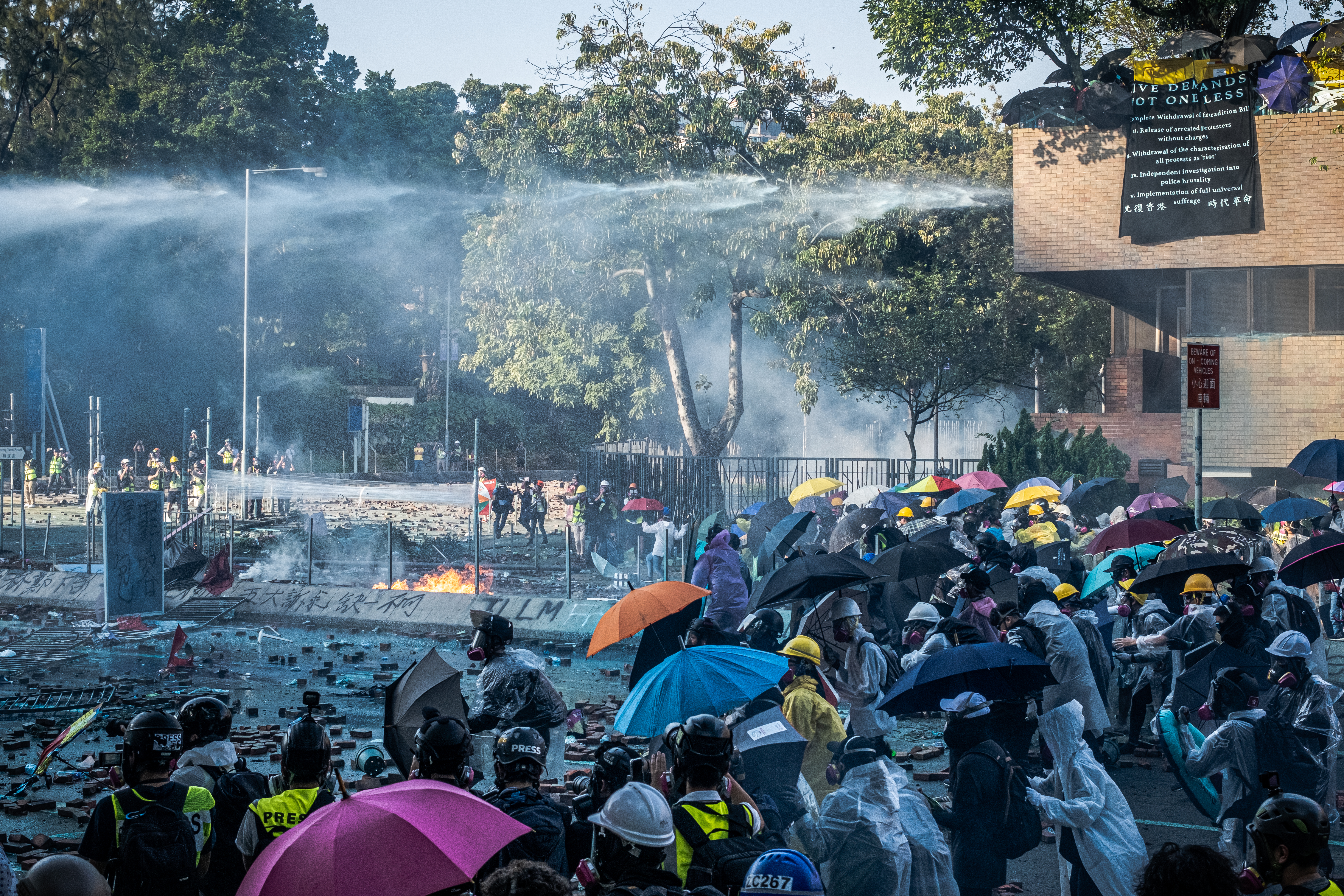
11月17日下午，香港警方派兩架水炮車以及一架銳武裝甲車，在香港理工大學進行清場

全港中學、小學、幼稚園及特殊學校本日停課。

### 政府封閉中大二號橋
路政署人員深夜將多塊石躉運到中大二號橋近中大校園一邊橋口，然後用吊臂車將石躉放置在路面，並將石躉疊起，封閉二號橋。政府表示，由於早前有人從二號橋向吐露港公路投擲汽油彈及雜物，導致公路不能行車，決定暫時封閉二號橋，確保道路暢通及使用者的安全。

### 「願祢榮光歸香港」集會和政府山人鏈
有網民下午3時許在中環遮打花園發起「願祢榮光歸香港」集會，他們手持標語及高呼口號，並高唱聖詩、《願榮光歸香港》及禱告，參與者坐滿遮打花園。
約5時許，集會市民繼續發起人鏈活動，主持人指示集會市民往長江集團中心方向走去，往政府山築人鏈。參加者打開手機閃光燈，人鏈路線由長江集團中心開始，經美國駐港總領事館，隊尾至到香港終審法院，其後再陸續返回遮打花園繼續集會。

### 東歐巨變30週年集會
有網民下午在中環愛丁堡廣場發起「東歐巨變30周年」集會，他們以紙皮箱砌出一幅「圍牆」，大會於晚上9時，召集在場的市民推倒紙皮牆，以模仿推倒象徵極權政府的柏林圍牆，推倒極權暴政鐵幕。

### 香港理工大学攻防撤離戰
11月17日下午，香港警方派两架水炮车以及一架锐武装甲车，在香港理工大学进行清场，警方也首次使用装甲车顶部上的声波炮，以声音干扰示威者。清场期间，有警察遭弓箭射伤和被钢珠击中。港警也发表声明，指出理工大学一带的暴力行为已达暴乱程度，并再次呼吁市民不要前往理工大学一带。由於香港理工大學成「勇武派」及各抗爭小隊的聚居地，港警把香港理工大學重重圍困，民間記者會更發出呼籲各區市民到場聲援，雙方再度展開激烈攻防戰，期間亦有大批市民響應號召到油尖旺，尖東一帶聚集，攻防戰直至深宵。

## 18日
全港中學、小學、幼稚園及特殊學校本日停課。

### 特別戰術小隊攻入理大正門

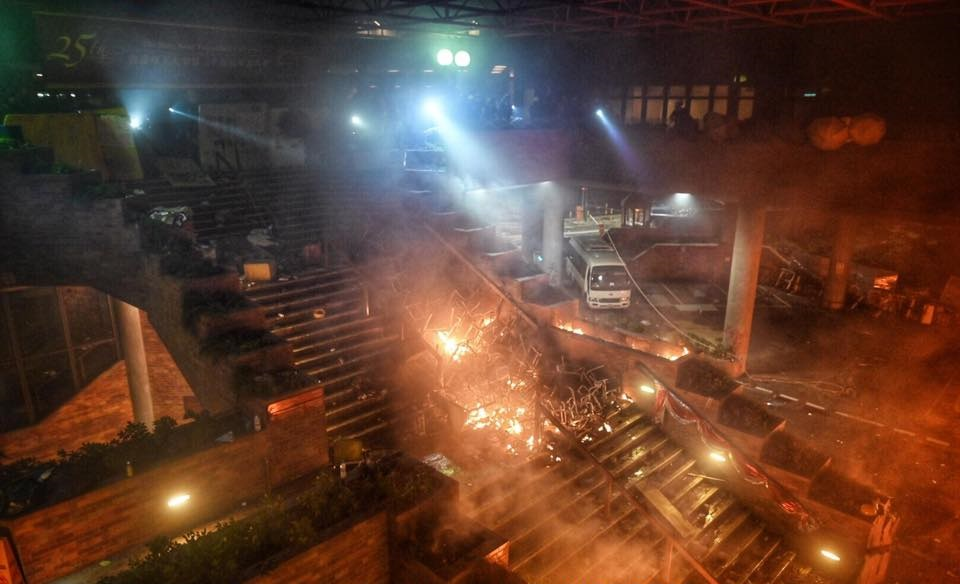
清晨時分，示威者焚燒在理大入口的路障

在清晨5時30分左右，警方特別戰術小隊攻入理大正門，一度攻入大學醫療避難處，現場留下大灘血漬，而理大學生校董李傲然更指警察從三方切斷示威者逃走路線，他亦同時指出有多名留守的示威者眼晴受傷，以及因被水炮車射出的液體而出現低溫症，不過因為所有義務急救員已被捕而無法得到合適的治療。理大學生會署理會長胡國泓表示，校內至少有500名示威者，有70至100人想嘗試離開，但還沒走到警方防線就被催淚彈逼退。
而在上午9時，一名在理大校園範圍內的香港電台記者按照警方的指示，前往警方指定的位置接更時，被防暴警察喝令舉高雙手前往警方防線檢查記者證和身份證，當記者向防暴警察解釋想接更時，防暴警指現場有大量危險爆炸品，要求記者經其他路線離開，期間全程被槍指向。此外，其他記者經過紅隧欲拍攝校園範圍情況時，亦被防暴警察禁止和要求關閉攝影機，同時指所有在理大範圍的人，都會被控暴動罪。其後接二連三有大量在理大校園的示威者及學生嘗試逃出警方包圍網，包括跳橋、跑公路及走下水道等方法。

### 高等法院裁定禁蒙面法違憲及暂停实施
香港高等法院裁定禁蒙面法違憲，判詞指出禁蒙面法對基本權利設加的限制超乎合理程度。由于高等法院裁決禁蒙面法的立法方式違憲，香港警方已暫停禁蒙面法的实施。

### 匯豐銀行結束「星火同盟」帳戶
有媒體披露，匯豐銀行以某銀行客戶聲援反修例抗爭，並把帳戶作為眾籌基金為由封殺該帳戶，對此匯豐銀行強調，該帳戶並未被「直接」凍結，之所以注意到該帳戶是因為客戶交易活動與開戶用途不符，銀行本身就會定期審視，與反修例抗爭無關。
支援被捕人士的「星火同盟」晚上在網上發文指，由於各種因素，該平台的匯豐銀行帳戶將於11月21日後停止運作，屆時平台將會暫時停止以銀行帳戶形式接收款項，並指帳戶內款項已獲安排妥善處理，將會以其他方式接收款項。

### 示威者九龍「開花」

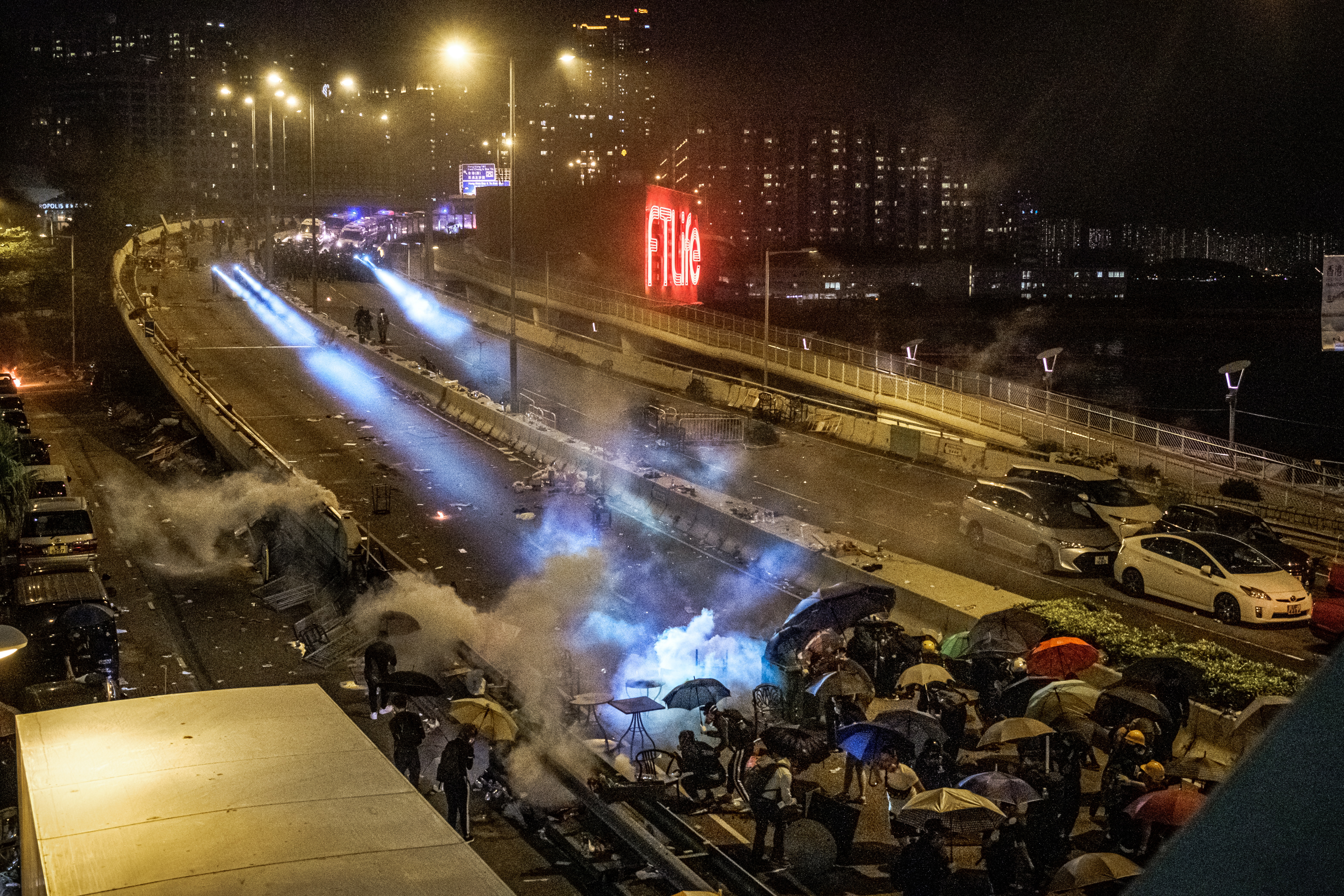
「全城出動救理大學生」行動，示威者一度佔領尖東紅磡繞道，防暴警察施放催淚彈驅散

11月18日上午10時45分，有示威者在柯士甸聚集，警方在柯士甸道發射大量催淚彈，有民居遭催淚彈射爆玻璃窗及被催淚彈引發的火警焚毀。
上午11時，警方於伊利沙伯醫院外發射多枚催淚彈，有示威者受傷倒地，有求診的孕婦表示擔心影響胎兒，在院內逗留數小時無法離去。院方因應情況，以膠紙封窗門，並暫停專科門診，暫停抽室外空氣，又派發N95口罩給員工。其後，被警方圍困的示威者三度嘗試突破警方防線，但均失敗告終。明報有引述警察消息的報導，指他們希望採取消耗戰「圍佢十日八日（將他們困上十天八天）」，謀盡拘最激進勇武派。下午4時許，在理大香港香港中華廠商聯合會樓突然起火，並冒出濃濃黑煙，現場曾傳出多下爆炸聲。數名消防員其後到場，並開喉救火。下午約4時半，火勢已受控。

### 柴灣已婚警察宿舍外遭汽油彈縱火
一名15歲，患有亞氏保加症及過度活躍症的被告承認於2019年11月18日在柴灣已婚警察宿舍外縱火，法官早期被判接受感化3年。不過律政司不滿原審裁判官判處3年感化過輕，批評被告欠同理心、上課仍會遲到和打瞌睡而提出覆核。法官認為未成年人士也要考慮阻嚇性，最後加刑判入教導所。男生父母聽到後情緒激動激動痛哭，更一度怒斥律政司：「賺埋啲咁嘅陰騭錢！」

### 社會人士赴校協助離開

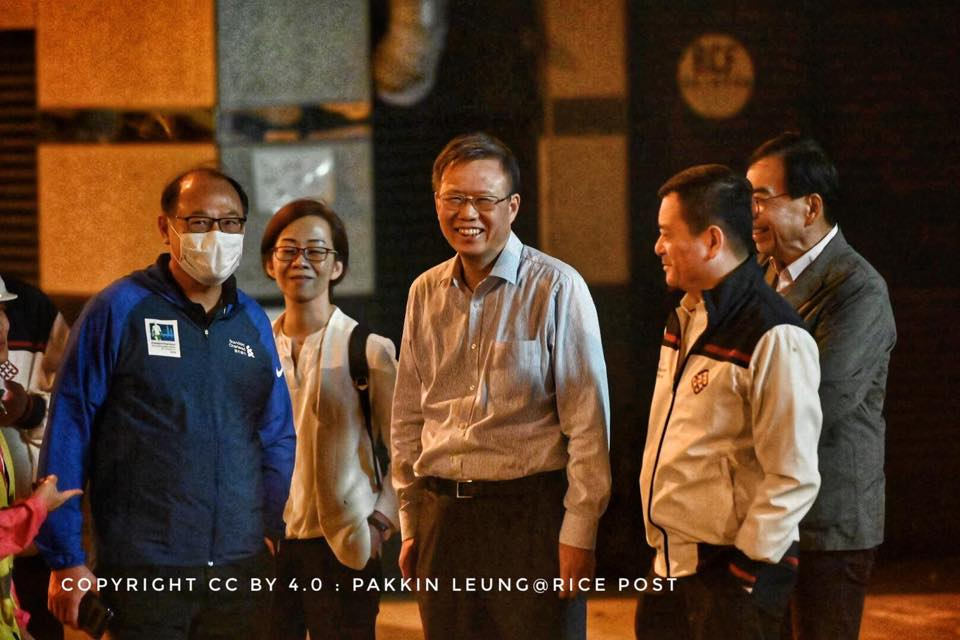
滕錦光與一眾管理層到校園視察

晚上曾鈺成、張達明、林大輝及一批中學校長，到理大游說示威者離場，表示離開校園的人將被警方拘捕，但並非等同認罪或投降，其中18歲以上人士，將即時被拘捕，18歲以下人士被警方記下資料後可回家；至於是否被檢控，則視乎是否有足夠證據。

### 周杰伦演唱会延期
19日中午，周杰伦香港演唱会主办单位宝辉娱乐在其官方Facebook表示，鉴于目前社会环境有未能预测之交通情况下，在顾及观众安全作为最大考量的前提，经主办方与相关部门多番商议，原定于12月6日至8日及13日至15日（共六场）举行的“周杰伦嘉年华世界巡回演唱会2019香港站”延期举行。主办方亦与相关部门协商延期演出之事宜，具体将于2020年1月底前公布。

## 19日
全港中學、小學、幼稚園及特殊學校本日停課。

### 多名被捕示威者在天台反綁趴地
網上有人號召「圍魏救趙」，11月19日凌晨3時許，警方在尖沙咀一帶掃蕩和搜捕期間，其中一名警員發現數十名示威者跑入厚福街7至7A的大廈內，之後樓梯及天台共拘捕5男6女。事後樓梯間拾獲大量可作非法用途的工具，包括雨傘、防毒面罩、濾罐、口罩、生理鹽水、望遠鏡和頭盔等。之後他們被指參與暴動，負責協助製作和運送汽油彈，為逃避追捕而跑入大廈內。其中22歲和27歲被告獲控方撤回暴動控罪。到2022年4月12日，區域法院法官林偉權指出逃跑不一定代表畏罪，不過由於政府及警方在案發前多次呼籲市民遠離油尖旺區，認為他們並沒有合理理由身處暴動現場，加上身上亦有示威者裝備，因而裁定他們並非旁觀者，而是蓄意裝備自己。他又強調各被告即使不作一聲，亦同樣構成參與暴動，認為他們的到場逗留是壯大人群聲勢。因而裁定3人罪成，需還押至5月3日求情及判刑。
另外，辯方投訴警方在拘捕各被告下，在天台將所有被捕者用雙手反綁，並命令他們臉朝下趴在地上。法官形容場面嚇人，也讓人不安。法官同時批評警員在警署為被告拍攝可證明犯罪的還原照片，如要求他們揹着涉案背包拍照，是剝奪被告緘默權，因而拒絕讓有關還原照片呈堂。

### 中国政府及全国人大回应禁蒙面法被裁定違憲
禁蒙面法被裁定違憲後，11月19日，新華社发表全國人大常委會法制工作委員會發言人臧鐵偉的发言，发言指一些全國人大代表對此判决表示強烈不滿，法工委對判決表示嚴重關切。法工委認為，憲法和基本法共同構成特別行政區的憲制基礎。香港法律是否符合香港基本法，只能由全國人大常委會作出判斷和決定，任何其他機關都無權作出判斷和決定。法工委亦认为，紧急情况规例条例符合香港基本法。香港高等法院原讼庭有关判决的内容严重削弱香港特区行政长官和政府依法应有的管治权，不符合香港基本法和全国人大常委会有关决定的规定。
同日，中华人民共和国国务院港澳办发言人杨光发表谈话，对该判决产生的严重负面社会影响表示强烈关注，并表示紧急情况规例条例的全部规定都符合基本法。禁止蒙面规例实施以来对止暴制乱发挥了积极作用。高等法院原讼庭的判决公然挑战全国人大常委会的权威和法律赋予行政长官的管治权力，将产生严重负面社会政治影响。

### 鄧炳強接任警務處處長
11月19日，中華人民共和國國務院依照《基本法》的有關規定，並根據時任行政長官林鄭月娥的提名和建議，任命鄧炳強接替盧偉聰出任警務處處長。警務處行動處處長蕭澤頤，亦於同日接替鄧炳強出任警務處副處長（行動），而副處長（管理）一職則繼續由郭蔭庶出任。自反修例风波爆发以来，鄧炳強曾多次與分區人員溝通，包括向前線表明不需要再尋求總部即可決定使用武力，又承諾會引入更多非致命武器，以及為警員家屬及休班警提供支援等，为前線警員提供支持。

### 留守理工大學示威者家長靜坐
十多名理工大學示威者的家長在尖東新文華中心外警方封鎖線外靜坐，希望政府及警方讓子女平安離開，承擔法律責任已非首要。協助家長的牧師向傳媒表示表示，目前仍有小部分未成年人在現場，期望學生可在入夜前離開。他強調，家長都認同，如果兒女真是違法，應該受法律制裁。

### 再次聲援港隊
世界盃外圍賽香港對柬埔寨今晚在香港大球場舉行。過去多場賽事亦有球迷以不同行動表達訴求，例如歌唱《願榮光歸香港》、叫口號等，估計約有5000人入場觀賞球賽。當播放《義勇軍進行曲》時，場內約三分之一球迷背向球場，亦發出噓聲，有人雙手高舉中指。

### 美国参议院通过《香港人权与民主法案》
2019年11月19日，美國參議院審議《香港人權及民主法案》及一條限制向香港出口彈藥的法案，在民主、共和兩黨議員先後發言後，兩法案在無須表決下取得「一致同意」通過。该议案经美国参议院通过后，全国人大外事委员会、全国政协外事委员会、中国国务院港澳办、香港中联办、中国外交部驻港公署、香港特区政府负责人均发表声明，均就此议案通过表示反对。中國外交部發言人耿爽再次發表談話，認為该法案罔顾事实、混淆是非、违反公理，玩弄双重标准，公然插手香港事务，干涉中国内政，严重违反国际法和国际关系基本准则，中方对此表示强烈谴责和坚决反对。外交部副部长马朝旭召见美国驻华大使馆临时代办柯有为，就此议案提出严正交涉和强烈抗议。

## 20日
全港幼稚園及部分特殊學校本日停課。

### 港鐵不合作運動
有網民再發起港鐵不合作運動，刻意阻礙列車車門關閉，當中觀塘線、荃灣線及港島線受影響，東鐵線和西鐵線更有部份路線暫停服務。其中，有五名就读于東華三院盧幹庭紀念中學學生存在阻礙港鐵車門關閉的行为。对此東華三院发表声明，認為事件嚴重，必定會嚴肅處理及跟進，絕不姑息。而校方也对阻礙港鐵車門關閉的学生口頭警告，亦將作出記過處分。

### 理工大學外清理路障行動
數百人下午在理工大學外聚集，手持膠袋、手套、掃帚等，響應號召在紅隧收費廣場附近清理示威者留下的路障。不過與警方商討後，拒絕人群進入封鎖線範圍。其後一行人改為到香港體育館平台及附近執垃圾。

### 郑文傑接受BBC採訪並聲稱被刑訊逼供
此前以嫖娼罪被內地公安拘留的英国驻香港总领事馆雇员郑文杰在英國廣播公司11月20日發佈的采訪視頻中稱，他在被拘留期间遭受「国保」人员刑訊逼供，被要求交代英国在香港反修例抗争中的角色，並被迫錄下承認「嫖娼」及「背叛祖國」的認罪錄像。而录像末尾，當主持人询问郑文杰是否有嫖娼時，郑文杰未有直接回答并指“我不想把关注点放在我是否嫖娼上”。

### 無綫電視押後《萬千星輝頒獎典禮2019》
無綫電視年度盛事《萬千星輝頒獎典禮2019》原定於12月15日舉行，網上有傳再次疑因社會問題推遲到來年1月舉行。無綫回應傳媒查詢，表示年底三大年度重要活動的詳情會在落實後公布。

## 21日
全港幼稚園及部分特殊學校本日停課。

### 成立社福界罷工委員會
社福界響應民間「罷工、罷課、罷市」的「三罷」行動，組成社福界罷工委員會，並舉行罷工啟動記者招待會，表示會在12月17至12月19日作警告式罷工。
社總外務副會長張志偉表示，在罷工時間內，委員會會與公共服務界，如教育、醫療、公務員、或治療師界別等，到五區支援及舉辦不同「和理非」為主的活動，以游說更多市民罷工，希望達至三罷效果，促使政府正面回應民間五大訴求。

### 上水襲警和刑事毀壞案
一名休班警員在早上6時許，行經上水舊警署近馬會道的大埔區少年警訊會所對開，發現一名男子刑毀上址一張選舉橫額，上前喝止時，對方手持一把鎅刀向他襲擊，休班警員閃避不及，糾纏間右邊臉部被對方鎅傷，有途人看見後，合力協助制服兇徒後，報警交予警方帶署調查。72歲姓盧老翁涉嫌襲警及刑毀被捕，休班警清醒送北區醫院治理。 

### 深圳公安發佈鄭文傑出入會所錄像以及認罪片段
11月21日，《環球時報》記者公佈了從深圳公安獲取的兩段影片。第一段影片顯示，鄭文傑在2019年7月23日傍晚5時58分進入深圳一間會所，到晚上8時18分離開；7月31日傍晚6時21分進入會所，6時34分進入房間，晚上8時43分離開會所；8月8日傍晚6時42分進入會所，晚上8時54分進入房間，晚上9時03分離開會所：共計3次。第二段影片則為被拘留後的錄像，鄭文傑表示“內疚、後悔”“沒臉去見女朋友、家裡人”，其說話「表情自然」，其粉色衣服前方有915的號碼。同時，警方稱該案中其審訊、羈押依法依規，完全不存在刑訊逼供，而在8月24日鄭被釋放時「驻所医生对其身体进行了全面检查，身体状况良好」。而官媒《人民日報》也在微博上發放影片，但出現聲音不對口形的情況。
11月21日中午11時，英國駐華使館通過新浪微博發佈了英國外交大臣多米尼克·拉布召見中國駐英大使時的聲明。但在《環球時報》將影片公佈後，英國駐中國大使館的微博账号上该聲明已消失。22日，英国驻华使馆称并未删除此条微博，自己的账号主页仍然可以显示。

### 中国外交部长回应美国通过涉港法案
21日，中国外交部长王毅在北京人民大會堂會見美國前國防部長科恩时，就美国通过《香港人權與民主法案》一事回应称“有關行為嚴重違反國際關係基本準則，嚴重影響中美關係的氣氛，以及衝擊多年建立的互信”。

### 陳奕迅跨年演唱會取消
21日，陳奕迅《Fear and Dreams香港演唱會》主辦單位宣布，鉴于无法确定觀衆安全和相關交通配套情况，故主办方决定取消原定於紅磡香港體育館舉行的25場跨年演唱會。

## 22日
全港幼稚園及部分特殊學校本日停課。

### 警方加強警力駐守投票站
11月24日是區議會選舉，正值反修例示威活動，消息指，為防止票站受到干擾影響市民投票，警隊將破天荒出動過萬警力作出高度戒備，包括在全港600個票站加派身穿防暴裝備的警員駐守，而為防止警員遇襲，警方各總區應變大隊人員及刑偵調查人員亦會在票站一帶巡邏，令選舉可順利進行。而在22日下午3时，警方在旺角區選投票站附近發現74枚汽油彈。

### 美国总统特朗普就涉港法案表态
美國國會通過《香港人權與民主法案》後，總統特朗普在11月22日上午接受《霍士新聞》訪問時，未有表態會簽署或否決《香港人權與民主法案》，反而模稜兩可地稱“我們既與香港同行，也與習近平同行”，他表示曾經要求習近平不要派解放軍到香港。特朗普又稱“香港可能有成千上萬人被殺”，“如果不是我，香港可能在14分鐘内已經被摧毀”。特朗普續稱“習近平有一百萬軍人在香港邊界外駐守，沒有介入香港只因我向習近平告誡”，他稱曾經在勸諭習近平不要派兵介入香港時表示“你將會犯下大錯，這樣做會對貿易協議有極其負面影響”。《華盛頓郵報》認為，特朗普這番言論暗示他有可能會否決《香港人權與民主法案》。

## 23日
全港幼稚園及部分特殊學校本日停課。

### 反對化學武器遊行
教育界及一群家長在九龍塘名校區發起「保護小朋友遊行」，要求警方停止使用化學武器，保障小朋友健康。約逾三百人參加，有家長帶同小朋友一齊加入，他們高舉標語，高呼「保護孩子、政府有責」，促請政府回應市民訴求，立即停止使用化學武器。遊行進行約一小時，眾人平安散開，期間秩序良好，並沒有行出行車道。

### 抗議美國通過香港人權與民主法案遊行
約二十名愛港之聲成員手持國旗及區旗，由遮打花園出發遊行到美國領事館，抗議美國參眾兩院通過香港人權與民主法案。美國領事館附近有穿上印有懲教字樣背心，帶上特務警察臂章的人員駐守。遊行人士抵達美國領事館外宣讀聲明，並高叫口號。由於領事館休息，並無派員接收請願信，參與者將請願信貼在車閘，然後和平散去。

### 聲援理大校園親子祈禱會
好鄰舍北區教會在早上發起「聲援理大校園親子祈禱會」，代被困理大青年向上帝祈禱。發言人表示，學生在校園內並不違法，惟早前於理大撤出的青年已陸續被捕，有關做法並不合理，期望藉祈禱會讓至今仍被困的青年，得知外界並未放棄或遺忘他們。

## 24日

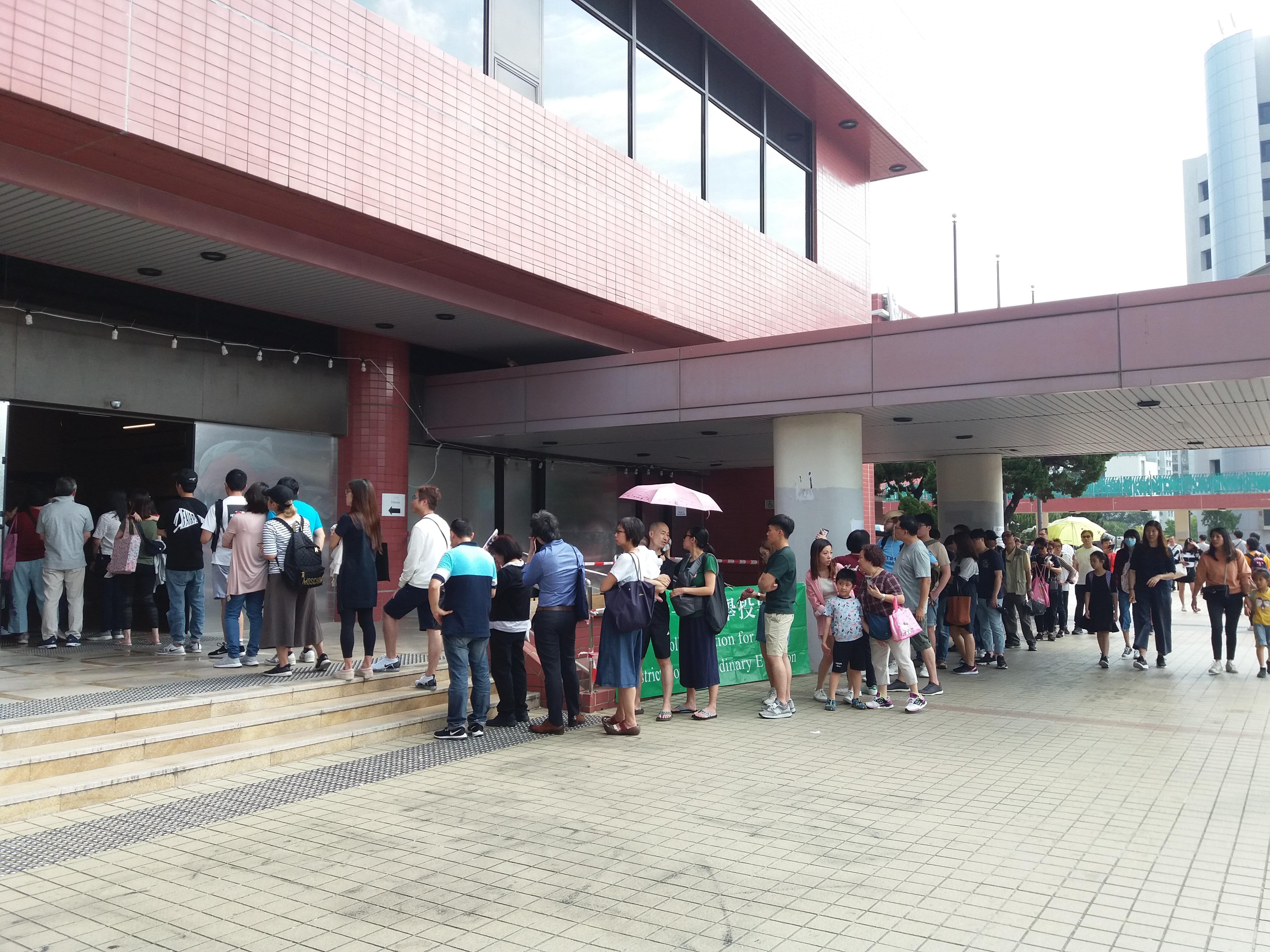
屯門大會堂外，有大量選民在站外排隊等待投票

全港幼稚園及部分特殊學校本日停課。

### 加拿大拟效仿美国制定香港民主法案
在美国宣布通过《香港人权与民主法案》后，加拿大媒体11月24日发布消息称，贾斯汀·特鲁多政府拟效仿美国，制定“香港民主法案”，包括制裁措施。对此，中国驻加拿大大使丛培武发出警告，指出不要在香港问题上追随美国。他表示“如果加方一些人试图推动出台类似美国针对香港的法案，将是十分危险的。如果真的发生了，将对中加关系造成严重破坏。”

### 韩国艺人崔始源点赞反修例运动相关报道
11月24日，韩国艺人崔始源在Twitter上点赞《朝鲜日报》转载的美国有线电视新闻网采访反送中运动中枪示威青年的报道，遭中国网友群起批评，崔始源随后表示点赞只是抱着止暴止乱的想法，表达对事件关注，并为自己的行为致歉。

### 第六屆區議會選舉
第六屆區議會選舉將會選出香港十八區區議會共452個民選議席，當選的區議會議員任期為四年，由2020年1月1日至2023年12月31日。連同27個當然議員，合共479個議席。選舉人數創下香港史上新高，共有2,943,842名登記選民投票，投票率71.23%。民主派在高投票率下，亦首次壓倒性在多個選區大獲全勝，取得全港整體過半數議席（389席）；而建制派和鄉事派則遭遇空前慘敗（59席）。但如果按票數劃分，民主派和建制派獲得的票數約為57%比42%，與傳統意義上兩個陣營票數約「六四比」的狀況類似，兩者差距約40多萬張選票。

## 25日

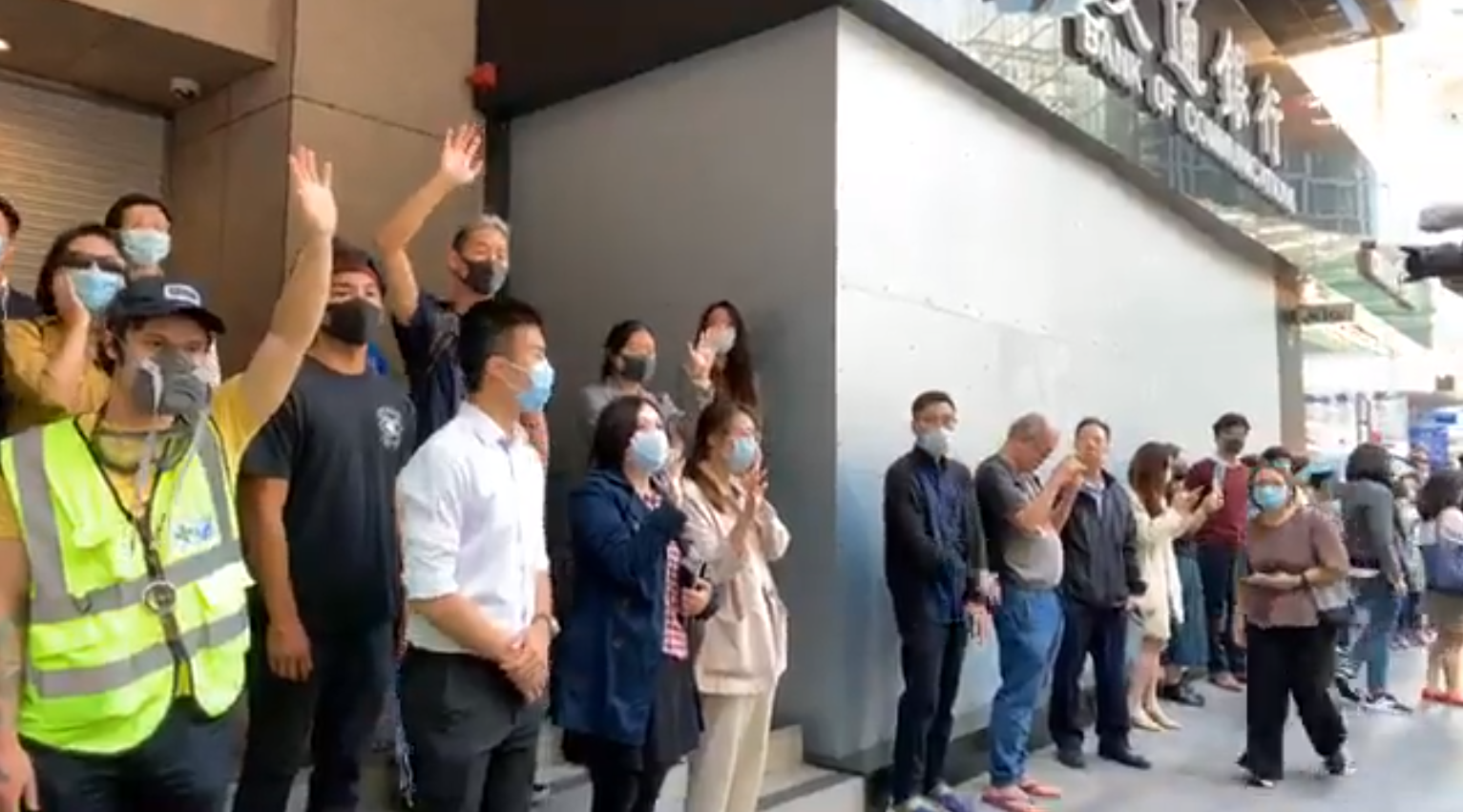
市民在中環畢打街聚集，高舉五一手勢

### 中国外交部有关人士就區議會選舉结果表态
11月25日，香港區議會選舉结果公布，民主派首次壓倒性在多個選區大獲全勝。对此，正在访问日本期间的中国外交部长王毅在接受记者提問時表示：“無論結果怎樣，香港都是中國的一部分”。他还指出，企圖搞亂香港或者破壞香港繁榮與穩定的圖謀，都不會成功。同日，中国外交部发言人耿爽就接受记者对外媒报道香港区议会选举民主派大获全胜的相关提问时表示，止暴制乱、恢复秩序是香港当前最紧迫的任务。他还表示：“香港是中国的香港，香港事务纯属中国内政。中国政府维护国家主权、安全、发展利益的决心坚定不移，贯彻“一国两制”方针的决心坚定不移，反对任何外部势力干涉香港事务的决心坚定不移”。

### 葉劉淑儀被包圍

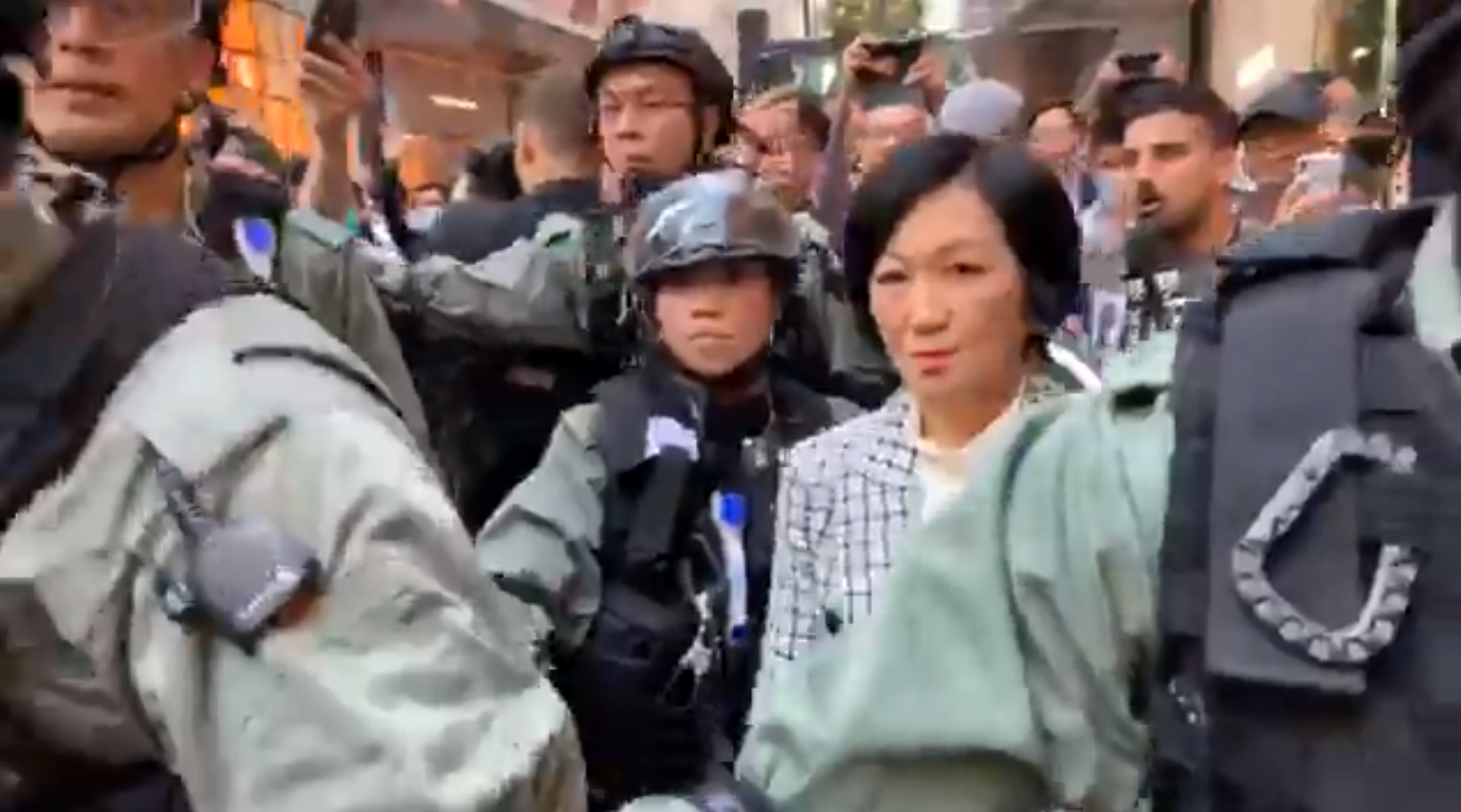
葉劉淑儀最後在一批防暴警護送下，於遮打道截乘的士離開

下午有反修例示威者響應網上號召，在中環畢打街聚集，當中有人開香檳慶祝泛民在區議會選舉大勝，在場高喊口號。葉劉淑儀路經現時，一度被示威者包圍和喝倒采，更被人淋水。防暴警到場分隔，葉劉淑儀最終在一批防暴警護送下，於遮打道截乘的士離開。

### 聲援留守理大示威者集會

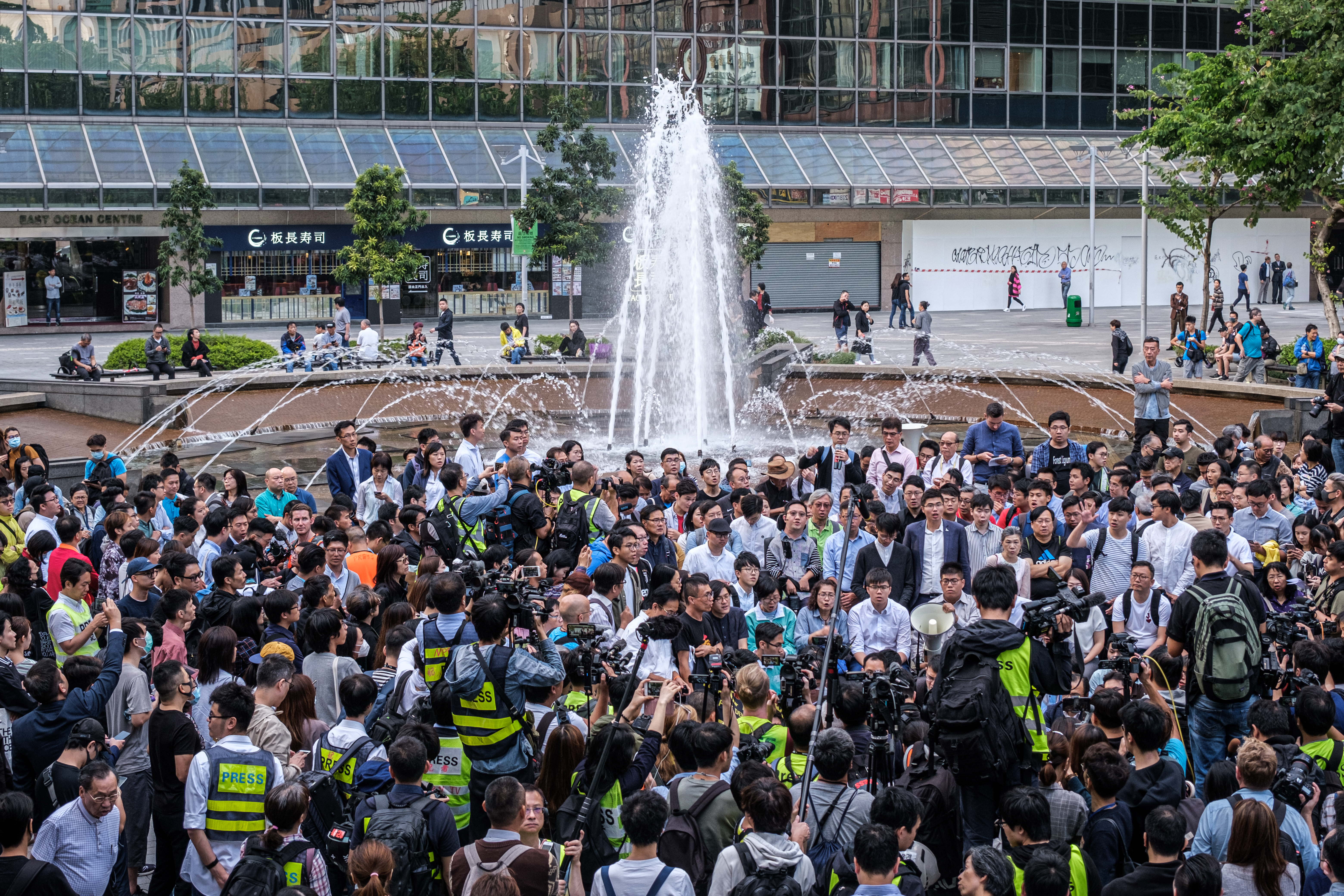
聲援留守理大示威者集會

民主派區議員下午在尖沙咀發起集會，聲援留守理大人士。新民主同盟范國威指將派出5名代表進入理大接觸留守者，呼籲跟隨前往理大的人士保持冷靜，其他集會人士則前往中環香港禮賓府向特首林鄭月娥表達訴求。傍晚6時許，群眾到尖沙咀新文華中心對出科學館徑位置集會堵路，多名民主派區議員亦到場響應，要求釋放理大留守人士。晚上10時，有黑衣蒙面示威者將水馬等雜物，投擲在新文華中心對開行人天橋，阻塞樓梯及扶手電梯。

### 鄭澤光就涉港法案通过召见美国驻华大使
中国外交部副部长鄭澤光召見美國駐華大使泰里·布蘭斯塔德，就美国通过《香港人權與民主法案》提出嚴正交涉和強烈抗議，敦促美方糾正錯誤，停止插手香港事務，干涉中國內政。

### 「恭賀」警員婚宴行動
網上有群組聲稱，有一名劉姓及黃姓新人，在唯港薈酒店結婚設宴。晚上近10時，一批黑衣蒙面為主的示威者到酒店唯港薈，圍堵酒店出入口，酒店職員已經關上門。有示威者向酒店用粗口叫罵，有人聲稱酒店内有警員結婚設宴，到場「恭賀」。現場群情洶湧，有人扮狗叫，有人展示不文手勢，有人用鐳射筆照射酒店内。

### 反修例運動首宗少年判刑
2019年9月21日「光復屯門公園」遊行中，當時15歲的男生被搜出經改裝長傘、行山杖及雷射筆，於11月7日被裁定「有意圖管有攻擊性武器罪」及「在公眾地方管有攻擊性武器」兩罪成立，25日被判入更生中心，羈留3至9個月不等。北京日報旗下微信公眾號長安街知事稱之為反送中運動以來首宗正式受審的案件。

## 26日

### 林郑月娥就区议会选举结果表态
林郑月娥在出席行政会议前会见记者时表示，此次区议会选举“被视为对港府表达不满”，因此结果对建制派有一定影响，也没有就区选结果收到国务院要求问责的指示。她在回应是否会顺应选举结果回应民意，成立独立调查委员会，甚至为建制派大败负责的提问时表示，市民争取诉求不能诉诸暴力，升级行动只会令香港受挫。

### 杨洁篪就美国涉港法案通过表态
中共中央政治局委员、中央外事工作委员会办公室主任杨洁篪就美国宣布通过《香港人权与民主法案》表态，认为此举“严重违反国际法和国际关系基本准则”，中方对此予以坚决反对和强烈谴责，已就此向美方表明严正立场。

### 撐警大聯盟召集人病逝
「撐警大聯盟」召集人冼澤正於11月26日病逝，終年64歲。創辦人之一李偲嫣在臉書上證實，冼澤正於當天黃昏病逝，在臉書上撰文悼念，並上傳多張與冼澤正的合照。他曾就近月示威活動，拍片支持警察，又到嶺南大學抗議，不滿該校早前一個音樂會上有樂隊唱粗口歌辱警。有網民稱之為「報應已經開始」。

### 政府撤回兩所大學撥款
政府財經事務及庫務局去信立法會財務委員會，決定撤回在中大及港大翻新及興建醫學大樓的撥款項目，合共逾2.5億元的撥款。政府表示得悉有議員對兩項醫療教學設施工程項目有關注，故決定撤回撥款，為了讓食物及衛生局有更多時間向議員解說，會爭取盡快在今個立法年度內將撥款建議再提交財委會考慮。

### 環球學者譴責港警暴力
英國非政府組織香港監察（Hong Kong Watch）於11月26日發表聲明說，全球有超過3,700名知名學者、專家聯署，譴責香港警察「針對大學校園學生採用不合比例及報復式暴力」。聲明要求各大學校方捍衛學術自由，同時要求港府落實由法官針對警暴作獨立調查。

### 旅發局取消年初一花車巡遊
旅發局表示，正繼續籌備冬日節、除夕煙花倒數等活動；而往年於大年初一晚舉行的花車巡遊，會因應社會狀況和社會爭議未平息，明年則將以一連四天的新春嘉年華取代。旅發局透露活動繼續會有國際表演隊伍，亦會加入更多嘉年華的元素，如美食、大型裝飾擺設等。

### 候任區議員黃國桐被拒入境澳門
黃國桐向於11月26日晚約7時前往澳門，但抵達澳門後被拒入境。澳門政府以他入境澳門從事危害澳門公共秩序及公共安全活動為由而拒絕他入境。黃國桐批評，事件顯示香港法律工作者義務支援示威者會被視為打壓對象，批評澳門此舉乃打壓民主派議員進出澳門的權利。

## 27日

### 紅磡海底隧道重開
經過長達兩星期的封閉維修，早前遭到示威者大肆破壞而全面癱瘓的紅磡海底隧道，在清晨五時全線重開恢復通車，屆時會開放所有收費亭。而紅隧過海巴士路線亦會同步恢復服務，交通大致暢順。雖然政府聲稱經評估後紅隧已達安全行車水平，然而毗鄰紅隧的理工大學目前仍被示威者佔據。當局未有先對理大清場便重開紅隧，紅隧恢復通車後再遭破壞的危機未除。

### 觀塘九龍灣「和你lunch」活動

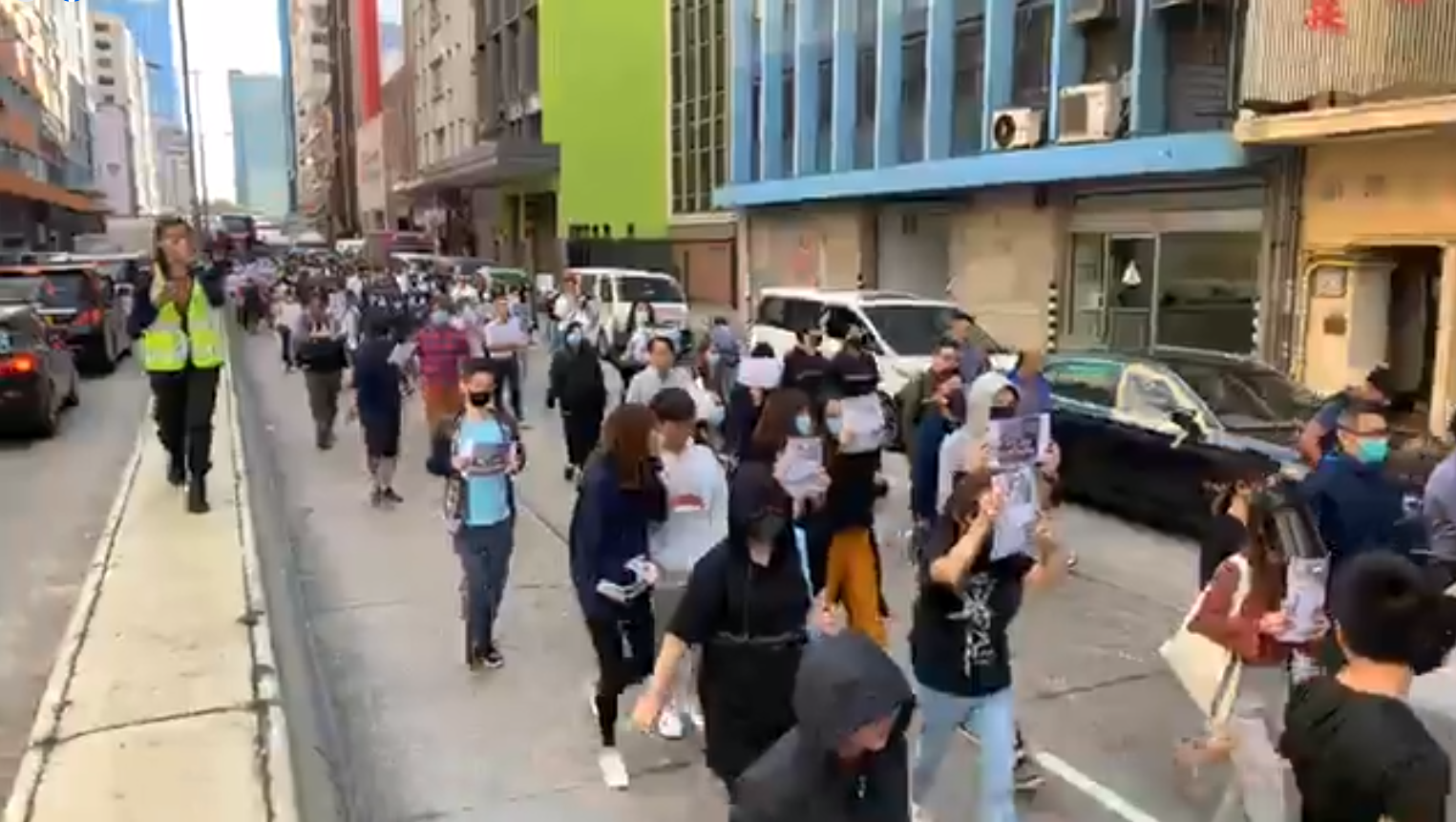
觀塘「和你lunch」活動，參與人士走出偉業街

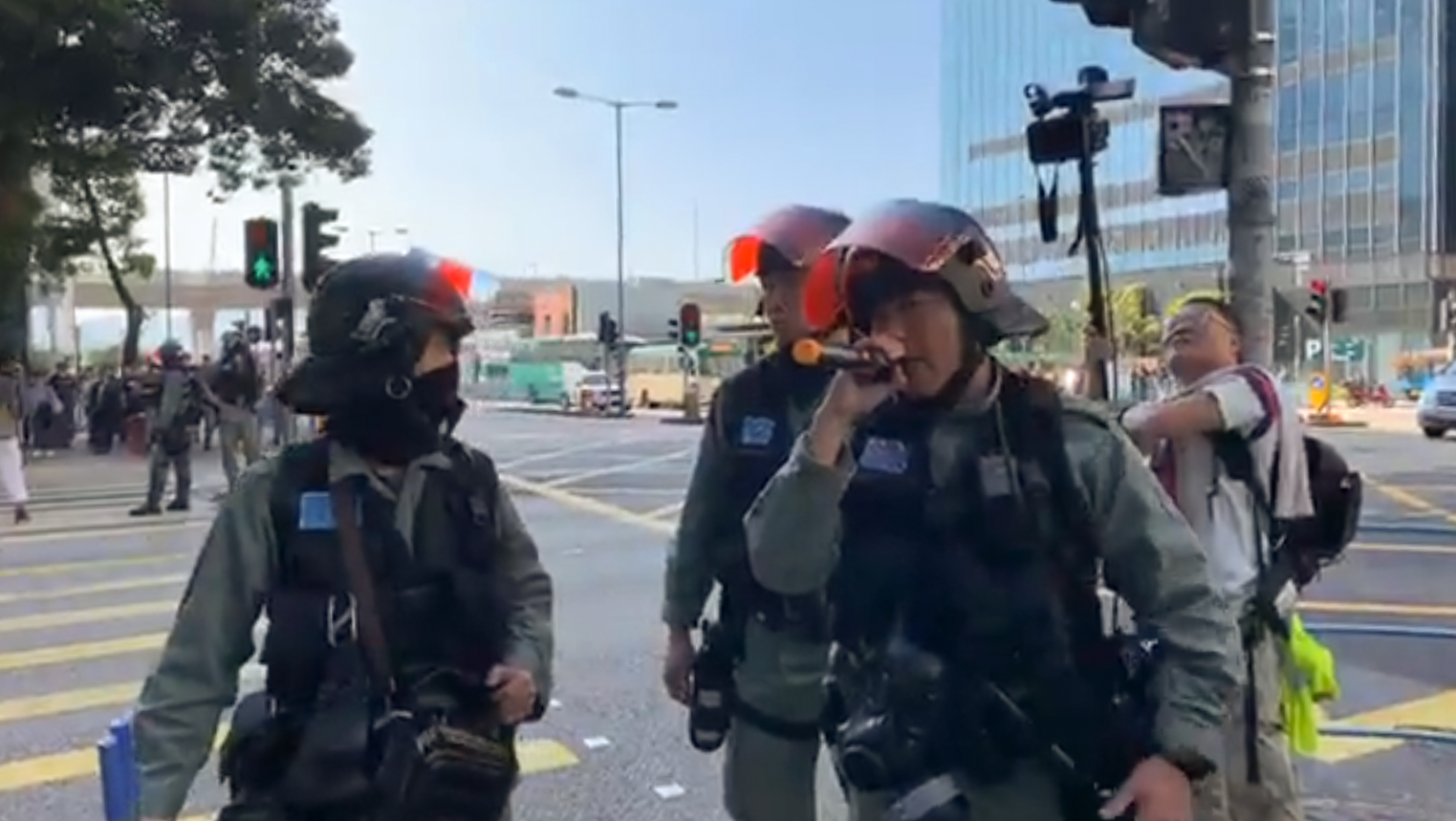
防暴警在勵業街與偉業街交界指他們涉嫌參與未經許可的活動，要求市民返回行人路

下午1時許，觀塘和九龍灣都有上班族響應「和你lunch」活動。在觀塘，參與人士高呼「民意在此，拯救Poly，還我校園」後，部分人走出駿業街，往偉業街及鴻圖道等行車路前進。高峰期有逾100人參與。期間有數名黑衣人設置路障，約10多名防暴警將路障搬開，指他們涉嫌參與未經許可的活動，要求市民返回行人路。而九龍灣零碳天地集會有200人參與，防暴警察在外圍戒備。

### 多區商場和你唱活動
有網民號召晚上在多區發起「和你唱」活動，包括沙田、大埔、屯門、銅鑼灣、觀塘、旺角、荃灣等，以聲援理工大學內的留守者。「和你唱」活動於晚上8時半開始，其後會在場讀出支持理大留守者的宣言，活動地點包括大埔超級城、觀塘APM、沙田新城市廣場、將軍澳Popcorn及鑽石山荷里活廣場等。

### 醫管局向全體員工發信
医院管理局向全體員工發信表示，將對因參與非法集會而被捕的醫護人員作出嚴肅跟進，抵制暴力活動，幫助香港社會盡快恢復穩定和安寧。

### 特朗普簽署《香港人權與民主法案》
美國東岸時間11月27日，白宮發表聲明宣布總統特朗普已簽署《香港人權與民主法案》，此法案正式成為法律。随后，中國外交部、國務院港澳辦、香港中聯辦、外交部驻港公署、香港特区政府均发表声明，就此做法表示強烈反對。

## 28日

### 警方及消防人员進入理大校園

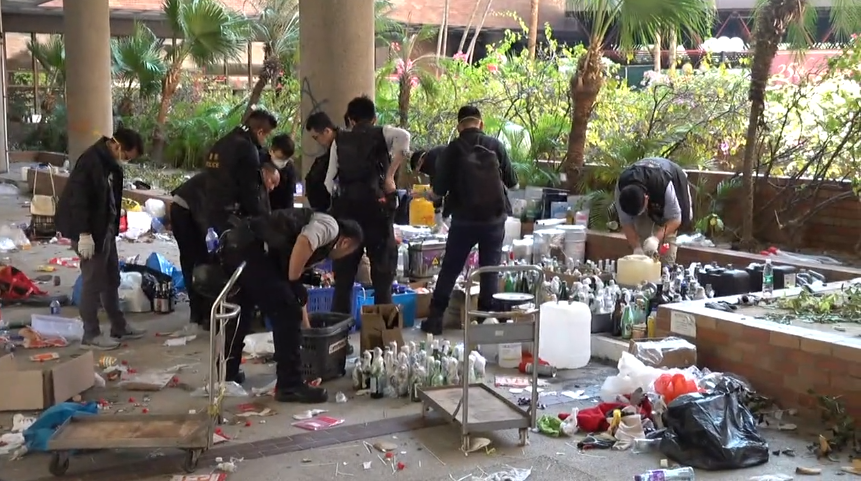
有組織罪案及三合會調查科警員在理大校園現場搜證時檢獲大量玻璃瓶和易燃液體物品

上午9時起，警方及消防人员進入理大校園，包括數十名便衣警察、警察公共關係科人員、有組織罪案及三合會調查科警員、爆炸品處理課人員。早前，香港警方宣布組成安全小組，包括警察爆炸品處理課、刑偵小隊、談判小隊，以及消防、救護、社署、心理學家等。警方也重申，此次行動目的是處理危險品及處理罪案現場蒐證工作。

### 樂玉成就涉港法案簽署成法召见美国驻华大使
中國外交部副部長樂玉成召見美國駐華大使泰里·布兰斯塔德，就美國总统特朗普簽署《香港人權與民主法案》成法提出嚴正交涉和強烈抗議，敦促美方糾正錯誤、改弦更張，不得將該法案付諸實施，立即停止插手香港事務、干涉中國內政，以免給中美關係和兩國重要領域合作造成更大損害。

### 中国国防部再次回应运动
11月28日，中国國防部發言人任國強在例行記者會上就反修例运动期间的止暴制亂情況回答了記者提問。任国强在记者会上表示，解放軍駐港部隊隨時聽從中共中央、中央軍委的指揮。他还对此前駐港部隊走出營區清理路障一事回應稱，該舉動是以自發義務形式參與的社會公益活動，不存在違反駐軍法和一國兩制原則問題，體現了駐港部隊官兵對市民的關心熱愛，體現了人民子弟兵全心全意為人民服務的宗旨。

### 中環「和你stick」

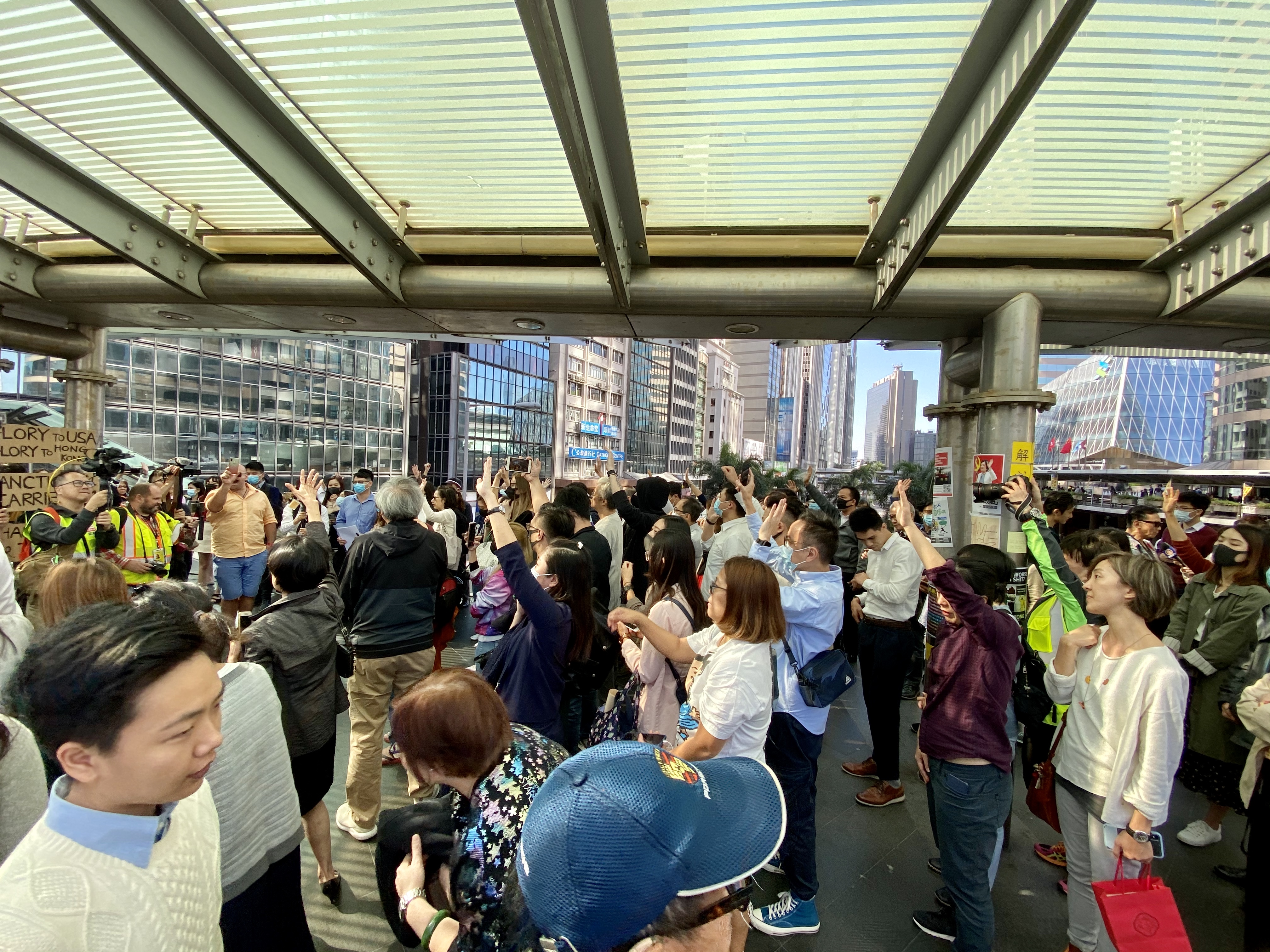
中環交易廣場外行人天橋「和你stick」活動

午飯時間，網民在中環交易廣場外一條行人天橋舉行「和你stick」活動，張貼與反修例運動的文宣，約200人響應。示威期间，有示威者高举“感谢特朗普”的标语。不過活動期間有數名外籍人與在場市民發生口角。

### 爸爸媽媽守護你集氣會
晚上，有市民在中環遮打花園發起「爸爸媽媽守護你集氣會」，支援及關心理大的被捕人士，有守護孩子被捕成員分享經歷，並有多名市民帶同孩子參與。

### 聲援理大反對圍捕集會
有宗教團體於尖沙咀鐘樓發起「聲援理大反對圍捕」集會，對警方連日包圍理大示威者表達不滿，令留守者未能得到人道支援，希望在這個距離理大不遠的地方鼓勵留守者。部分集會人士戴口罩，有人彈結他，全場舉手機電筒唱歌。

### 感謝美國關注感恩節集會

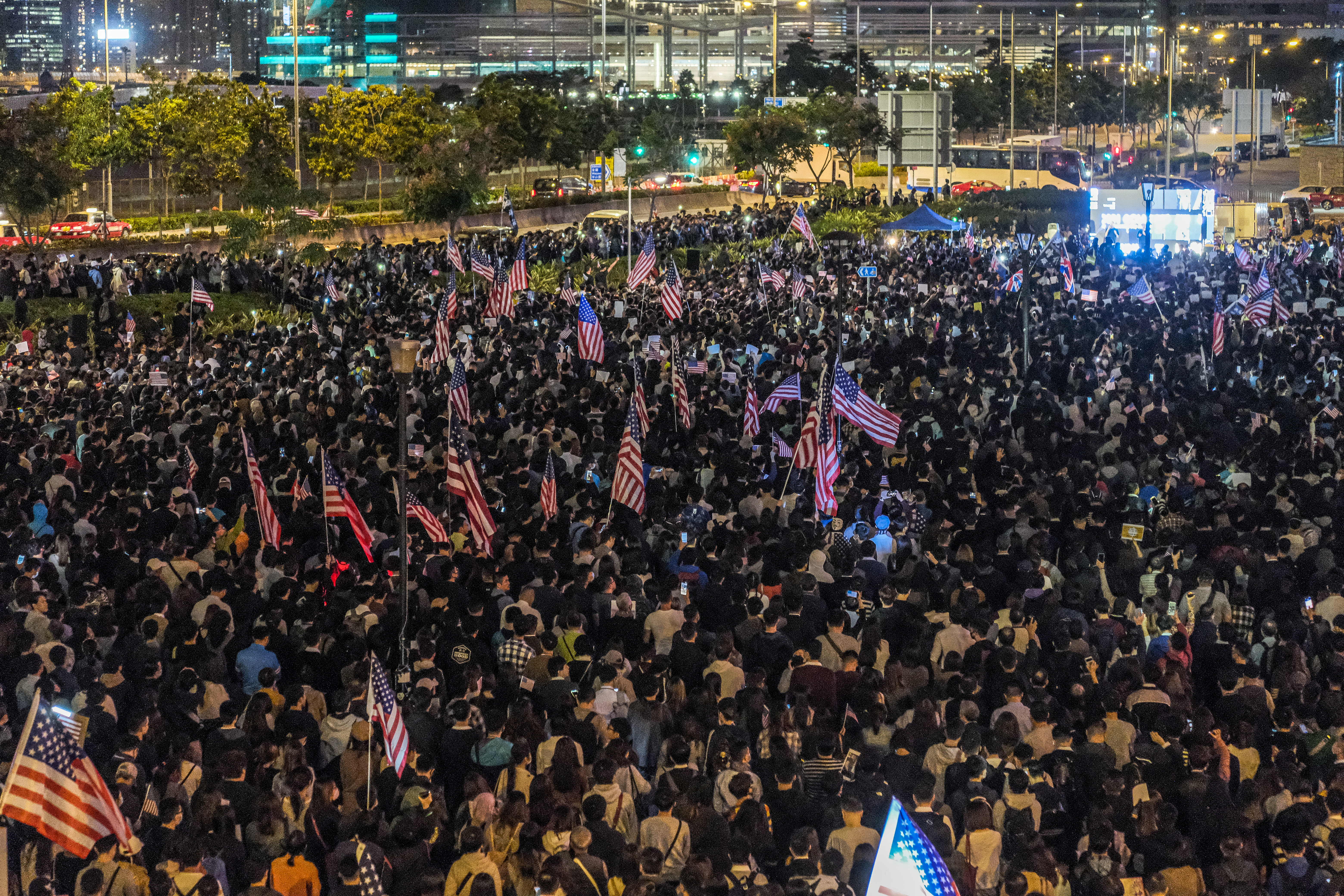
参与感謝美國關注感恩節集會上的示威者高举美国国旗

大專學界國際事務代表團和民間感恩節集會團隊於晚上在中環愛丁堡廣場發起集會，感謝美國國會通過及總統特朗普簽署《香港人權與民主法案》。大會發言人表示，集會目的是慶祝法案順利通過，相信法案通過可激起其他自由世界國家關注，又希望可重新凝聚市民。集會結束後，一批穿黑衣及戴口罩人士沿德輔道中轉入雪廠街，指罵及包圍10多名防暴警員， 期間有警員警告在場人士非法集結，又舉起胡椒噴劑。

### 拘捕Telegram群組「阿囝搵老豆老母」女管理員
警方當日拘捕Telegram群組「阿囝搵老豆老母」女管理員，直至2020年1月9日才於東區裁判法院提堂。
24歲許姓女侍應被控以透過Telegram非法煽惑縱火損壞他人財產及煽惑他人惡意傷人等兩罪，被告毋須答辯。裁判官認為案件嚴重，加上被告有同黨身處海外，潛逃可能性高，故不准被告擔保，須還押看管。案件將柙後至2月20日再訊。
2020年1月21日，許姓被告向高等法院申請保釋，獲法官批准。以現金5000元保釋外出，父親另需交出30000元作人事擔保，期間不得離開香港，需交出所有旅遊證件，每天早上到屯門警署報到，並需遵守每晚9時至翌日早上7時的宵禁令。

## 29日

### 理工大学校园解封

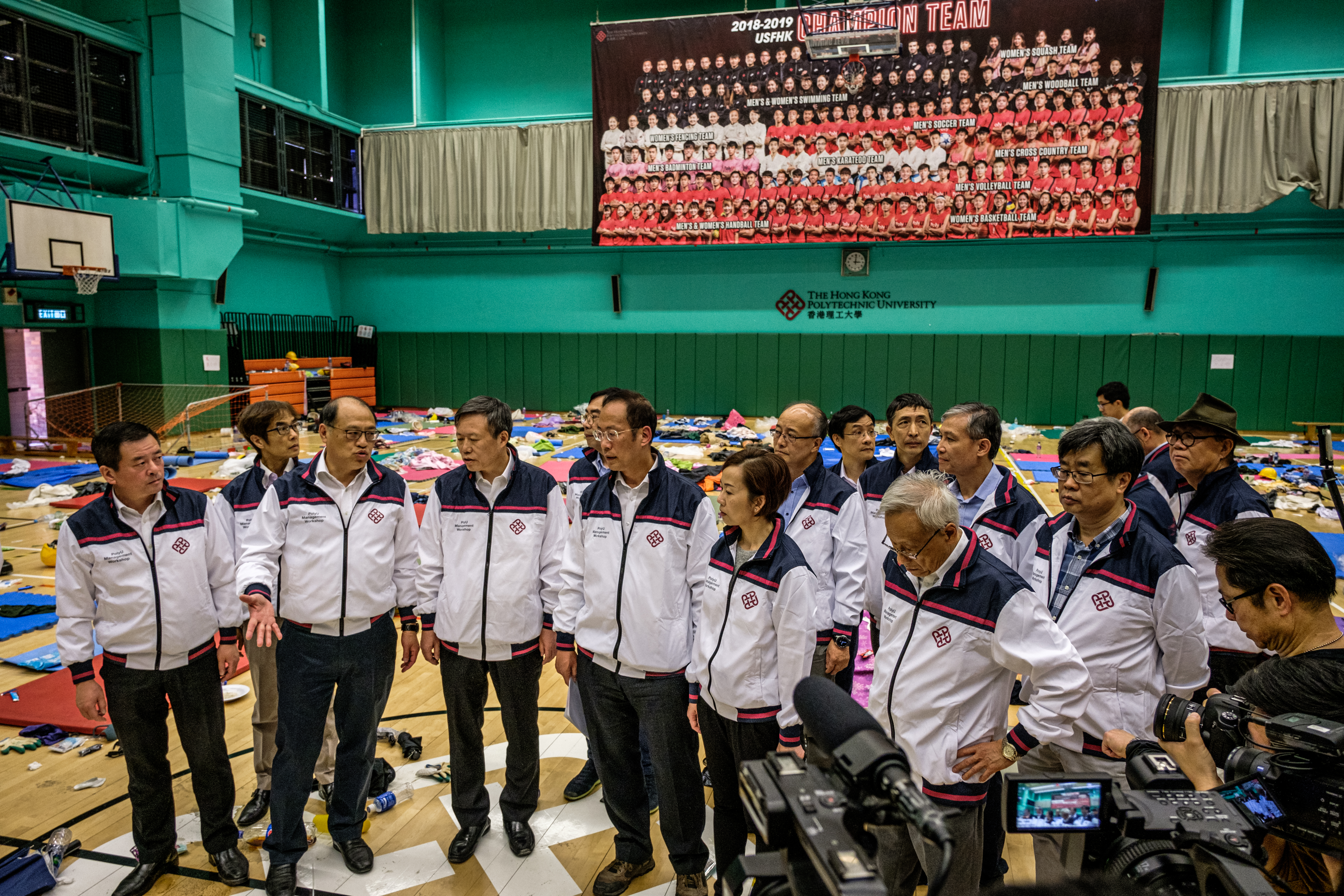
下午，理大校方管理層進入校園視察

警方和消防人員於中午前完成搜查理工大學，移除校內危險品和處理校內罪案現場等工作。警方隨即解除理大範圍的封鎖線，並已將校園交還理大校方管理。警方在11月29日再撿獲280支汽油彈、318支卡式裝石油氣、28桶化學品，另有各類攻擊性武器。。
中午12時20分，理工大學發表聲明，指警方已宣布解封校園並已將校園交還理大校方。理大接收校園後，會即時進行盤點和全面的環境及安全評估工作。但由於校方需時進行清理、盤點及修復工作, 故校園仍需關閉，現時只限校方授權人士進入，直至另行通告為止。而理大管理層，包括校長滕錦光副校長衞炳江、校董會主席林大輝等，在下午進入校園視察損毀情況。校長滕錦光表示理大是今次事件中最大的受害者，校園因受嚴重破壞需要長時間進行修復，指事件沒有引致傷亡是不幸中的大幸。
但仍有市民在理大解封後進入校園了解情況。有受訪市民看到校園破落的環境後感觸落淚，並向傳媒形容場景「超級震撼」。她同時希望學生都可以平安回家，見到家人。

### 「和你 Lunch」午間快閃行動 1人被捕

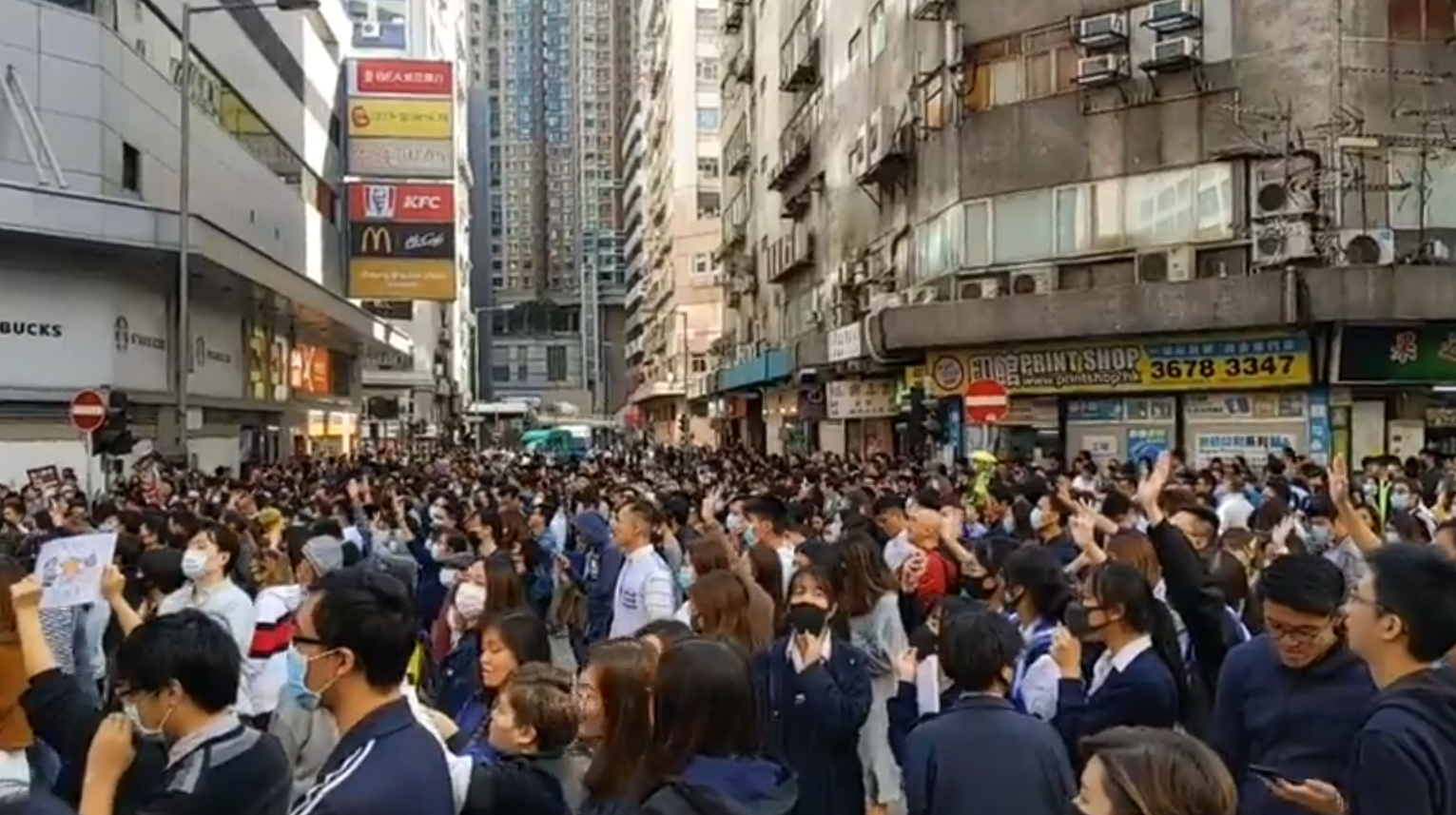
長沙灣有不少參與人士走出馬路

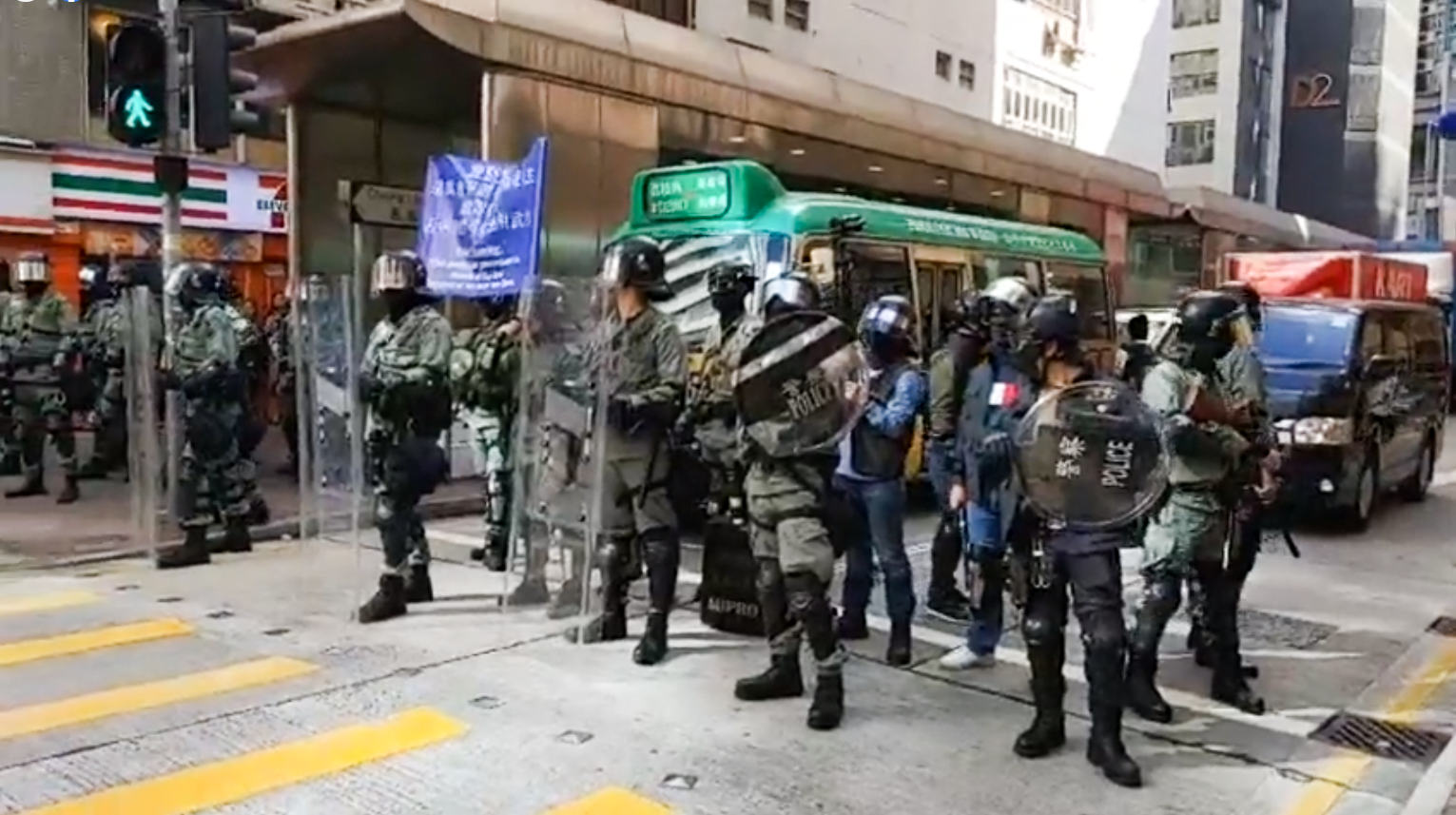
防暴警察走出長沙灣警署後再次舉起藍旗

網民發起在全港多區發起「和你Lunch」。下午1時，在長沙灣有參與人士一度走出馬路，防暴警察舉起藍旗走出警署。而中環畢打街有逾50人聚集，防暴警察持圓盾長槍到場，向示威者施放胡椒噴霧，現場有女子被射中感不適。一名31歲男子涉嫌公眾地方行為不檢被捕。

### 傳寶福山拒絕為周梓樂出殯
一度有傳聞指寶福山拒絕為原定於12月出殯的周梓樂舉辦出殯事宜，後來周家在譚小環及寶福山發表聲明，指有關消息屬誤傳。

### 聲援鄭文傑集會

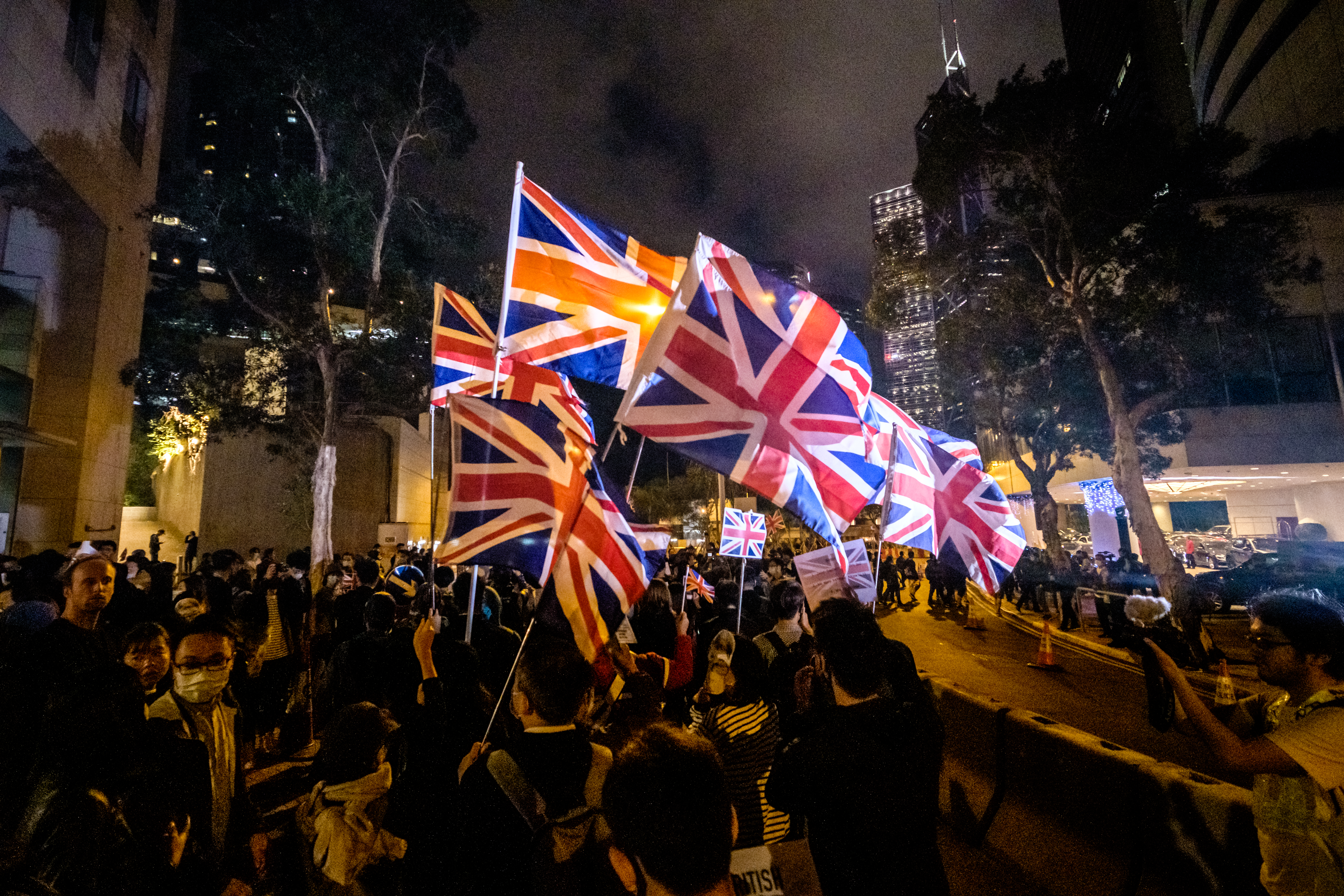
聲援鄭文傑集會现场，有示威者舉起英國國旗

有市民發起于晚上7時半，到金鐘的英國駐港總領事館外集會，聲援8月被深圳行政拘留的英國駐港總領事館前職員鄭文傑。不少人戴上鄭文傑的面具，並手持標語聲援鄭文傑，並有人舉起英國國旗。英國駐港副總領事其後到門外接收請願信，發起人宣布集會結束。

### 郑文傑向英国监管机构投诉央视
11月29日，郑文傑向英国通讯管理局投诉中国中央电视台下属的中国国际电视台（CGTN），称该台在英国播出的本人认罪视频违反英国通讯管理局“有关隐私、犯罪与无序、公正等方面的规定”。英国通讯管理局随后表示正在优先评估该节目。

## 30日

### 民建聯擬斥資支援落敗區議員
在選舉中慘敗的民建聯為保存地區「血脈」不致斷絕，計劃自資或情商友好政團，在明年1月1日區議會換屆後全數聘用該黨的落馬黨員，令這班「樁腳」可延續已開墾的地區工作，下屆捲土重來，估計須斥資近1.5億元。李慧琼承認，正尋求辦法「讓班兄弟繼續安心地區工作」，這是她當前最迫切的目標，但強調「挑戰好大」，需要各方友好支持，暫未有具體方案。

### 教育局局长再就反修例运动回应
教育局局长杨润雄接受电台采访时表示，反修例运动期间有不少中学生在校外做出不合规矩，甚至违法的行为，包括跳闸机和堵路等，为此教育局会增加资源及教师培训，方便学校培养学生的价值观。

### 「老幼攜手、和你同行」集會

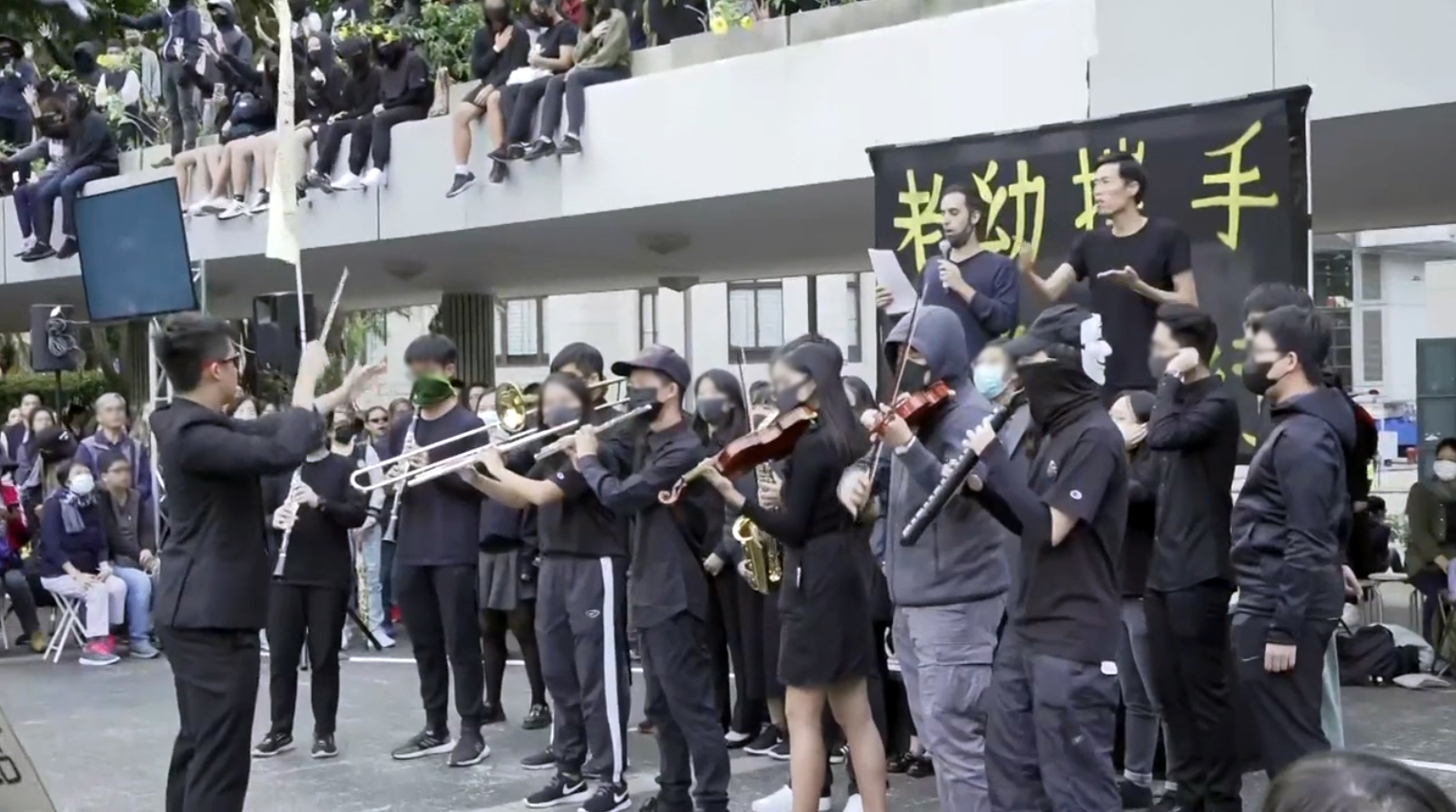
中環遮打花園「老幼攜手、和你同行」集會的音樂表演

有網民下午在中環遮打花園發起「老幼攜手、和你同行」集會，反對警方過度使用催淚彈，關注因此而產生的「二噁英」對人體的影響。參加的長者部分人戴上口罩，大會在場內展示多幅包括寫有「銀髮族，老而不廢」的標語。集會主辦方指3500人出席，警方稱高峰有650人

### 「廿五比零還神祭仙暨正名黃金大仙祝捷會」集會

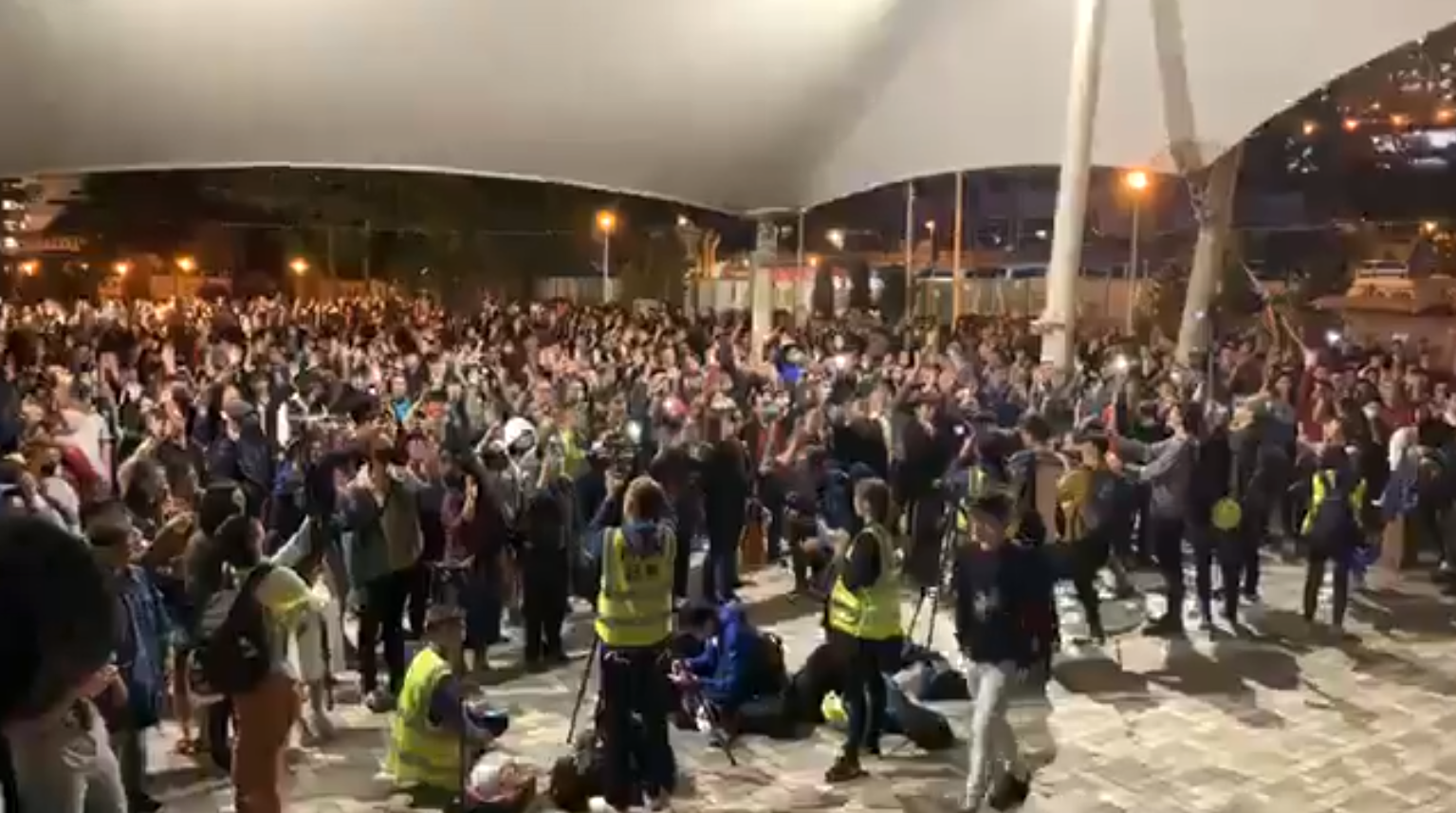
在黃大仙廣場舉行的「黃大仙25比0還神祭仙暨正名黃金大仙祝捷會」有百多人參與

晚上8時，網民發起在黃大仙廣場舉行「黃大仙25比0還神祭仙暨正名黃金大仙祝捷會」，慶祝黃大仙區議會民主派全取25席。活動有22名當選區議員出席，期間唱《願榮光歸香港》及切燒豬。

### 聲援理大學生人鏈

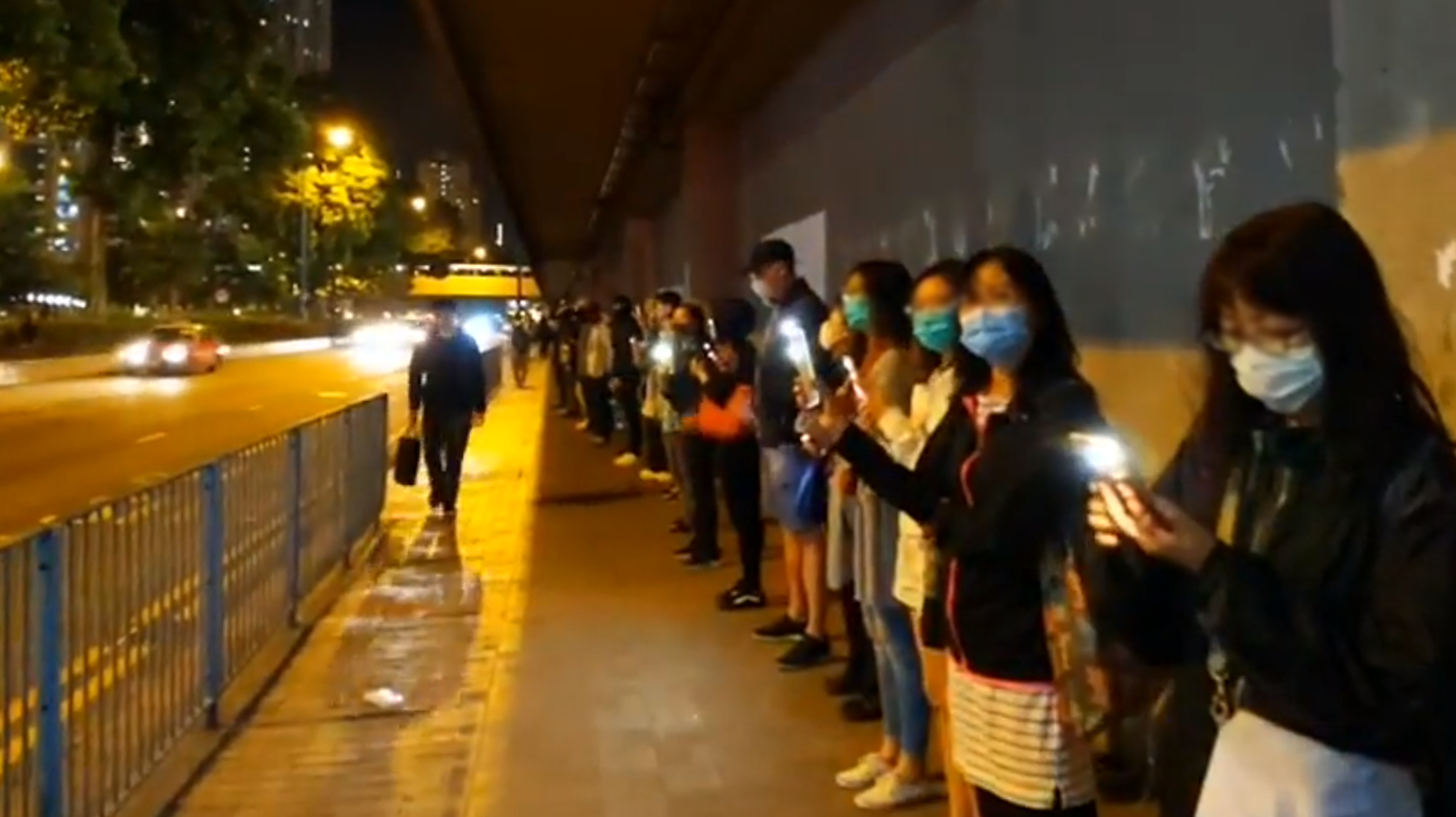
晚上8時半後，九龍灣站外有市民組成人鏈，聲援早前香港理工大學衝突中的學生

晚上8時半後，九龍灣站外有黑衣或戴口罩抗議人士聚集，組成人鏈，聲援早前理大示威中學生，並遊行至觀塘道。有抗議人士亮起手機燈光，在觀塘道行人路一字排開，有人高叫口號。

### 联合国人权高级专员建議獨立調查香港警察
11月30日，前智利总统、现任联合国人权事务高级专员米歇尔·巴切莱特在《南华早报》刊登评论文章，要求“依法对香港警察是否存在过度执法的问题展开独立调查”。对此，中国驻日内瓦代表团发言人陈亚欧就此表示批驳，认为巴切莱特妄评香港局势，“干涉中国内政”，严重违反《联合国宪章》宗旨和原则，对此坚决反对，已向巴切莱特和人权高专办提出严正交涉。